# Las Miejski koło Giżycka
Las Miejski – kompleks leśny o powierzchni 317,98 ha położony w Gajewie na północny wschód od Giżycka. Pokrywa obszar zróżnicowany geomorfologicznie. Ciągłość ekologiczna Lasu Miejskeigo sięga czasów, kiedy tereny te porastała Puszcza Galindzka. Cechuje się dużymi walorami przyrodniczymi. Charakteryzuje się obecnością większości siedlisk Natura 2000 i niespotykanym ukształtowaniem terenu (ponad 130 wzniesień i pagórków oraz ponad 100 zagłębień, dolinek i niecek bezodpływowych). Siedliska przyrodnicze Natura 2000 takie jak grądy, łęgi, borealne świerczyny bagienne i sosnowy bór bagienny, są bardzo zbliżone swoją strukturą i rozmieszczeniem do tych rosnących w Puszczy Boreckiej. Las Miejski ze względu na bardzo urozmaiconą rzeźbę terenu, która w toku dziejów utrudniała prowadzenie gospodarki rolnej, został zachowany jako enklawa leśna wśród terenów rolniczych.  W ostatnim czasie, Nadleśnictwo Giżycko przystąpiło do intensywnych rębni w najstarszych siedliskach grądowych oraz świerczynach powstałych po sztucznych nasadzeniach niemal 100 lat temu.

## Historia antropogeniczna

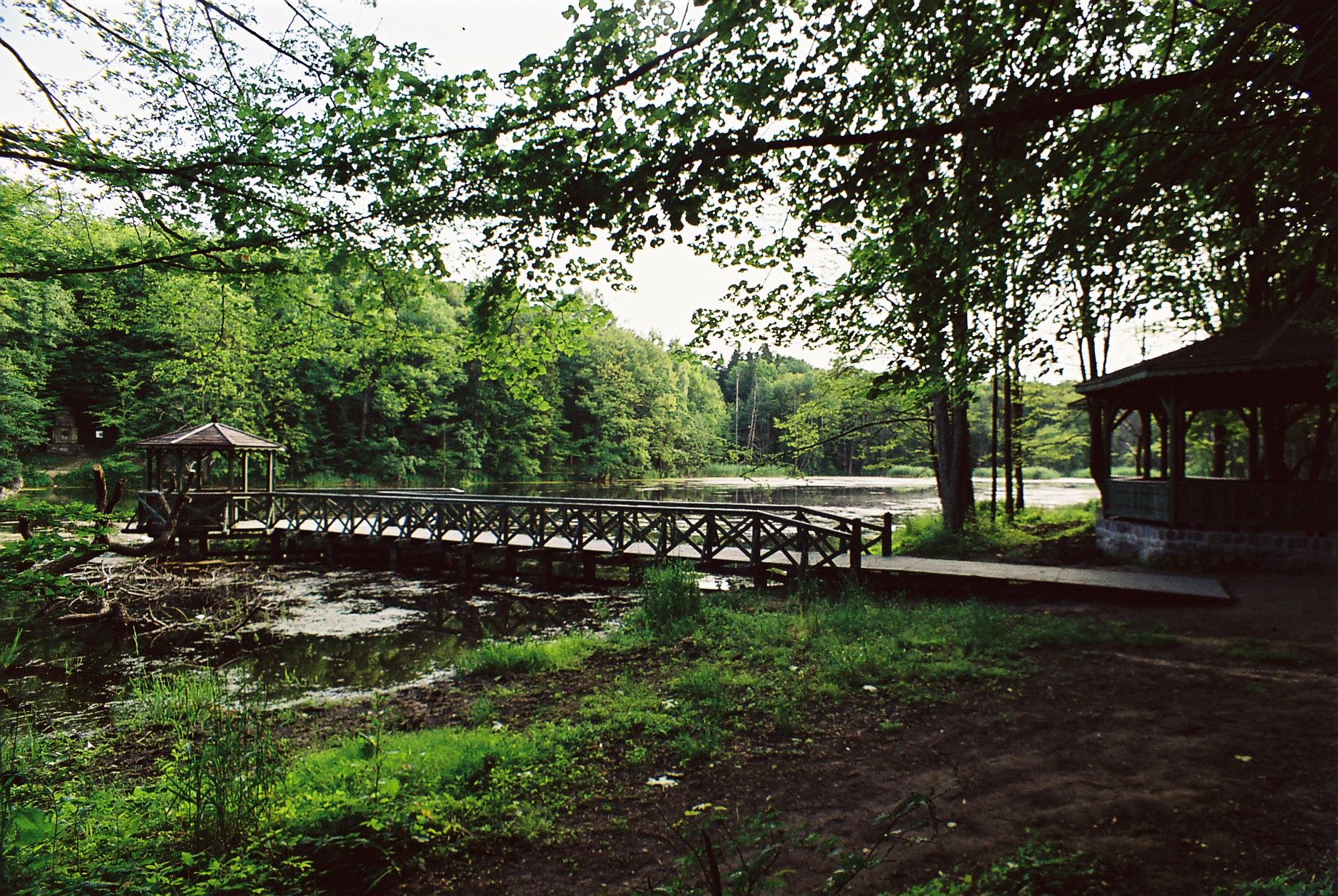
Las Miejski koło Giżycka – altana i kładka widokowa

Las Miejski został nadany mieszkańcom miasta wraz z prawami miejskimi w 1612 roku. W tamtych czasach prawie każde miasto otrzymywało w pobliżu swoich posiadłości las na własne potrzeby, głównie celem pozyskiwania drewna na opał i budowania domostw oraz innych zabudowań. Wielkość nadanego lasu oceniano na 4 łany tj. około 67 ha. Rozciągał się on między miastem, drogą do Świder a Spytkowem i Sulimami.
Władze miejskie zatrudniły leśniczego który zajmował się gospodarką leśną. Do pomocy miał strażników i wartowników. W zamian za służbę otrzymywali za darmo drewno na opał; dopiero w połowie XIX wieku zamieniono to na rekompensatę pieniężną. Kompleks ten nazwano Dębowym Lasem (Eichenwald), zaś w 1858 roku rada miasta przyjęła obecną nazwę – Las Miejski (Kammereiwald).
Lasem gospodarowano racjonalnie. Czasem jednak zdarzały się nieprzewidywalne zdarzenia jak np. w styczniu 1818 roku, kiedy silny wiatr zdewastował 3/4 lasu.
Utrzymanie lasu kosztowało w sumie budżet miasta wiele wysiłku (wpływy na ogół nie równoważyły wydatków poniesionych na jego utrzymanie), a przy tym miasto posiadało jeszcze 
14 łanów (tj. ok. 235 ha) koło wsi Jeziorowskie w Puszczy Boreckiej. Ostatecznie pod koniec XIX wieku zdecydowano więc o sprzedaży wszystkich terenów leśnych miejscowemu nadleśnictwu.
Ważne przemiany w wyglądzie Lasu Miejskiego nastąpiły właśnie u schyłku XIX wieku, kiedy opracowano plany jego zagospodarowania. Wiązało się to z gwałtownym rozwojem ruchu turystycznego i możliwością udostępnienia uroków lasu i okolic rzeszom turystów.
W 1891 roku zbudowano na wzgórzu Wilhelma (dziś Imionecka Góra, po lewej stronie szosy do Węgorzewa) wieżę widokową wysoką na 20 metrów. W tym samym roku Towarzystwo na Rzecz Upiększania Miasta zbudowało promenadę do Lasu Miejskiego oraz liczne oznakowane trasy spacerowe.

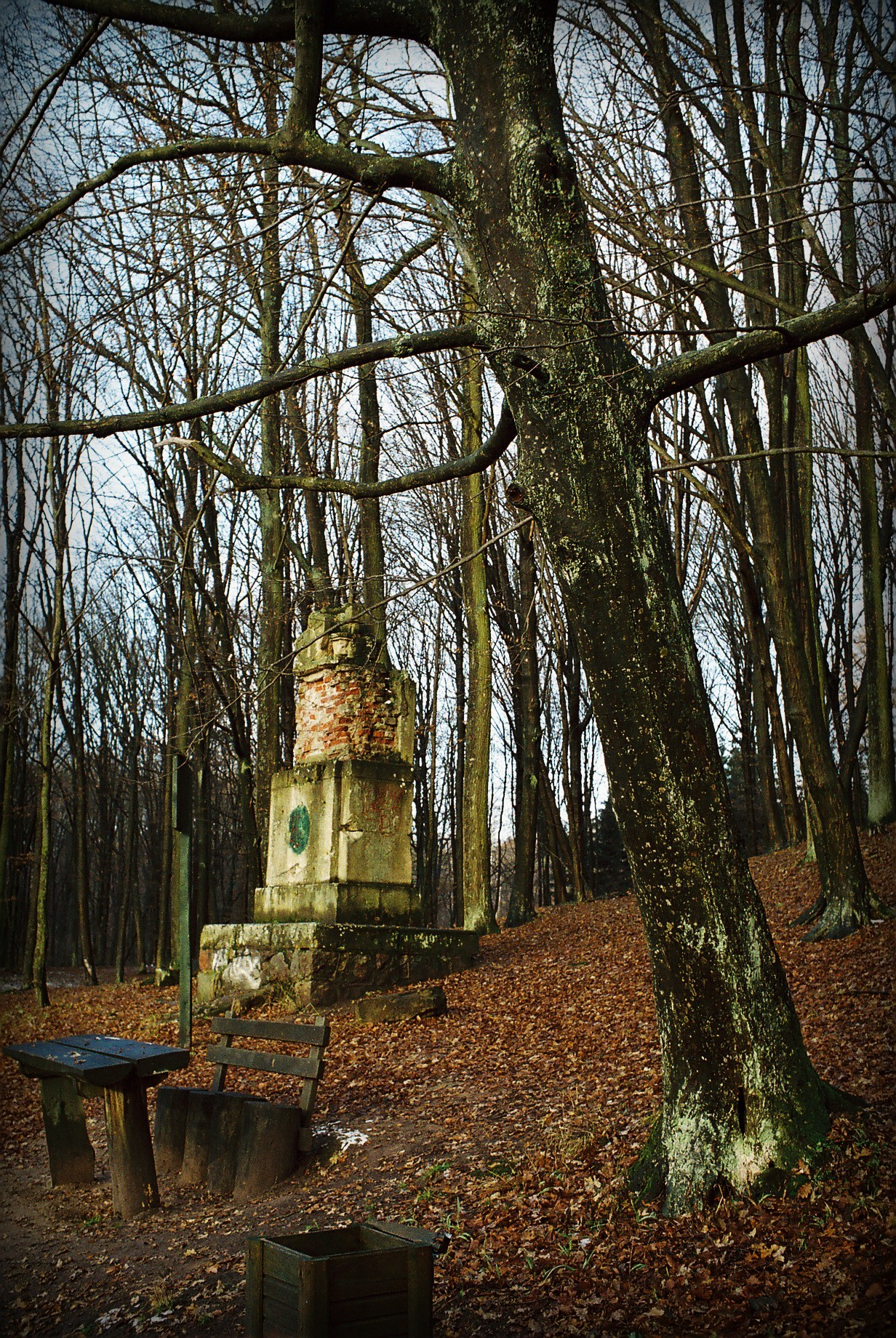
Pomnik artylerzystów

Wieża widokowa została wysadzona w powietrze przez wojska niemieckie jeszcze w początkach pierwszej wojny światowej (1914), aby zlikwidować dogodny dla Rosjan punkt obserwacyjny. Po I wojnie światowej postawiono natomiast naprzeciw strzelnicy, po drugiej stronie największego stawu karpiowego pomnik poświęcony poległym żołnierzom niemieckim z 82 Królewskiego Pułku Artylerii Polowej. Pomnik przedstawiał na wysokim prostopadłościennym cokole dwóch przykucniętych artylerzystów. Autorem jego był artysta z Pieniężna – Georg Fugh.

## Las Miejski dzisiaj – społeczne funkcje lasu

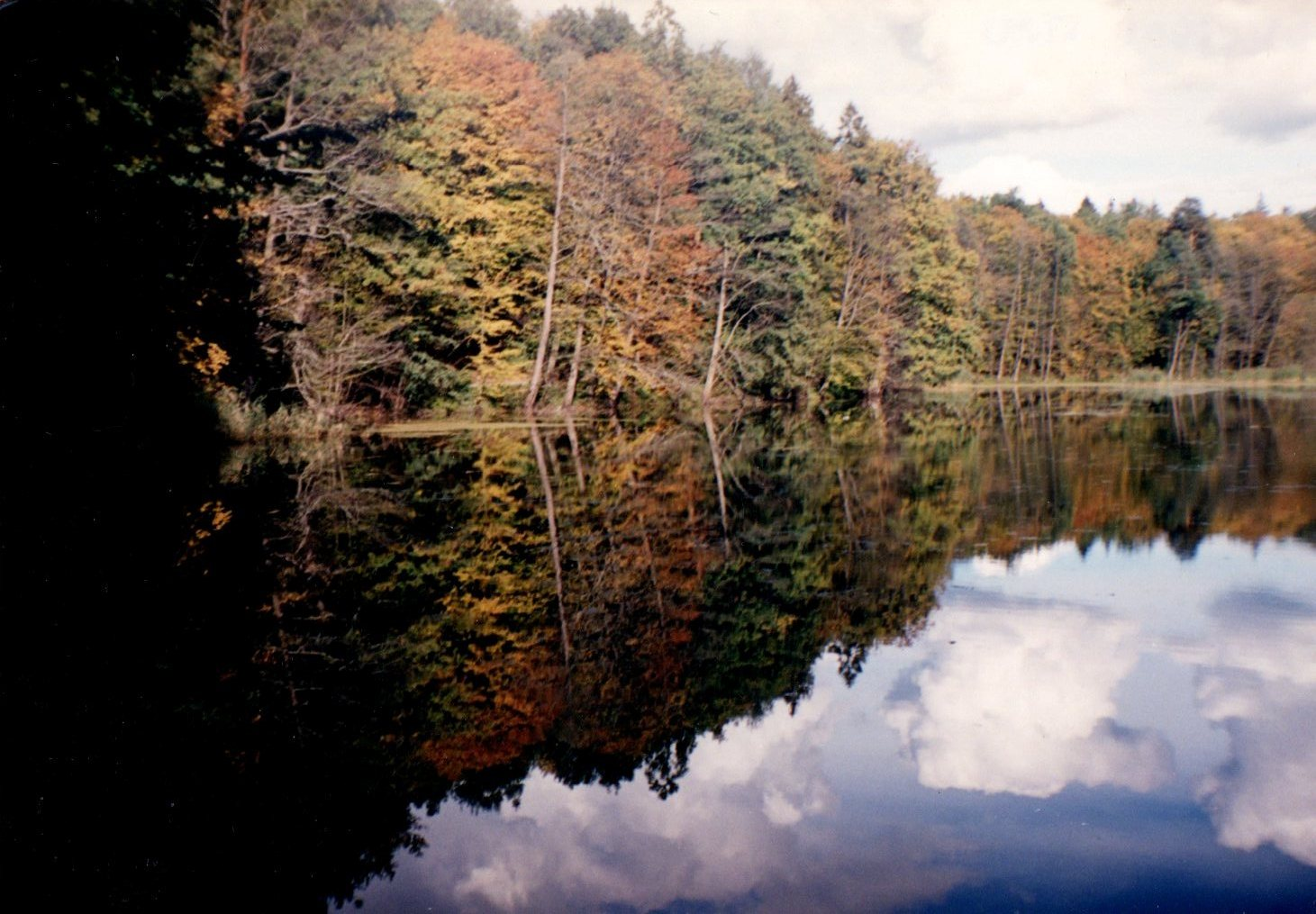
Drzewa, których już nie ma. Nierozważne regulacje poziomu wody w stawie spowodowały uschnięcie drzew, które trzeba było wyciąć.

Jeszcze w latach pięćdziesiątych było to często odwiedzane miejsce przez liczne rzesze mieszkańców miasta. W następnych latach rekreacyjna, południowa część lasu, zaniedbywana i bez gospodarza ulegała stopniowemu niszczeniu. Musiało minąć pięćdziesiąt lat by Las Miejski ponownie mógł odzyskać swoje pierwotne znaczenie dla miasta. Inicjatywą Nadleśnictwa i przy wsparciu finansowym Wojewódzkiego Funduszu Ochrony Środowiska i Gospodarki Wodnej w Olsztynie, Fundacji Ochrony Wielkich Jezior Mazurskich w Giżycku, Gminy Giżycko, Starostwa Powiatowego oraz Burmistrza Miasta udało się przeprowadzić prace mające na celu zrekonstruowanie nieistniejących już a zachowanych tylko na archiwalnych zdjęciach obiektów.

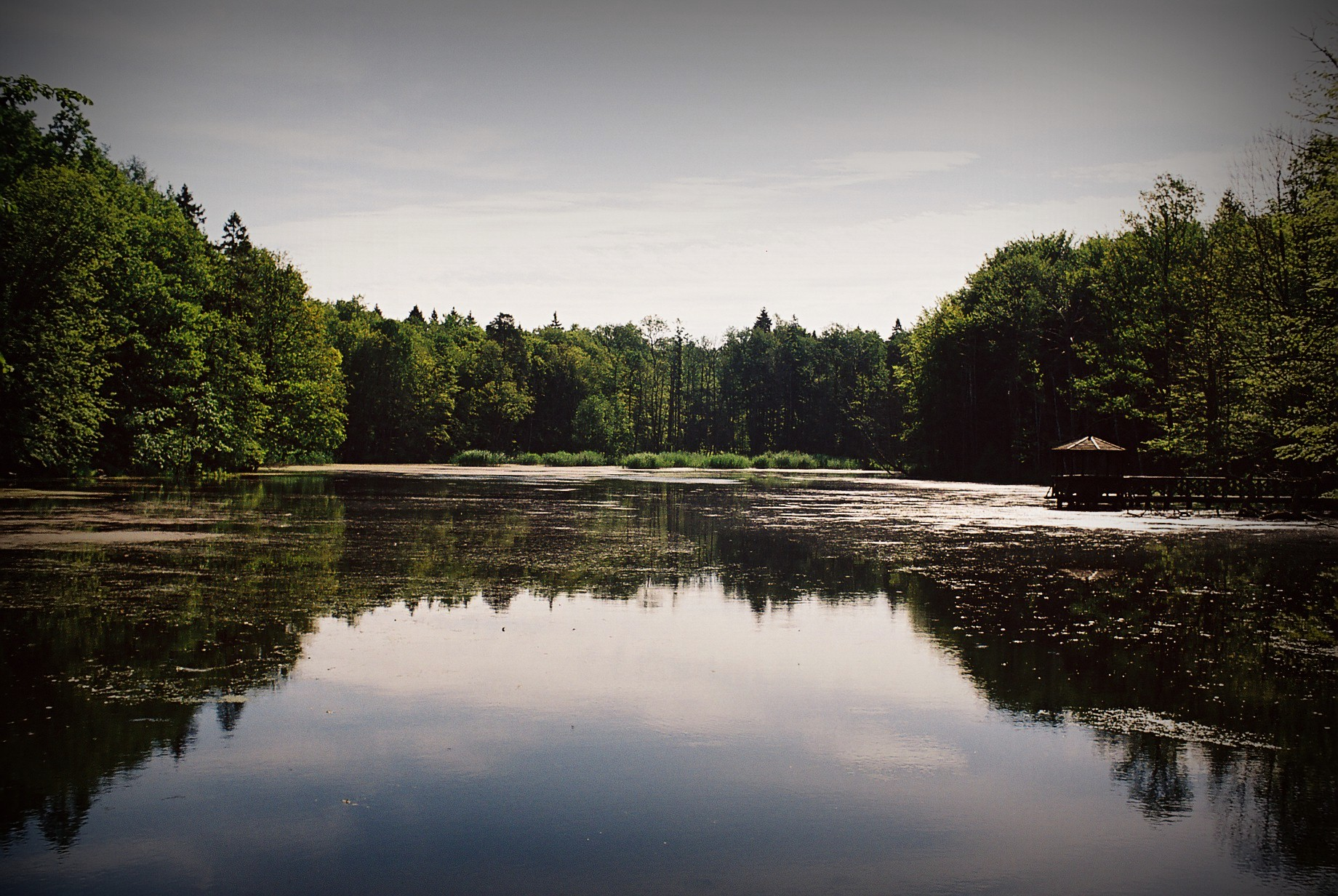
Największy ze stawów hodowlanych

W 2000 roku zrekonstruowano altanę przy stawie oraz wybudowano pomost (2001), a w ramach prac związanych z regulacją stosunków wodnych odbudowano groble i mnichy, oznaczono dwie ścieżki edukacyjno-przyrodnicze wzdłuż których jest 30 tablic informacyjnych, 20 ławeczek i 4 wiaty. Wyznaczono parking, kosze i miejsce na ognisko, którego ramiona wskazują cztery kierunki świata. Udostępnienie Lasu Miejskiego nie ma charakteru komercyjnego i masowego. Celem Nadleśnictwa jest by stał się ogólnodostępny i pełnił taką samą rolę jak niegdyś – aby mieszkańcy mieli gdzie spędzić wolny czas.
Wiele osób udaje się na spacery, biegi, organizowane są ogniska, grille.

### Antropopresja
Promocja Lasu Miejskiego jako obiektu wypoczynkowo-rekreacyjnego, ciągły rozwój miasta oraz powstające nowe domy tuż przy samej ścianie lasu, powodują nieuchronną presję człowieka na środowisko naturalne. Penetracja Lasu Miejskiego przez mieszkańców Giżycka odbywa się kosztem antropofobii gatunków zwierząt i to nie tylko ssaków kopytnych. Obecność na początku 2000 roku w Lesie Miejskim dzików, saren, zajęcy, lisów, kuny leśnej, puszczykowatych oraz lęgów ptaków wodnych i drapieżnych uległa redukcji w przeciągu następnych 8 lat głównie w wyniku nasilonej obecności człowieka. Obserwowane łosie prawdopodobnie przywędrowały z Puszczy Boreckiej a Las Miejski jest dla nich punktem przystankowym w korytarzu ekologicznym na tereny zalesione okolic Kętrzyna.

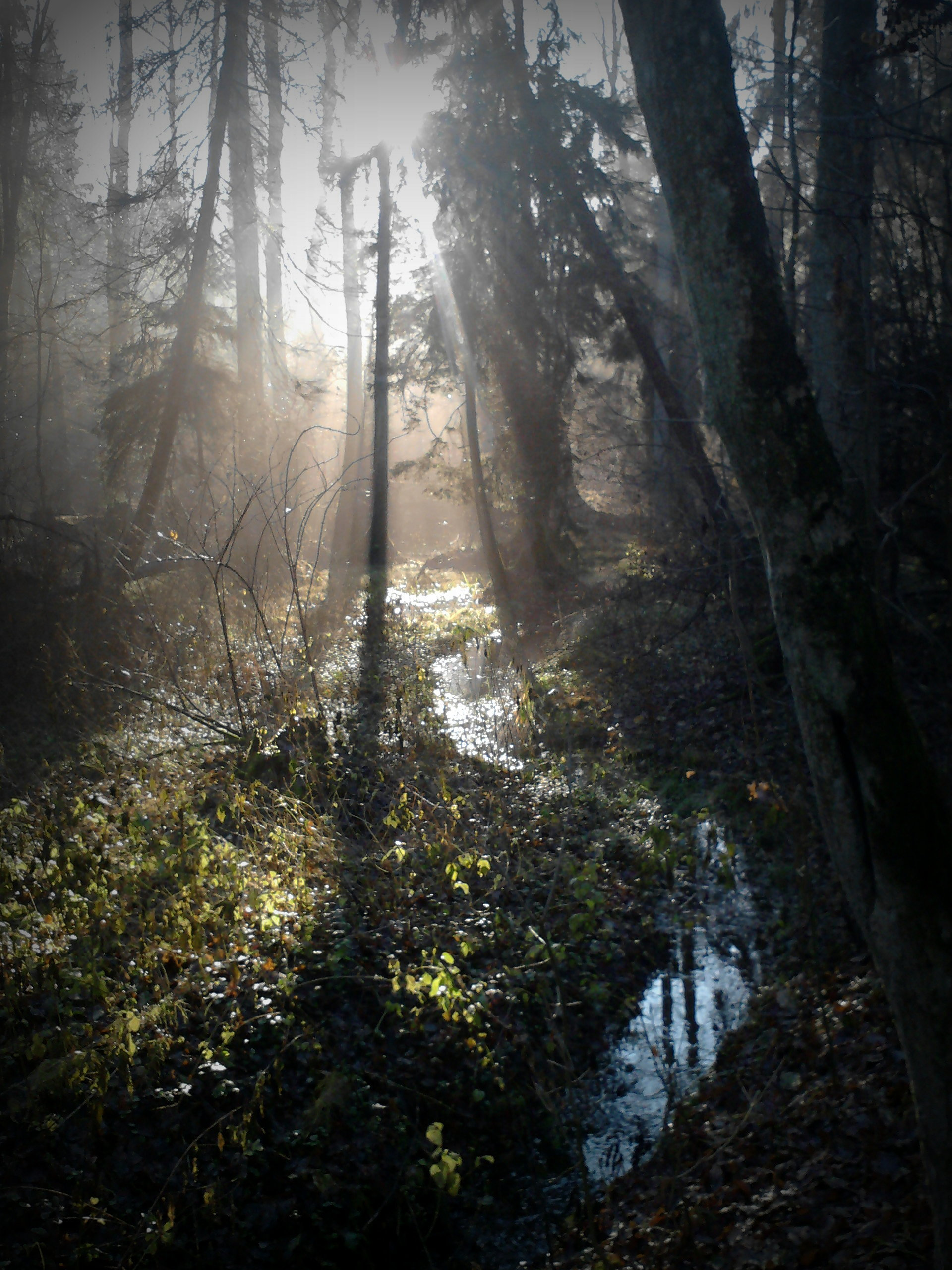
Leśna struga. Środkowo-wschodnie obszary lasu

Spacery i wycieczki rowerowe, poznawanie z ciekawości nowych miejsc Lasu Miejskiego w przeciwieństwie do grzybobrania są całoroczną formą nieustannej presji na ostoje zwierząt. Zwłaszcza ptaków odbywających lęgi, w tym gatunków drapieżnych – objętych ochroną gatunkową.
Nieodłącznym wpływem na fitocenozę jest sama gospodarka leśna. Zabiegi gospodarcze które poprzez hodowlę lasu kształtują jego powierzchnię, ochrona przed gradacją owadów, ograniczanie życia drzewa do wieku rębności czy też usuwanie wiatrołomów i wiatrowałów radykalnie obniża wartość przyrodniczą Lasu Miejskiego. Niepokojącym wskaźnikiem jest również stan gleb hydrogenicznych – torfowisk. W wielu przypadkach proces torfotwórczy został odwrócony w wyniku przesuszenia siedlisk co skutkuje mineralizacją i stopniowym zanikiem. Melioracje Lasu Miejskiego, podyktowane dawniej regulacją stosunków wodnych siedlisk wilgotnych i bagiennych na szczęście nie są współcześnie priorytetem gospodarki leśnej.
Ograniczeniem wpływu człowieka na biocenozę Lasu Miejskiego jest jego status lasu objętego ochroną HCVF 3.1. – ekosystemy skrajnie rzadkie i ginące, HCVF 3.2. – ekosystemy rzadkie i zagrożone w skali Europy i HCVF 4.1. – Lasy wodochronne. Priorytet utrzymania walorów krajobrazowych Lasu Miejskiego dla potrzeb lokalnej społeczności ma także decydujący wpływ na trwałość zbiorowisk roślinnych.

## Walory przyrodnicze – szczegółowa analiza

### Powierzchnia
Powierzchnia Lasu Miejskiego wraz z gruntami ornymi, pastwiskami, łąkami i sadem – czyli taka jaka została nakreślona w opisach taksacyjnych z roku 1997 wynosi 317,98 ha.
Powierzchnia leśna, czyli włącznie z drogami, rowami melioracyjnymi, gruntami do zalesienia, liniami instalacyjnymi oraz zbiornikami wody to 297,53 ha.
Powierzchnia samych siedlisk to 284,24 ha.

### Ukształtowanie terenu

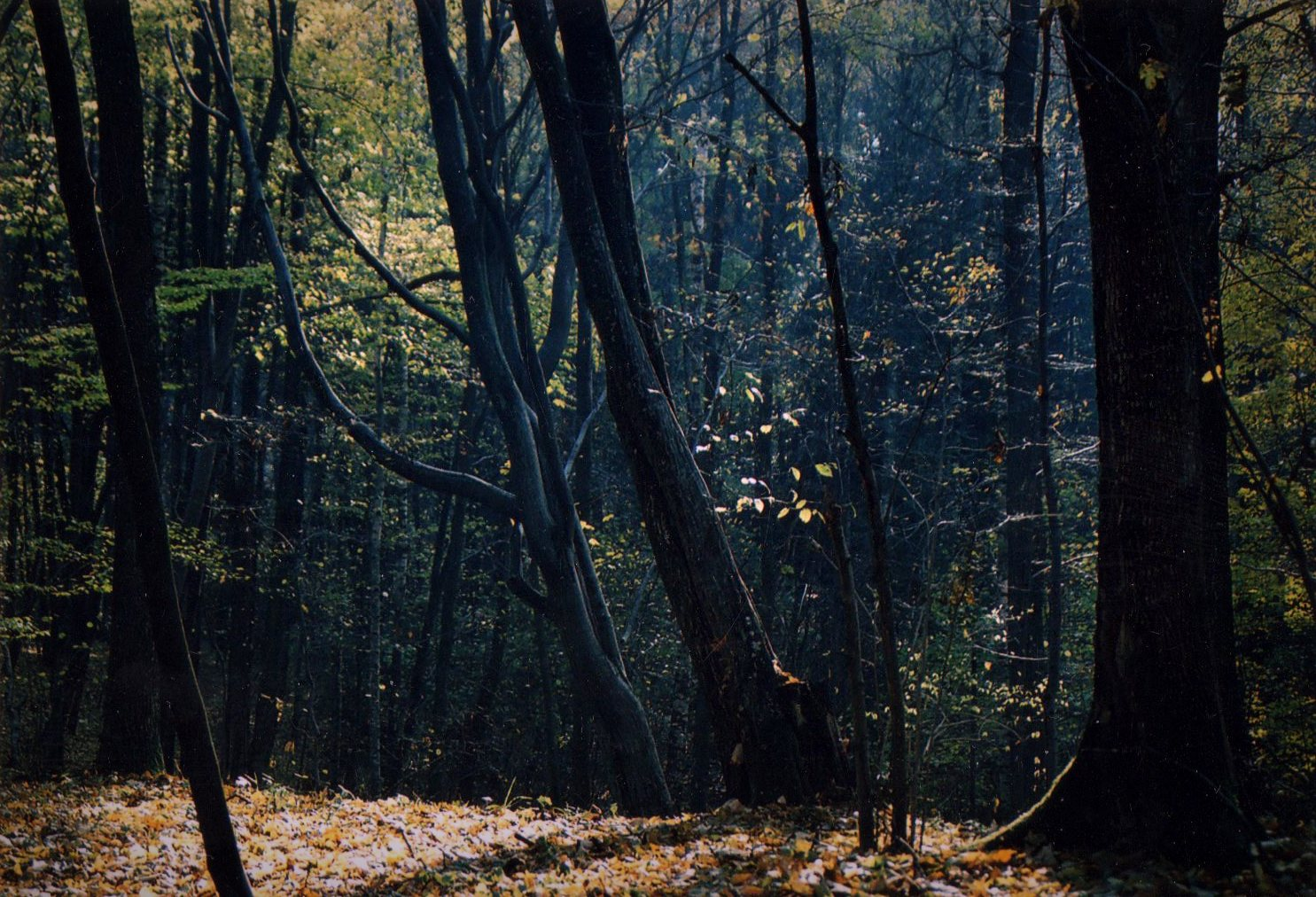
Lasy na wzniesieniach morenowych

Ukształtowanie terenu w Lesie Miejskim jest typowe dla obszaru zlodowacenia bałtyckiego. Charakteryzuje się obecnością moren czołowych które wyraźnie ciągną się dwoma pasmami na zachodnich rubieżach lasu w kierunku północ – południe oraz wdzierają się w południowe obszary lasu głębokim klinem. Północny fragment lasu, powyżej drogi do Węgorzewa oznacza się obecnością moren o ukierunkowaniu południowy zachód – północny wschód. Cechują się one dużym zagęszczeniem oraz gwałtownymi spadkami zboczy.
Wysokość nad poziomem morza obniża się w kierunku południowym i wschodnim. I tak maksymalna wynosi 175,45 m n.p.m. na północno-zachodnich krańcach lasu, a najwyższy punkt w południowej części lasu to 151,4 m n.p.m.;przy czym z reguły nie przekracza 142 m n.p.m.Powierzchnia dna obydwu największych stawów leży na wysokości ok. 137 m n.p.m.
Przestrzeń między pasmami wzgórz tworzą głębokie doliny mające najczęściej podłoże torfowe. Natomiast obszar pomiędzy zachodnimi pasmami moren które poniekąd obejmują też północne granice lasu a wschodnią ścianą zbocza, które opada do wnętrza Lasu i jest jego wschodnią granicą, stanowi właściwą materię Lasu Miejskiego.
Jest to teren niezliczonych wzgórz i pagórków (około 70 zinwentaryzowanych niewielkich wzniesień terenu), pomiędzy którymi kryją się wilgotne i bagienne zagłębienia, najczęściej o charakterze bezodpływowym. To właśnie one stanowią o wyjątkowości i wysokiej bioróżnorodności Lasu Miejskiego.
Odróżnia się tutaj duży północno-wschodni fragment w którym teren jest równy i wyraźnie podmokły. Przeprowadzone tam melioracje obniżyły poziom wód gruntowych w stosunku do stanu pierwotnego.

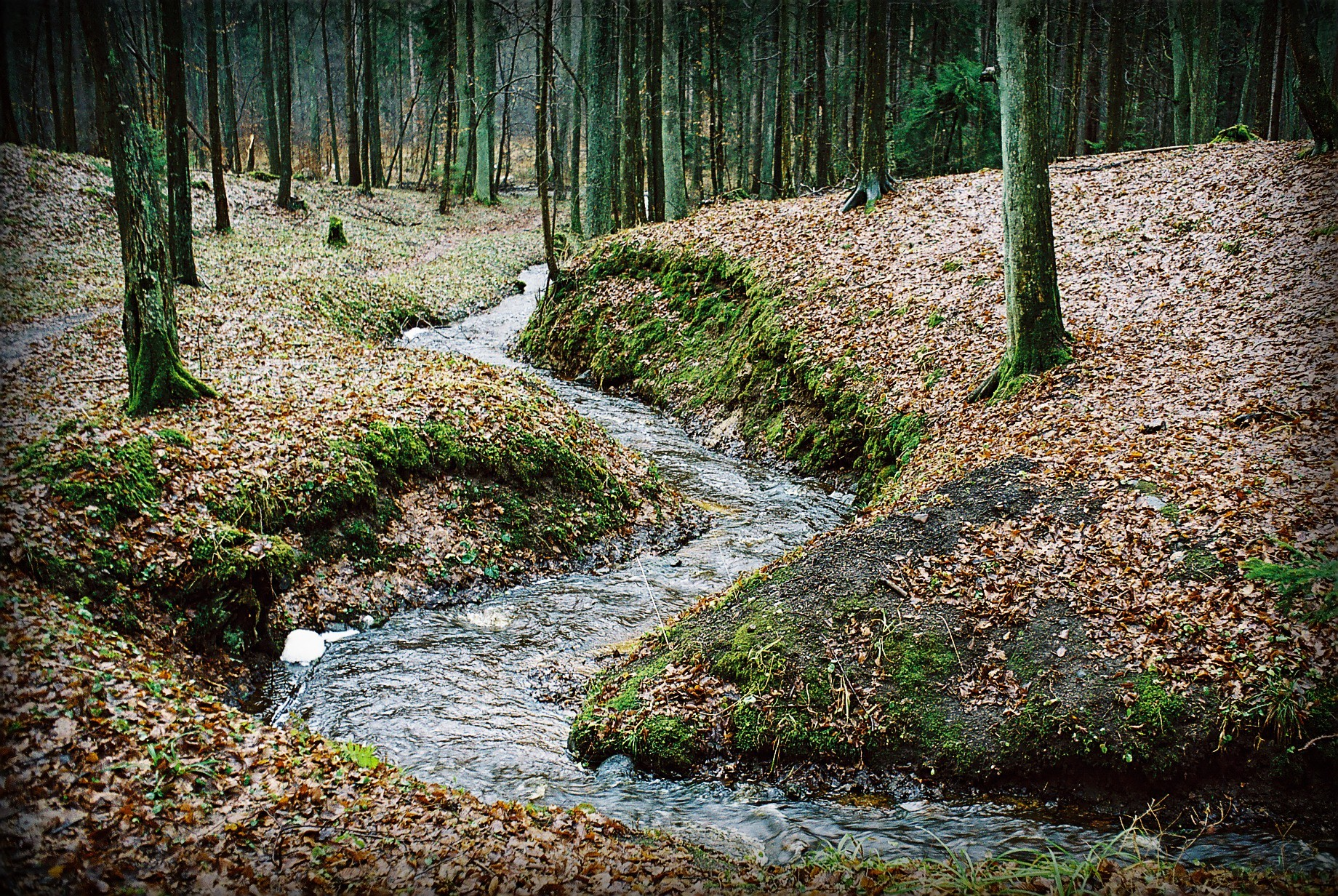
Wschodnie obszary lasu. Struga leśna wiosną

### Typy gleb

#### Gleby brunatne
Gleby brunatne wyługowane to 73,83% powierzchni lasu. Gleby brunatne właściwe – 11,77% powierzchni. 
Gleby brunatne wyługowane są to zazwyczaj gleby świeże- piaski gliniaste mocne, płytkie lub średnio głębokie na glinie zwałowej.
Odróżnia się tutaj północna część lasu gdzie obszar o powierzchni 20,12 ha to również gleby brunatne wyługowane świeże, piaski gliniaste lekkie średnio głębokie lecz leżące na żwirze. Jest to jedyny teren gdzie gleby brunatne wyługowane leżą na tak odmiennym podłożu.
Natomiast gleby brunatne wyługowane wilgotne są już o wiele rzadziej spotykane. Największy obszar o takich glebach leży w północnej części lasu i ma powierzchnię 6,80 ha; trzy pozostałe, rozsiane po lesie razem nie przekraczają 3 ha.
Gleby brunatne właściwe mają spory udział w statystyce glebowej – 11,77%. Spotykane są wzdłuż zachodnich krańców lasu, począwszy od jego południowo-zachodniej części a kończąc na zachodnich granicach.

#### Gleby hydrogeniczne

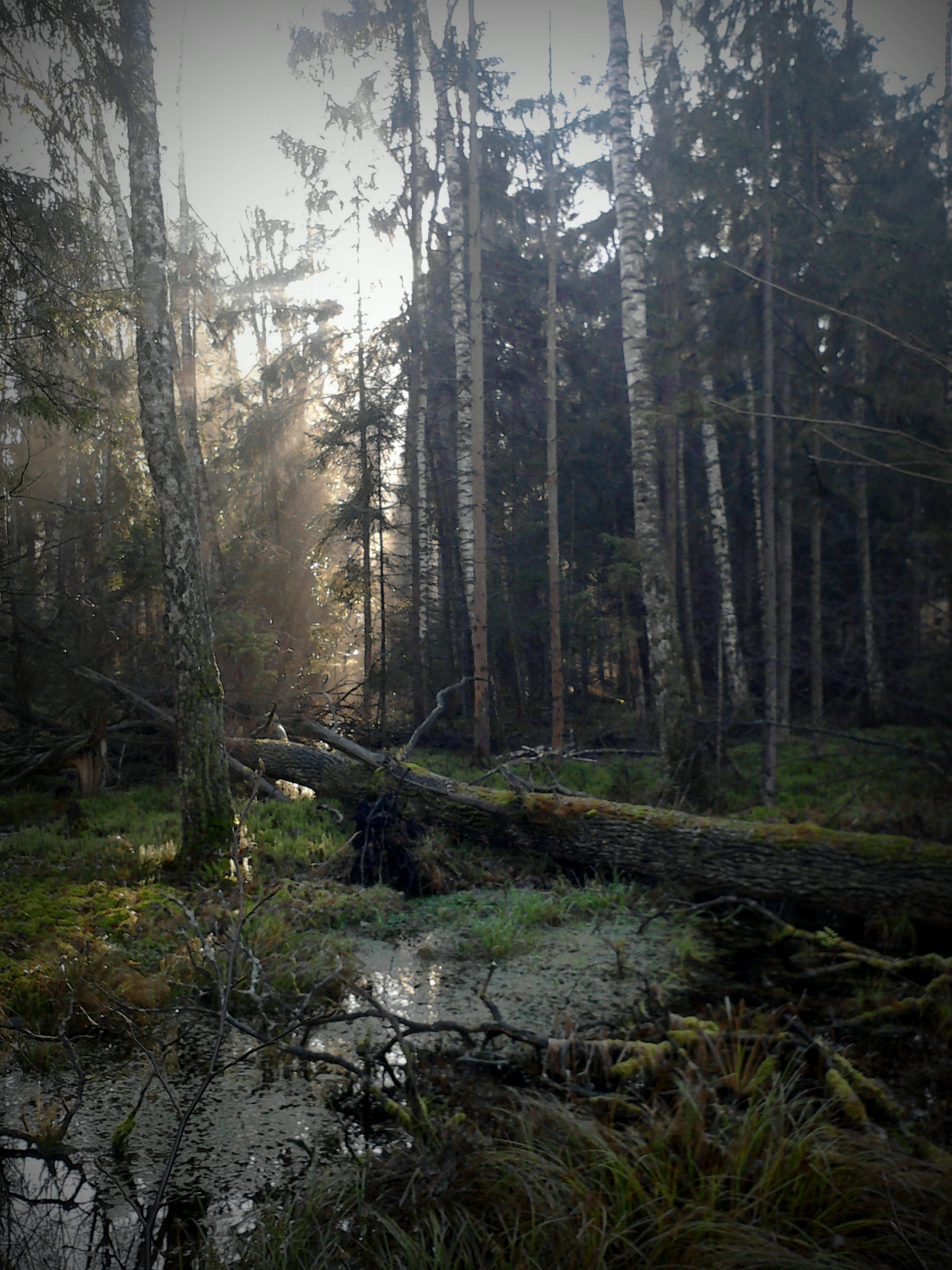
Płat o charakterze bagiennym. Gleby torfowiskowe murszejące

Z gleb hydrogenicznych wymienić należy gleby torfowiskowe murszejące. Ich udział to 6,46% – 18,84 ha. Największy teren leżący na glebach torfowiskowych murszejących jest w północno-wschodniej części Lasu Miejskiego. Jest to równy teren o powierzchni ok. 5,5 ha. Tworzy on jeden z większych kompleksów na glebach torfowiskowych murszejących, przy czym należy dodać, że od wschodu styka się on z glebami murszejącymi mineralnymi wilgotnymi o pow. 7,56 ha, a od północy z torfem przejściowym mokrym o pow 6,2 ha.
Wszystkie te gleby nakreślają wspólny obszar który jest wyodrębnionym podmokłym fragmentem Lasu Miejskiego.
Gleby torfowiskowe murszejące są spotykane niemal w całym lesie, jednak tylko te największe o powierzchni powyżej 0,50 ha oznaczono. Odnośnie do stanu tych gleb można dodać, że są zwykle mokre średnio głębokie, rzadziej wilgotne.
Torf niski w całym Lesie Miejskim to zaledwie 6,1 ha (obecne są również liczne zagłębienia z torfem niskim o powierzchni poniżej 0,30 ha). Wielkość pojedynczych siedlisk nie przekracza 0,50 ha. Największy kompleks torfu niskiego leży na północy lasu i ma powierzchnię 2,47 ha. Spotykany jest też nieco powyżej wspomnianego i na zachodnich granicach lasu – 1,55 ha. Punktowe siedliska są we wschodniej części – 0,46 ha i 0,55 ha. Wszystkie torfy niskie w lesie są mokre, średnio głębokie a podłoże stanowią piaski luźne.
Torf przejściowy jest równie rzadko spotykany co torf niski. Suma wszystkich oznaczonych siedlisk to 7,37 ha. W Lesie Miejskim są tylko dwa miejsca, gdzie można spotkać torf przejściowy. Jedno leży na północnym wschodzie, a drugie na północnym zachodzie. Ten pierwszy ma powierzchnię 6,18 ha i leży na wspomnianym już wcześniej podmokłym terenie. Drugie miejsce z obecnością torfu przejściowego jest o tyle cenniejsze, że znajduje się na nim jedyny w całym lesie bór bagienny i bór mieszany bagienny (nie biorąc pod uwagę płatów domieszkowych i siedlisk nieoznaczonych ze względu na ich małą powierzchnie.
Wszystkie torfy przejściowe są mokre na średnio głębokich piaskach luźnych.

#### Gleby murszejące mineralne
Gleby murszejące mineralne są ostatnie na liście gleb występujących w Lesie Miejskim. Zajmują łączną powierzchnię 9,6 ha. Największy oznaczony teren o takim podłożu glebowym znajduje się w północno- wschodniej części lasu- 7,56 ha- leży na wspomnianym podmokłym terenie.
Pomniejsze siedliska o takich glebach spotyka się na północy lasu. Gleby murszejące mineralne w Lesie Miejskim są wilgotne, rzadziej mokre, leżące na piaskach słabo gliniastych a czasem na glinie zwałowej.

### Typy siedliskowe lasu

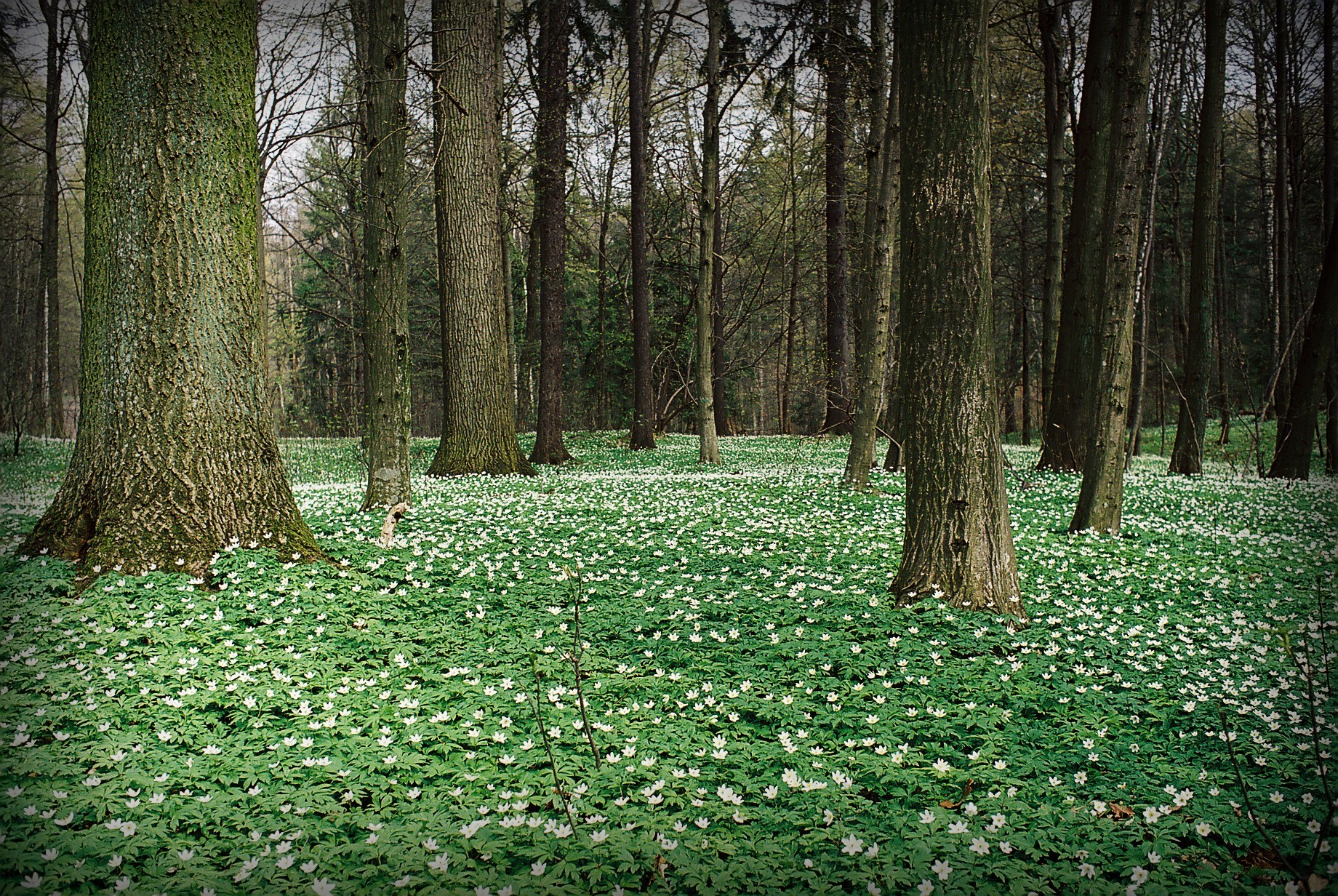
Las świeży – wiosna

#### Las świeży
Dominuje wśród wszystkich typów siedliskowych spotykanych w Lesie Miejskim. Jego udział według opisów taksacyjnych z roku 1997 wynosi 69,53%. Są to jednak dane nie do końca sprecyzowane gdyż pod ten typ siedliskowy „podpisano” również wiele olsów, (niektóre o powierzchni nawet 1 hektara) oraz niezliczone kilkuarowe i jeszcze mniejsze zagłębienia terenu leżące na glebach torfowych.

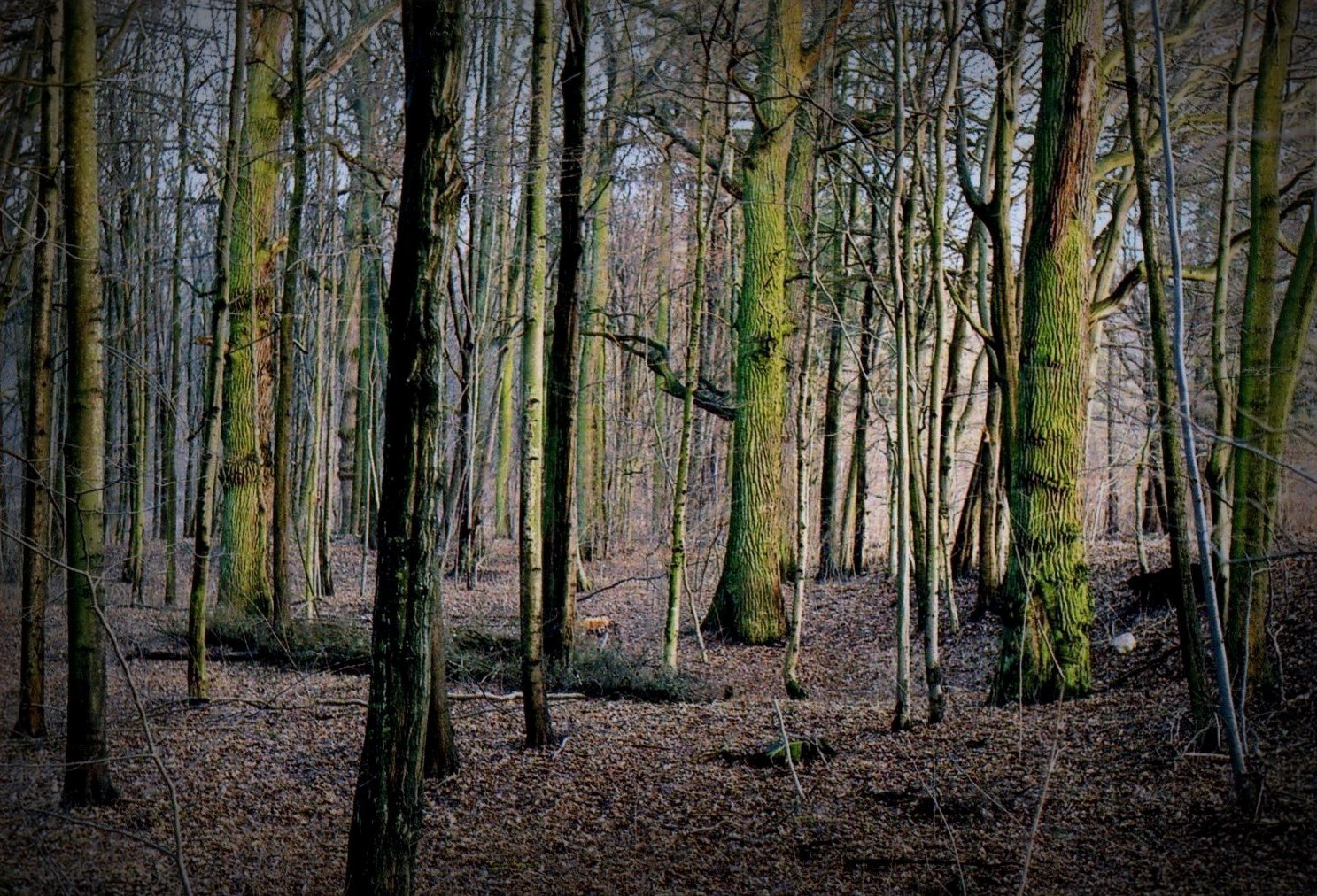
Drzewostan z udziałem starych dębów. Południowa ściana lasu

Las świeży można spotkać praktycznie w każdej części Lasu Miejskiego, z wyjątkiem niektórych fragmentów we wschodniej i północnej części.
W stosunku do danych z roku 1967 nastąpił wzrost udziału lasu świeżego o 6,2%, tj. o 19,02 ha. Wydaje się, że nastąpiło to kosztem lasu mieszanego świeżego którego udział w powierzchni leśnej obniżył się znacznie. Aż cztery siedliska Lasu Mieszanego świeżego o łącznej powierzchni 10,47 ha uległo w ciągu trzydziestolecia przekształceniu w Las świeży.
Przykładem lasu świeżego jest obszar u południowych granic Lasu Miejskiego. Jest to teren o powierzchni 10,58 ha na rok 1997 i 10,70 ha na 1967 rok. Według opisów taksacyjnych z tego właśnie roku określono ten obszar jako las świeży z fragmentami lasu wilgotnego w części południowej i zachodniej. Udział w drzewostanie dzieli się na pięć gatunków. Świerk z udziałem 30%, dąb  – również 30% oraz grab 20%. Wszystkie drzewa były (w 1997) w wieku około 90 lat. Uzupełnienie stanowił świerk z udziałem 10% w wieku około 60 lat (dane z 1997) i grab 
-10% udziału, w tym samym wieku.

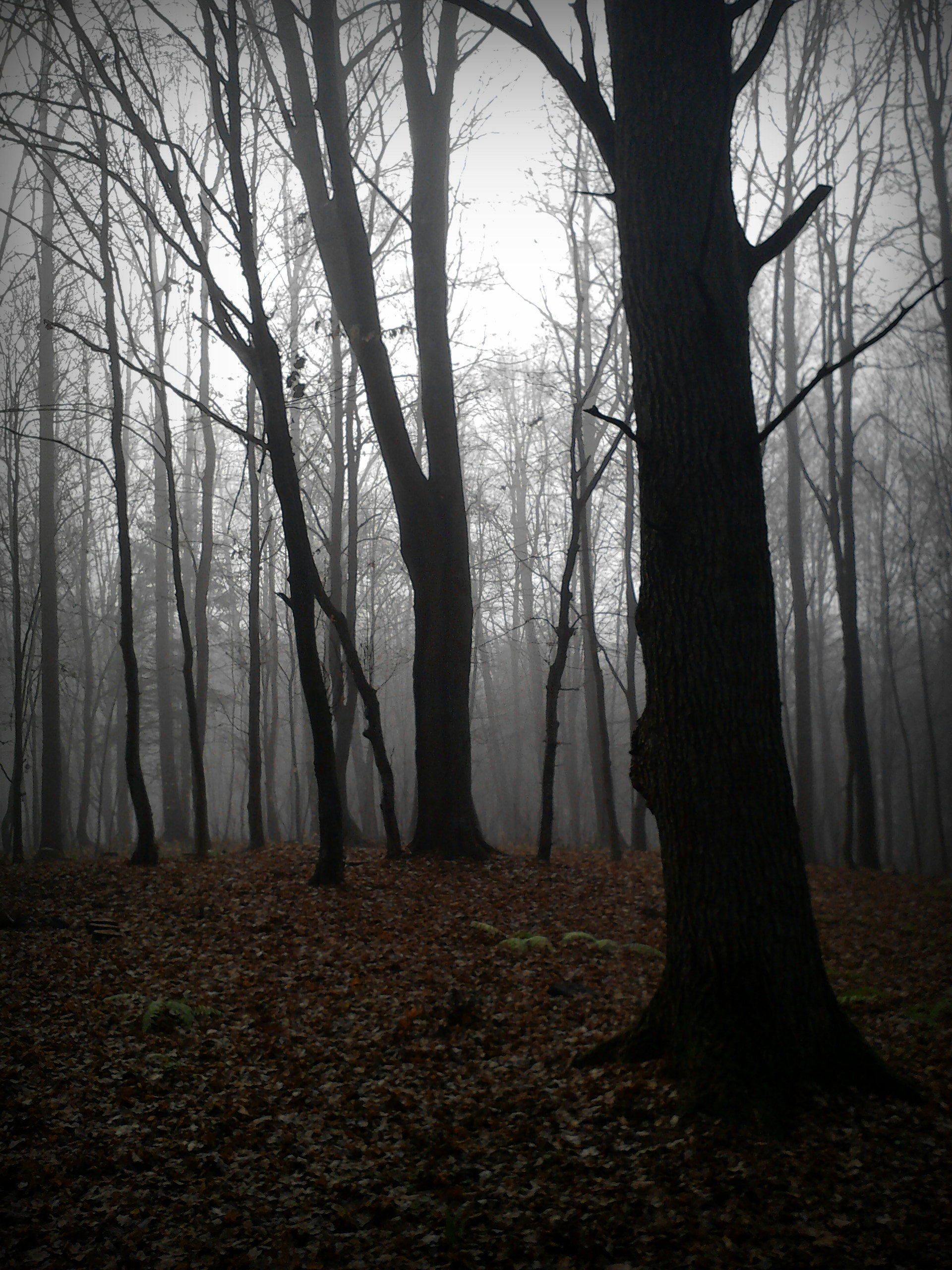
Grądy w środkowo- południowej części lasu

Są tu rosnące grupami lipy, można spotkać też jesion, modrzew i brzozę; wszystkie w wieku około 85-95 lat.
Rosną tutaj dwa dęby X klasy wiekowej. Natomiast w podszycie na 20% powierzchni rośnie grab, leszczyna, lipa i brzoza. W części południowej i zachodniej na powierzchni około 0,20 ha znajdują się cztery bagna.
Na rok 1997 opisano ten teren również jako las świeży. Dominuje tu dąb z 50% udziałem, grab i świerk mają po 30% udziału. Wszystkie te drzewa w 1997 miały około 113 lat. Pojedynczo rosły tu świerk grab i lipa w wieku około 70 lat (w 1997).
Podszyt to niezmiennie grab, do tego jarzębina oraz bez – zajmujące około 50% powierzchni.

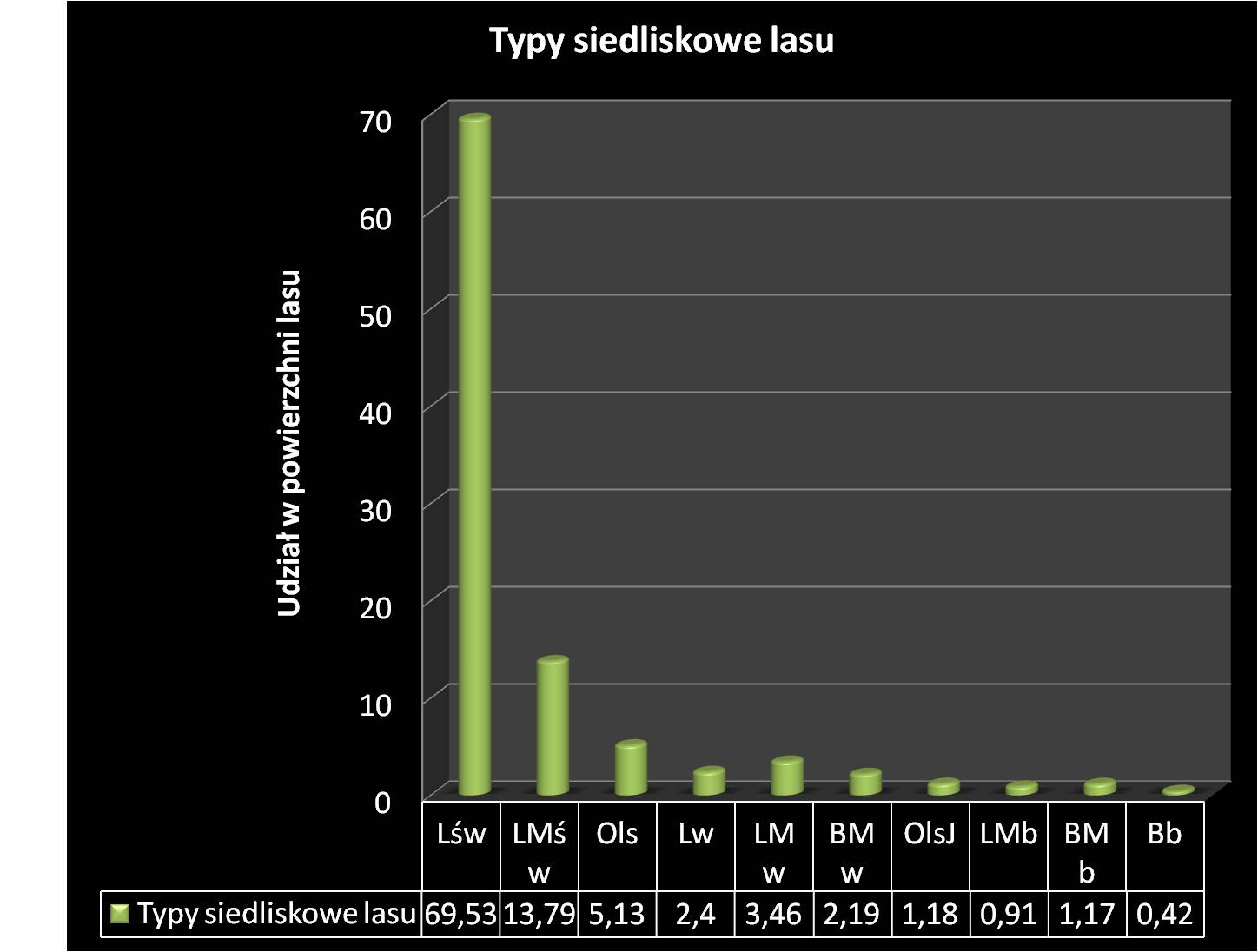
Las Miejski- typy siedliskowe lasu

#### Las mieszany świeży
Zajmuje drugie miejsce pod względem udziału w powierzchni Lasu Miejskiego –13,79%. Spotykany jest przede wszystkim na północnych terenach Lasu Miejskiego, gdzie osiąga powierzchnię 20,97 ha. Pomniejsze płaty można spotkać wzdłuż zachodniej granicy lasu i w samym jego środku – razem około 6,45 ha. Jak już wspomniano na przestrzeni trzydziestolecia zaznaczył się spadek powierzchni lasu mieszanego świeżego. Ubyło go dokładnie 15,88 ha.
Przykładem lasu mieszanego świeżego jest teren w środkowej części Lasu Miejskiego o powierzchni 6,45 ha. W roku 1967 opisano go jako las mieszany świeży z fragmentami olsu w części północnej i południowej o powierzchni 0,50 ha. Dominuje tutaj dąb z 60% udziałem w drzewostanie ale jest bogato uzupełniony przez świerk  – 20%, brzozę   –10% i grab   –10%.
Grupami rośnie tu olcha, jesion; pojedynczo można spotkać osikę, iwę, modrzew i lipę. Wszystkie gatunki w drzewostanie w roku 1997 miały około 22 lat.
W podszycie rośnie kruszyna, grab, jarzębina i leszczyna na 35% powierzchni.
W runie można znaleźć szczawik, przetacznik i pokrzywę.
Z kolei na rok 1997 teren ten również opisano jako las mieszany świeży. Dąb ma wciąż duży udział, bo aż 50 procentowy, uzupełnia go świerk – 20%, grab – 10%, olcha 10%, i brzoza 10%. Wszystkie drzewa w 1997 były w wieku około 41 lat.
W podszycie rośnie grab, świerk i jarzębina – na 50% powierzchni siedliska. Runo stanowią trawy, malina, kopytnik, podagrycznik i narecznica samcza.

#### Olsy

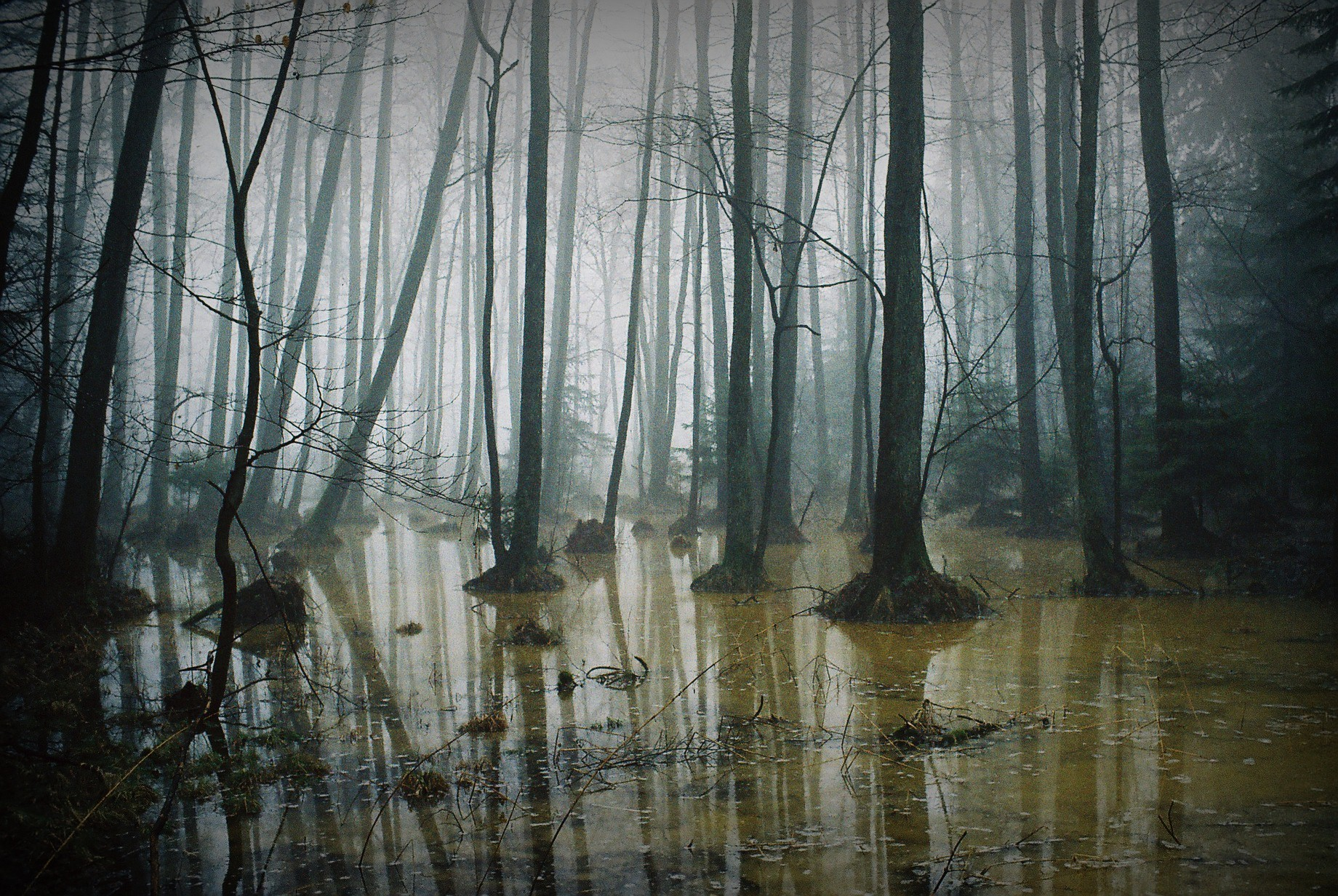
Ols zalany wodą

Są stosunkowo bardzo liczne w Lesie Miejskim. Mimo że ich powierzchnia to 14,42 ha (5,13% udziału wśród siedliskowych typów lasu w Lesie Miejskim), to są to dane które trzeba zweryfikować gdyż wiele olsów to domieszki przy innych typach siedliskowych (aż w 26 pododdziałach taksacyjnych), a niektórych o powierzchni do 1 ha w ogóle nie oznaczono.

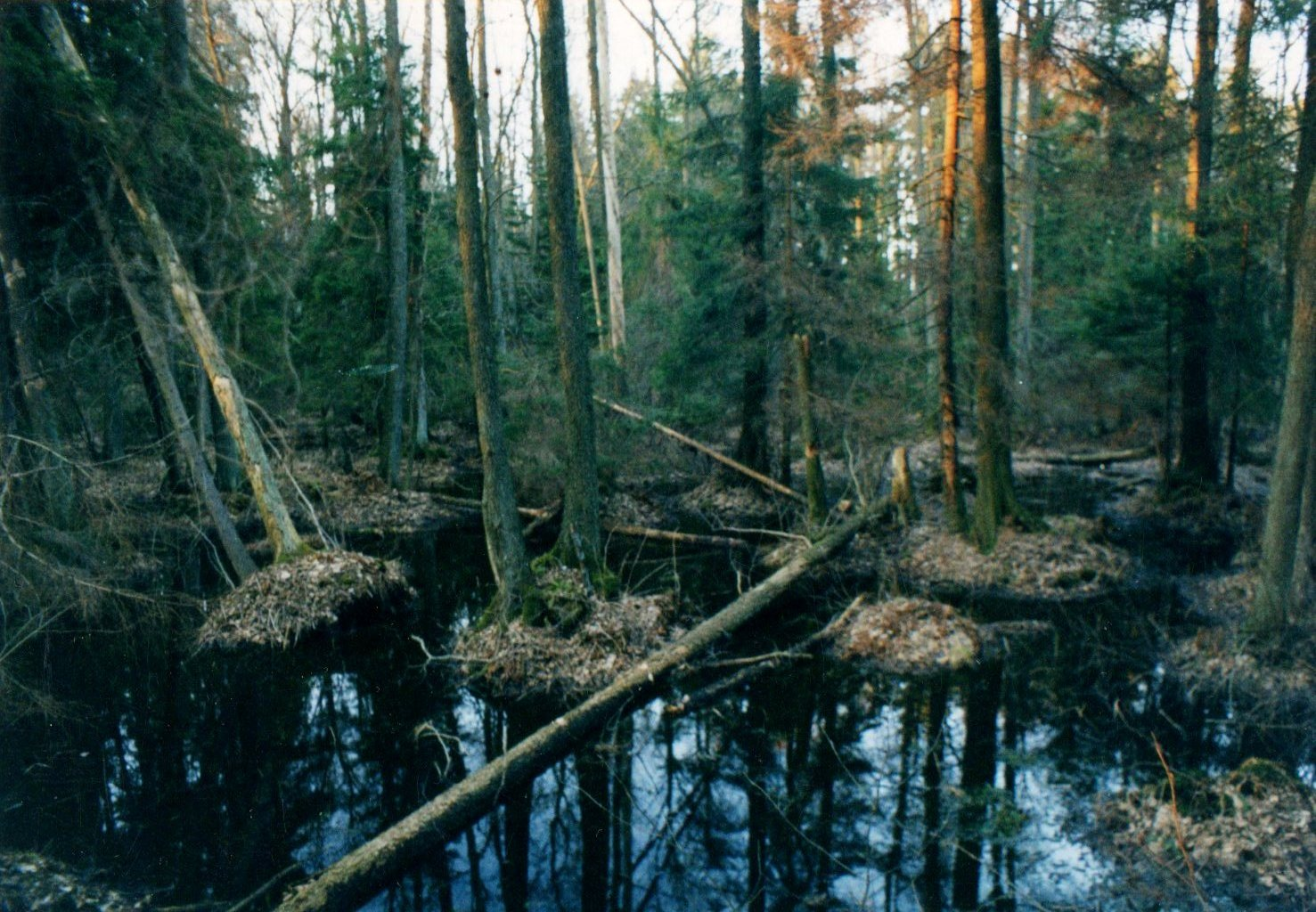
Ols- zachowana struktura kępowa

Największe olsy w Lesie Miejskim znaleźć można w północnej części oraz na szerokim pasie od zachodu przez centrum po wschodnie podmokłe obszary Lasu. 
Olsy w Lesie Miejskim wyłączono z gospodarowania a stare, płytkie i nie czyszczone rowy melioracyjne przyczyniają się do utrzymania wysokiego poziomu wód gruntowych a tym samym zachowania zbiorowiska w dobrym stanie. Jednak w odniesieniu do lat sześćdziesiątych można zaobserwować spadek ich liczebności o 2%.
Najlepszym przykładem olsu, typowego dla Lasu Miejskiego jest niewielkie, bo 1,15-hektarowe zagłębienie przy zachodniej granicy lasu. W roku 1967 opisano go jako ols z fragmentami boru wilgotnego.

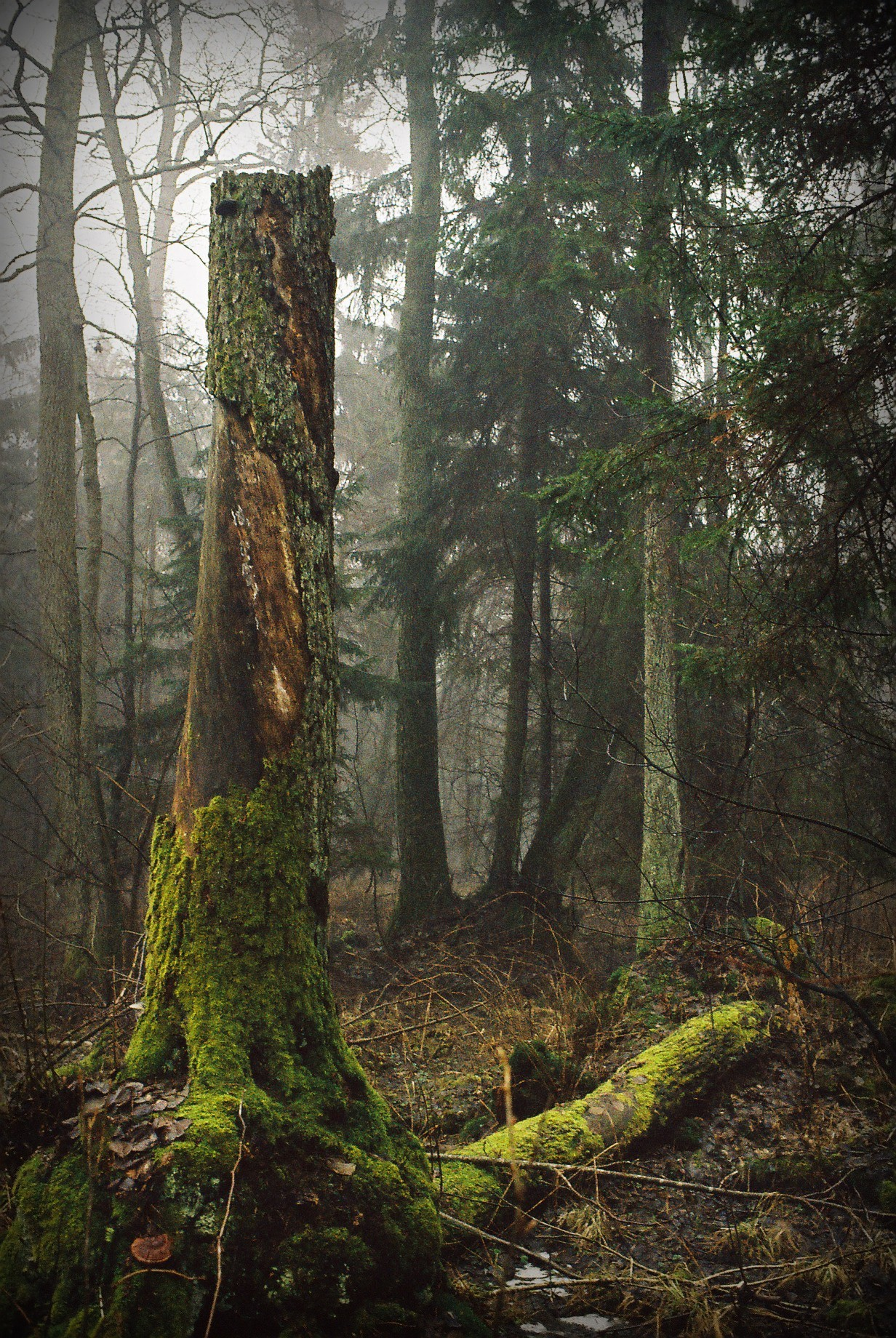
Podmokłe olsy w stanie naturalnym

Jest to teren wklęsły i bezodpływowy. Gleby są tu torfowe murszejące mokre, średnio głębokie na piaskach luźnych. Poziom wody gruntowej jest na głębokości 30 cm. Dominuje tutaj olcha z 90% udziałem, uzupełnia ją brzoza –10%. Grupami rośnie świerk, dąb, grab- wszystkie drzewa w wieku około 70 lat. Spotykana jest również olcha z odrośli. Podszyt na 45% powierzchni stanowi kruszyna, świerk, łoza i jarzębina. W runie można znaleźć trawy, pokrzywę i paproć.

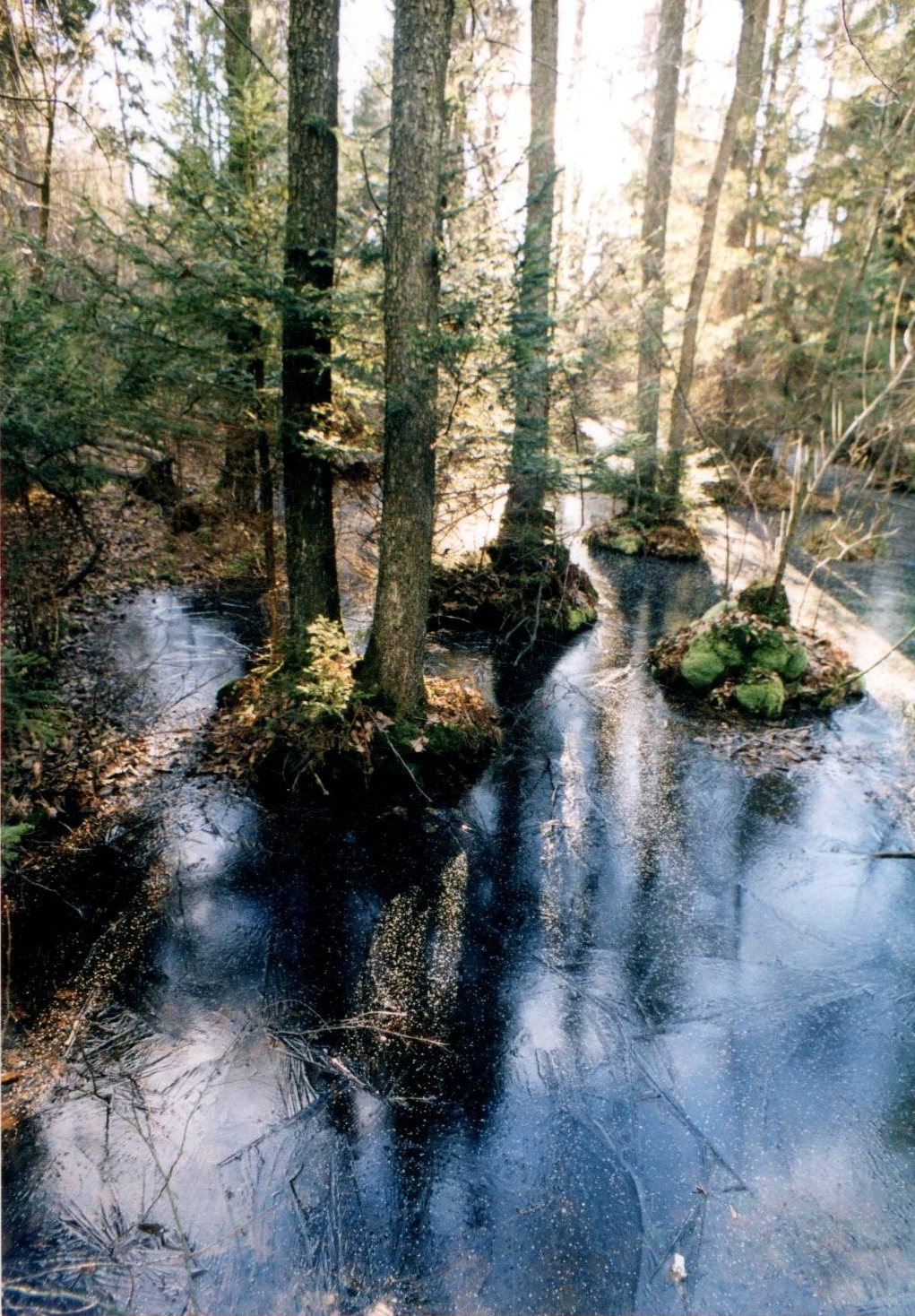
Olsy w północnej części lasu- zamarznięta stagnująca woda

Na rok 1997 teren ten również opisano jako ols. Wciąż dominuje olcha z 80% udziałem (jej wysokość sięga 23 metrów), uzupełnia ją brzoza i świerk – po 10%. Świerk miał w 1997 około 45 lat, a reszta drzew 98 lat (w 1997).
W podszycie rośnie grab, leszczyna i świerk  – na 60% powierzchni siedliska. Miejscami rosły pojedyncze świerki w wieku 98 lat (dane z 1997). Runo stanowi pokrzywa, torfowiec, narecznica błotna, malina i trawy.

#### Las wilgotny
W opisywanym lesie jest dość rzadki. Można go znaleźć na południu i północy. Są to niewielkie płaty o łącznej powierzchni około 2,40 ha. Jest tylko jeden duży płat leżący na północy lasu, ma on powierzchnie 6,80 ha. Udział tego typu siedliskowego nie zmienił się na przestrzeni trzydziestu las. Wciąż jest to mniej więcej 3,65%.
Przykładem lasu wilgotnego w Lesie Miejskim jest największe takie siedlisko w Lesie. Leży ono na północy i ma powierzchnię 6,80 ha. W roku 1967 oznaczono go jako pododdział lasu wilgotnego z fragmentami olsu w części północnej. Brzoza i olcha dzieliły drzewostan między siebie w równych 50 procentowych udziałach. Pojedynczo można było spotkać osikę, sosnę, jesion, świerk i dąb.
Wszystkie drzewa były w wieku około 30 lat (pochodziły prawdopodobnie z nasadzeń). Grupami rosły olchy, brzozy, świerki i lipy. Podszyt pokrywały w 45% łoza i kruszyna.
W 1997 roku omawiany fragment lasu wciąż jest oznaczony jako las wilgotny. Olcha zwiększyła swój udział o 10% sięgając teraz 60%. Natomiast brzoza ma teraz 40% udział w drzewostanie. Drzewa te mają 53 lata. W podszycie rośnie bez, iwa i czeremcha na 90% powierzchni. Miejscami rosną 53 letnie dąb i osika. Runo stanowi pokrzywa, malina, ostrożeń, chmiel i narecznica błotna.

#### Las mieszany wilgotny
Powierzchnią nie ustępuje siedliskom lasu wilgotnego. Prócz niewielkich skrawków na zachodzie i północy skupia się przede wszystkim w jeden duży kompleks na północo- wschodzie. Ma tutaj powierzchnię 7,57 ha i graniczy z innymi siedliskami o mokrym i wilgotnym podłożu. 
W 1967 roku bór mieszanego wilgotny na zachodzie Lasu Miejskiego uległ do roku 1997 przekształceniu w las mieszany wilgotny, a sąsiednie siedlisko lasu mieszanego wilgotnego o powierzchni 2,10 ha przekształciło się przez ten czas w las świeży. Jednak w ogólnym bilansie las mieszany wilgotny zyskał na udziale w Lesie Miejskim z 0,30 do 3,46%. 
Siedlisko na północnym wschodzie o powierzchni 5,83 ha jest przykładem przemiany boru mieszanego wilgotnego w las mieszany wilgotny.

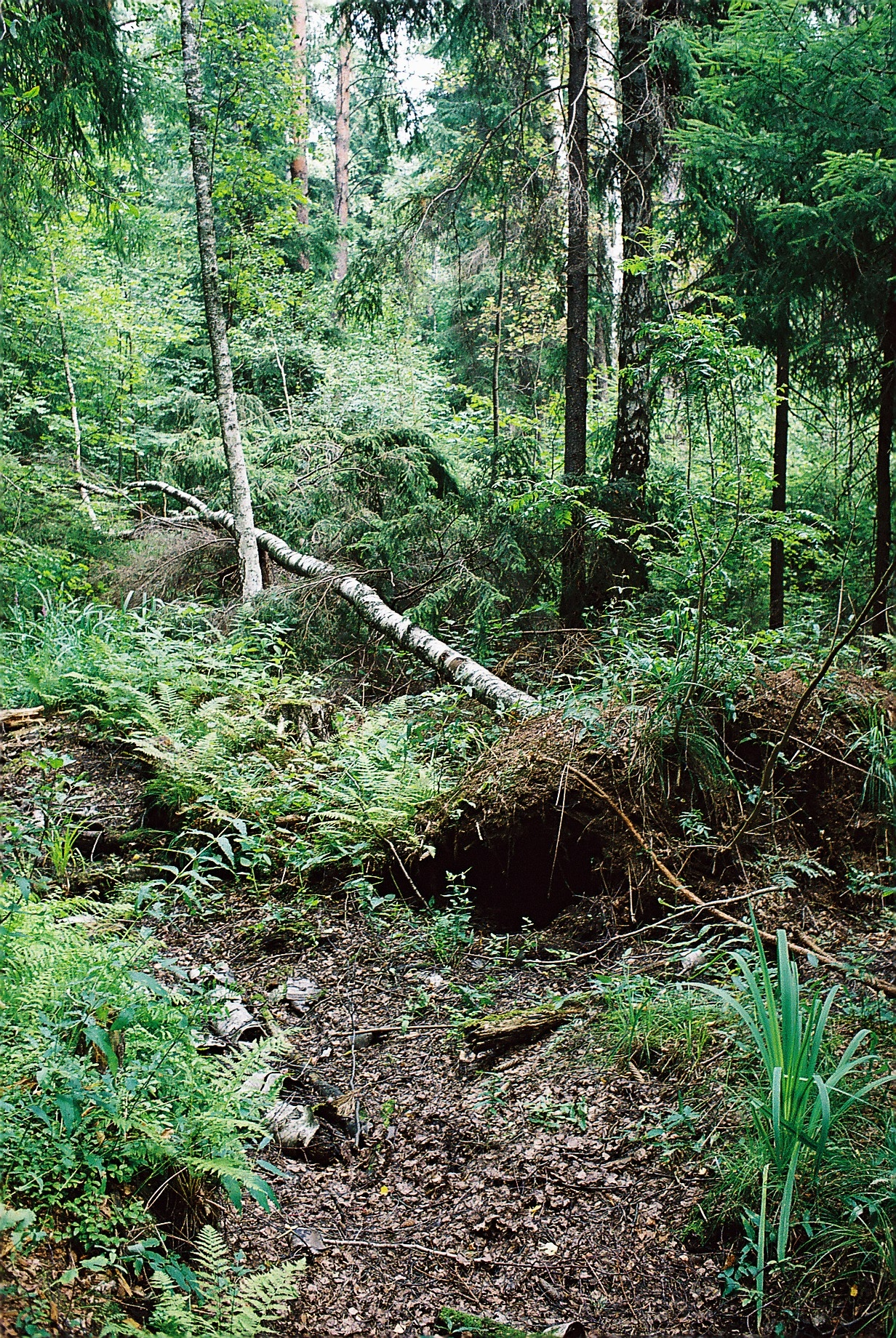
Las mieszany wilgotny

W 1967 roku oznaczono go jako bór mieszany wilgotny. Świerk dominował w drzewostanie mając 80% udział. Dąb i sosna dopełniały strukturę drzewostanu. Grupami rosły olchy, pojedyncze graby. Drzewa miały wiek około 75 lat. Podszyt stanowiła jarzębina, bez, łoza i kruszyna. Powierzchnia runa miejscami mszysta pokryta była szczawikiem, rokitnikiem i maliną. 
Do 1997 roku siedlisko to przekształciło się w las mieszany wilgotny. Świerk zmniejszył swój udział i teraz ma 70% (jego wysokość sięga 32 metrów). Dąb ma teraz 20% udziału a sosna ustąpiła zupełnie dając miejsce olszy – 10%. Drzewa miały w 1997 około 98 lat. Miejscami rosną graby, jesiony i brzozy w wieku 98 lat (dane z 1997). Podszyt to również grab ale też leszczyna i bez – zajmują aż 80% powierzchni siedliska. Runo porastają trawy, narecznica samcza, pokrzywa, podagrycznik i torfowce.

#### Bór mieszany wilgotny
Ze swym udziałem w powierzchni lasu – 2,19% dogania wcześniej opisane typy siedliskowe. Jedyne dwa płaty w całym lesie leżą w północno-wschodniej części, a ich łączna powierzchnia sięga 6,16 ha. Ten większy o powierzchni 5,19 ha był w latach sześćdziesiątych borem wilgotnym lecz z czasem uległ „urozmaiceniu” poprzez pojawienie się brzozy i olchy. Z kolej inne siedlisko, leżące na zachodzie lasu było porośnięte niegdyś borem mieszanym wilgotnym a uległo przeobrażeniu w las mieszany wilgotny.
Porównując dane z obydwu okresów zauważalny jest niewielki ubytek borów mieszanych wilgotnych – około 1%. Przykładowym borem mieszanym wilgotnym w Lesie Miejskim jest północno-wschodni płat. Ma ono powierzchnię 5,19 ha. W 1967 roku oznaczono je jako bór wilgotny z fragmentami boru mieszanego wilgotnego. Leżał na glebach torfowiskowych przejściowych mokrych, średnio głębokich na piaskach luźnych. Poziom wody gruntowej utrzymywał się na 40 cm. 

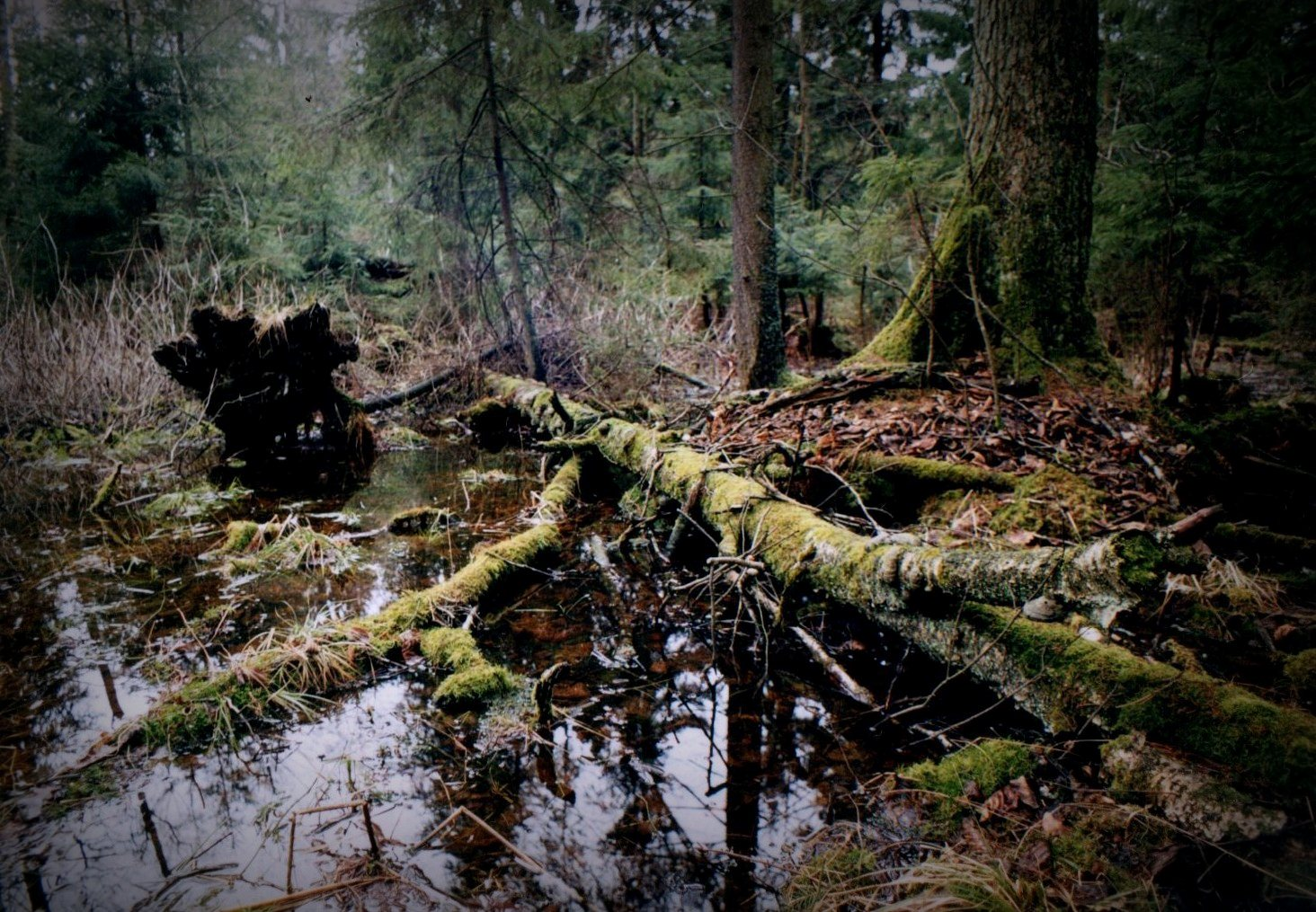
Stagnująca woda przy świerczynie borealnej

Z gatunków drzewostanu dominowała brzoza z 70% udziałem, uzupełniały ją olcha 20% i świerk 10%. Grupami rosły sosny, pojedyncze osiki, dęby i graby. Drzewa były w wieku około 15 lat. Było jednak wiele tak zwanych gospodarczych przestoi czyli drzew poza okresem rębności- 25 świerków i 4 sosny w wieku 100 lat, oraz 1 brzoza i 3 olchy w wieku 80 lat. 
Powierzchnia runa miejscami mszysta porosła czeremchą, torfowcami, pokrzywą i widłakami. 
W 1997 roku nie był to już bór wilgotny lecz bór mieszany wilgotny. Brzoza wciąż dominuje z 60% udziałem, świerk i olcha dopełniają drzewostan. Drzewa mają 38 lat. Miejscami rosną sosny i osiki w wieku około 38 lat.

#### Bór mieszany bagienny
To rzadkość w analizowanym lesie. Oznaczono tylko jedno miejsce a leży ono na północy Lasu i ma powierzchnię 1,17 ha. Borów mieszanych bagiennych jest jednak więcej; są to co prawda domieszki a można je znaleźć razem z borem mieszanym wilgotnym jak też w lesie świeżym, w zagłębieniach bezodpływowych. 
Jedyny obecnie bór mieszany bagienny, w latach sześćdziesiątych oznaczono jako bór bagienny z fragmentami lasu mieszanego świeżego w części północnej. Teren jest tutaj wklęsły, podłoże glebowe to torf przejściowy mokry, średnio głęboki na piaskach luźnych. Poziom wód gruntowych jest na 40 cm głębokości.

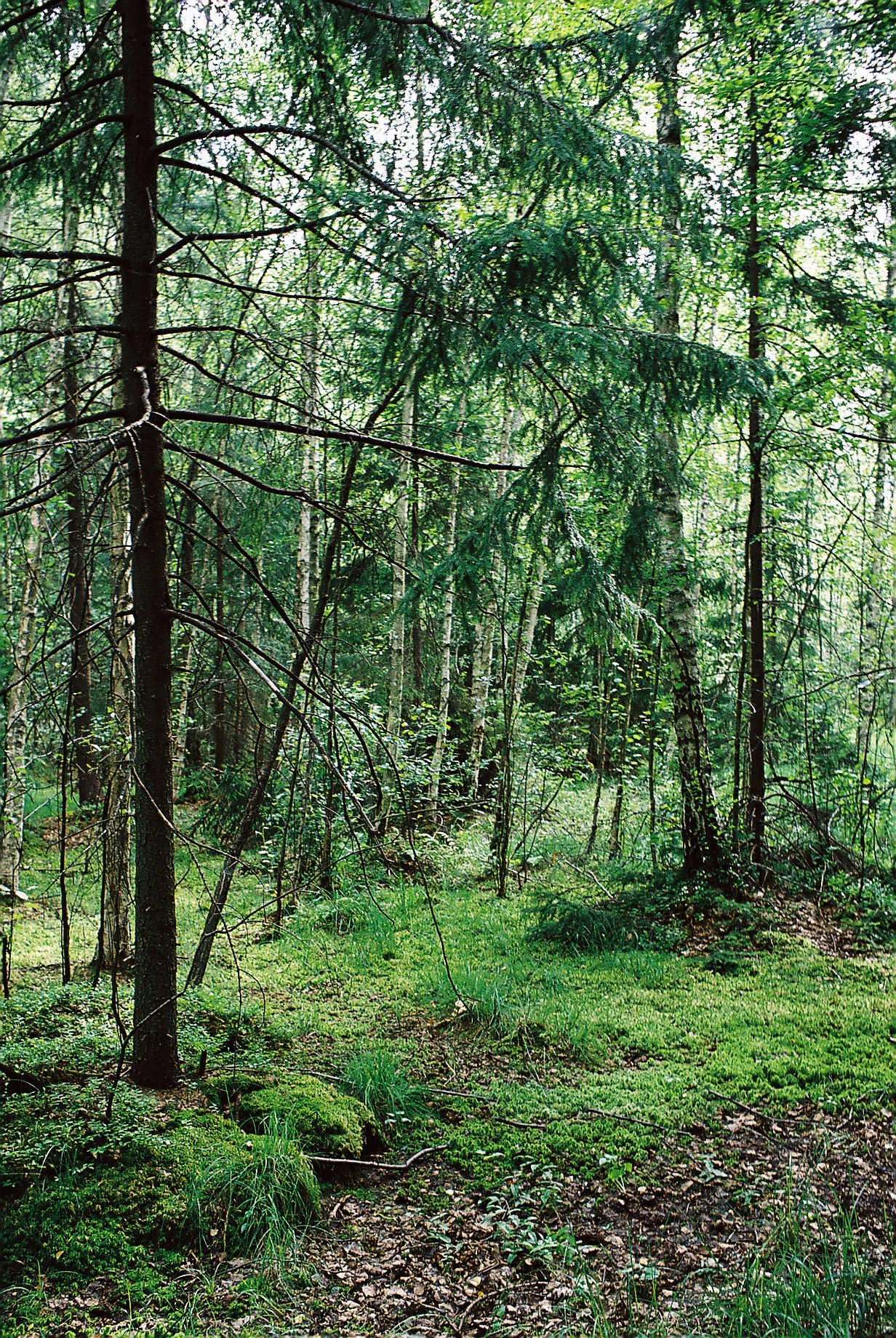
Bór mieszany bagienny

Rosły tutaj brzozy w wieku 17 lat. Grupami można było spotkać olchy, osiki i świerki w wieku 15- 20 lat. Podszyt stanowiła łoza i kruszyna na 45% powierzchni.
Na rok 1997 opisano to miejsce jako bór mieszany bagienny. Rośnie tutaj 40- letnia brzoza. Pojedyncze świerki i olchy mają 40 lat. Podszyt to iwa i brzoza – na 60% powierzchni. W skład runa wchodzą torfowce, trawy, bagno.

#### Bór bagienny

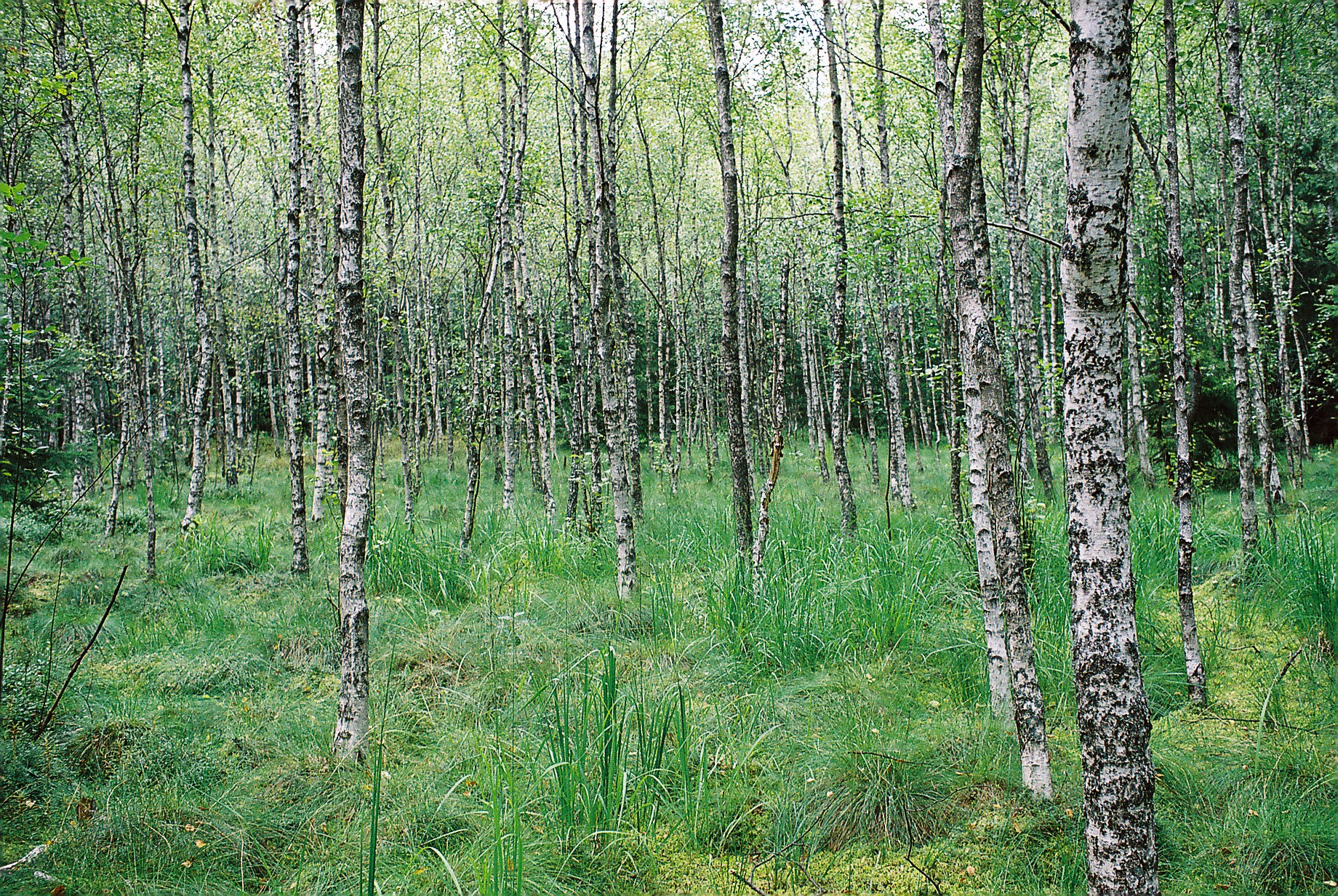
Bór bagienny- niezwykle cenny i rzadki

Sąsiaduje z borem mieszanym bagiennym. Ma powierzchnię 0,42 ha i tak samo jak sąsiad, jest zachowany w bardzo dobrym stanie.

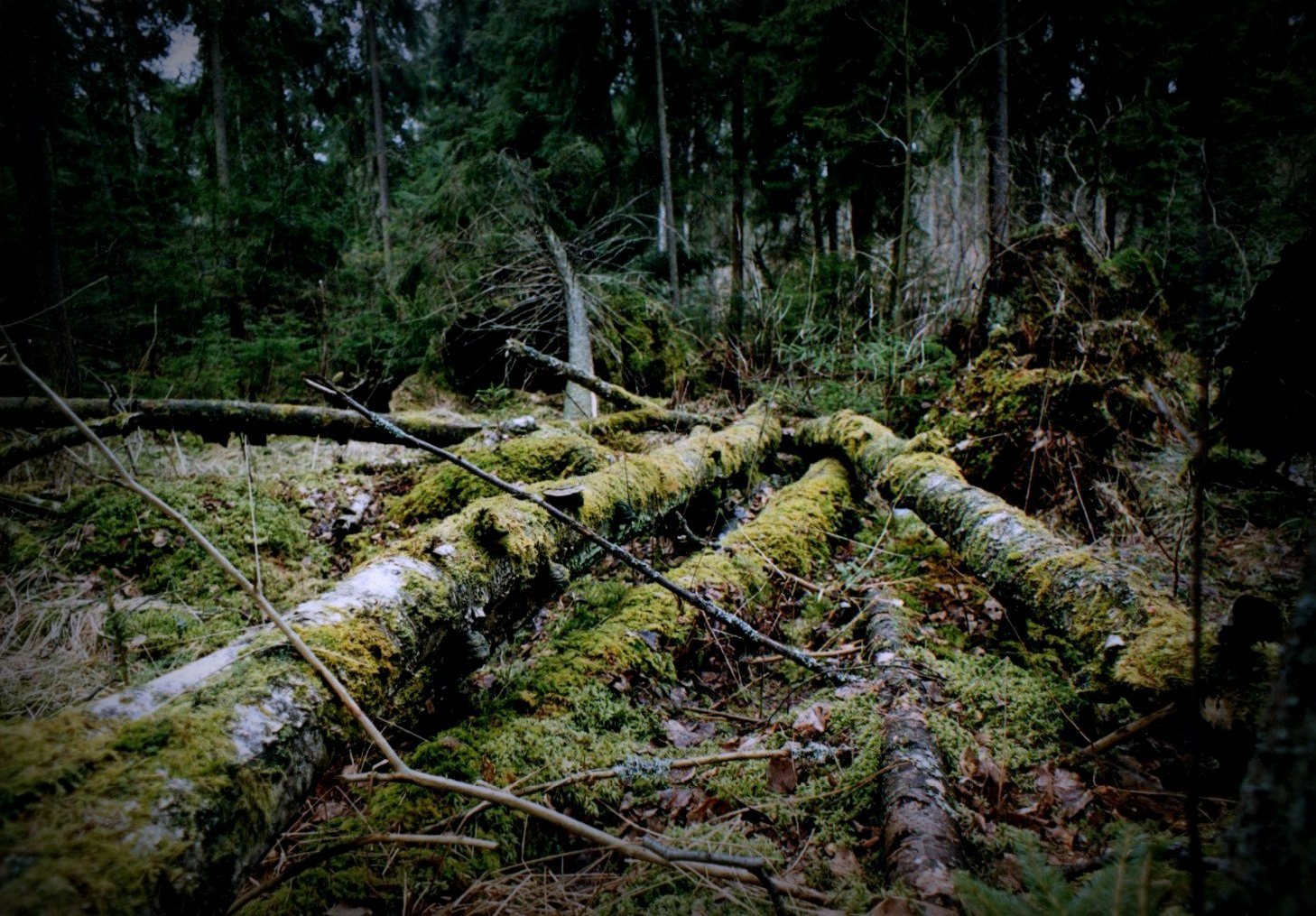
Świerczyna borealna na torfie. Wykroty i drugie życie drzewa czyli sukcesja grzybów oraz mszaków. Miejsce występowania licznych saprofitów. Jedno z siedlisk w Lesie Miejskim o statucie HCVF 3.1 skrajnie rzadkiego i ginącego

W opisach taksacyjnych z 1967 roku opisano go jako fragment boru bagiennego, leżącego w zachodniej części innego siedliska,(las świeży) leżącego na wschód od niego. Fragment ten porośnięty był brzozą w wieku 17 lat.
Trzydzieści lat później wyłoniono go jako odrębny płat. Porosły jest brzozą w wieku 30 lat. Podszyt porośnięty jest również brzozą oraz kruszyną i iwą – na 40% powierzchni. Runo to trawy, torfowce, malina.

#### Ols jesionowy
To niespełna 1,18% udziału w Lesie Miejskim. Wszystkie trzy płaty leżą w północno-wschodniej części lasu. Powierzchnią nie przekraczają 3,32 ha. Są to lasy młode, w 1967 nie istniały lub istniały fragmentarycznie; stąd nie ma ich w opisach taksacyjnych. Wykształciły się na terenach okresowo podtapianych przez największy rów melioracyjny w Lesie Miejskim który regularnie co roku na wiosnę podnosi poziom wód gruntowych a czasem nawet wylewa się na otaczające go tereny.
Przykładem olsu jesionowego jest jeden z trzech istniejących w Lesie Miejskim. Leży na północo- wschodzie i ma powierzchnię 1,06 ha.
W 1967 roku oznaczono go jako ols z fragmentami olsu jesionowego w części południowej. Dominowała olcha z 70% udziałem i uzupełniał ją świerk z 20% udziałem wraz z brzozą – 10%. Grupami rósł jesion, dąb i iwa. Drzewa były w wieku 17 lat pochodzące zarówno z sadzenia jak i samosiewu. W skład podszytu wchodziła łoza, kruszyna, bez i jarzębina. W runie można było się znaleźć trawy, pokrzywę, niecierpek, tojeść i malinę.

#### Las Mieszany bagienny
Jest wyjątkowy w omawianym lesie. Jedyny taki typ lasu jest ukryty w głębi Lasu Miejskiego wśród otaczających go wysokich moren. Otacza go las mieszany świeży. Siedlisko to o powierzchni 0,91 ha jest oznaczone w opisach taksacyjnych jako „...użytek do ochrony prawnej...”. W rubryce wskazania gospodarcze jest nota – „...chroniony...”. W 1967 oznaczone było jako bagno.
Jedyny las mieszany bagienny w Lesie Miejskim oznaczono w roku 1967 jako bagno zalane wodą. Porosłe na 20% powierzchni olchą w wieku 10–20 lat i na 30% łozą i kruszyną. Teren jest tu wklęsły, torf niski mokry, średnio głęboki na piaskach luźnych. 
W 1997 roku jest to już las mieszany bagienny, w 100% porosły olchą. Podszyt na 80% to wierzba. Runo to turzyce. Są to dane ogólnikowe, gdyż jest to teren nieużytkowany gospodarczo ze względu na wskazania ochronne.

### Domieszki w typach siedliskowych lasu (dane z roku 1967)
Małe powierzchniowo płaty stanowiące dodatki w pododdziałach taksacyjnych są bardzo liczne w Lesie Miejskim. Urozmaicone ukształtowanie terenu sprzyja takiemu rozdrobnieniu a mnogość obecnych suplementów siedlisk znajdujących się prawie wyłącznie w wilgotnych zagłębieniach i dolinkach sprzyja podniesieniu bioróżnorodności i walorów mikroklimatycznych Lasu Miejskiego.

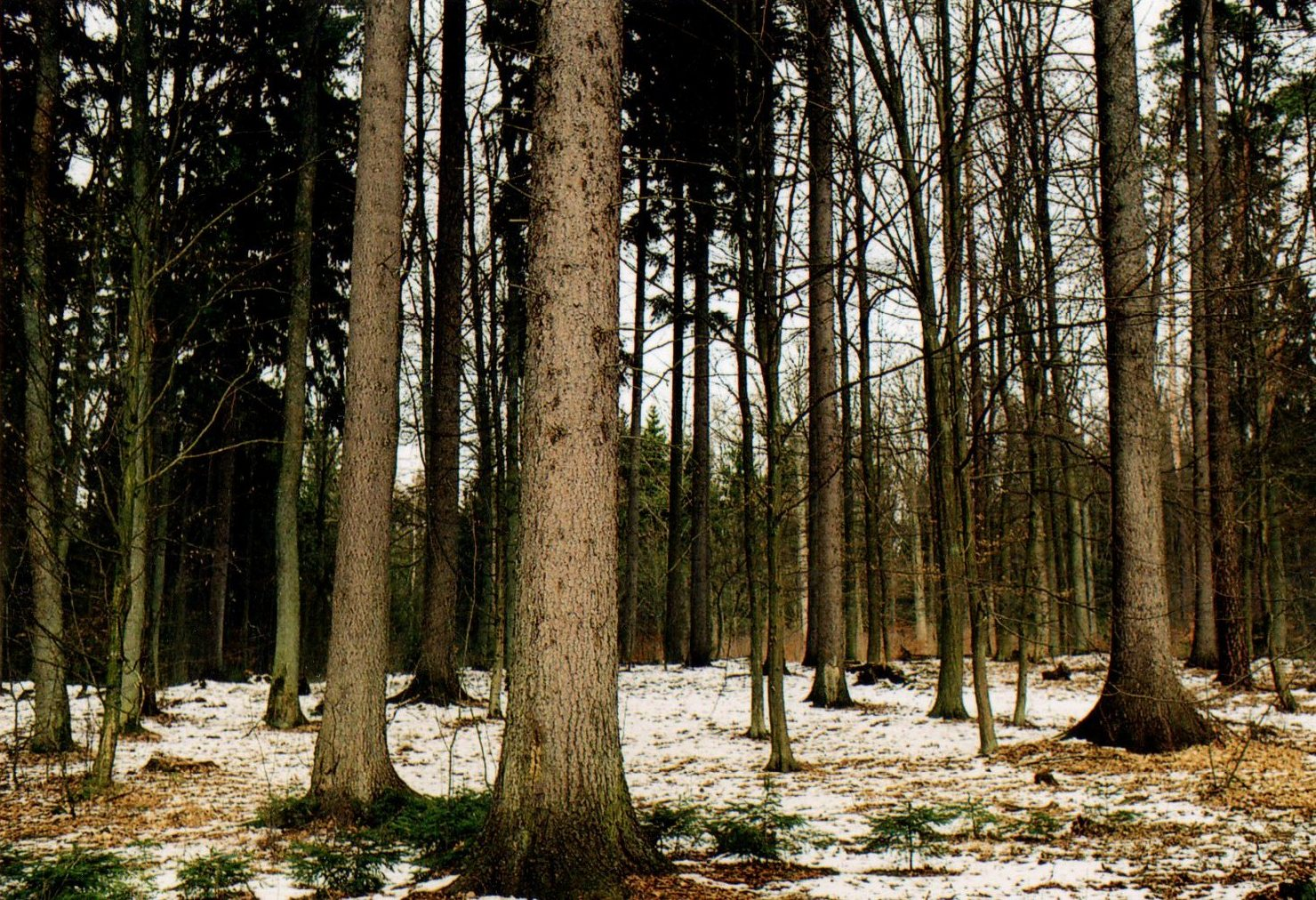
Najstarsze drzewostany

#### Olsy
Najliczniejszą grupę płatów domieszkowych stanowią olsy. Występują aż w 25 pododdziałach przy czym ich struktura rozmieszczenia jest równomierna dla całej powierzchni Lasu. Powierzchnia pojedynczego płatu mieści się w zakresie 0,10–0,30 ha z wyjątkami o powierzchni do 0,50 ha i poniżej 0,10 ha.
W pojedynczym pododdziale mogą to być nawet cztery siedliska domieszkowe. 
Wszystkie płaty olsów są udziałem w lasach świeżych i lasach mieszanych świeżych. Ich łączna powierzchnia to około 5 ha.

#### Bór Mieszany wilgotny
Występuje w 9 pododdziałach i jest udziałem połowicznie w olsach a lasach mieszanych świeżych, lasach świeżych i borach wilgotnych. Największe skupisko niewielkich płatów boru mieszanego wilgotnego można znaleźć w północo- wschodniej części Lasu. Tu na 4 pododdziałach osiągają łączną powierzchnię około 2 ha. Większość pojedynczych płatów boru mieszanego wilgotnego nie przekracza wielkością 0,20 ha, choć dwa z nich mają po 0,40 ha i 0,50 ha.

#### Las wilgotny
Jako składnik innego typu lasu zaznacza się udziałem w lasach świeżych. Pięć pododdziałów mieści w sobie fragmenty lasu wilgotnego. Domieszki te znajdują się na samej północy i południu Lasu Miejskiego. Są o wiele mniejsze od innych gdyż ich wielkość nie przekracza 0,10 ha.

#### Las świeży
Występuje jako fragment boru mieszanego wilgotnego – 2 pododdziały i lasu wilgotnego – 1 pododdział.

#### Bór wilgotny, bór bagienny, ols jesionowy i las mieszany świeży
Występują jako uzupełnienia w lasach świeżych, lasach mieszanych świeżych i w olsach. Wielkość pojedynczych płatów nie przekracza 0,30 ha.

#### Siedliska przejściowe
W opisach taksacyjnych oznaczono również dwa pododdziały o charakterze siedlisk przejściowych. Obydwa znajdują się na północy obszaru. Są to: „las mieszany świeży ku las świeży” oraz „las świeży ku las mieszany świeży”. Obydwa uległy już przemianie.

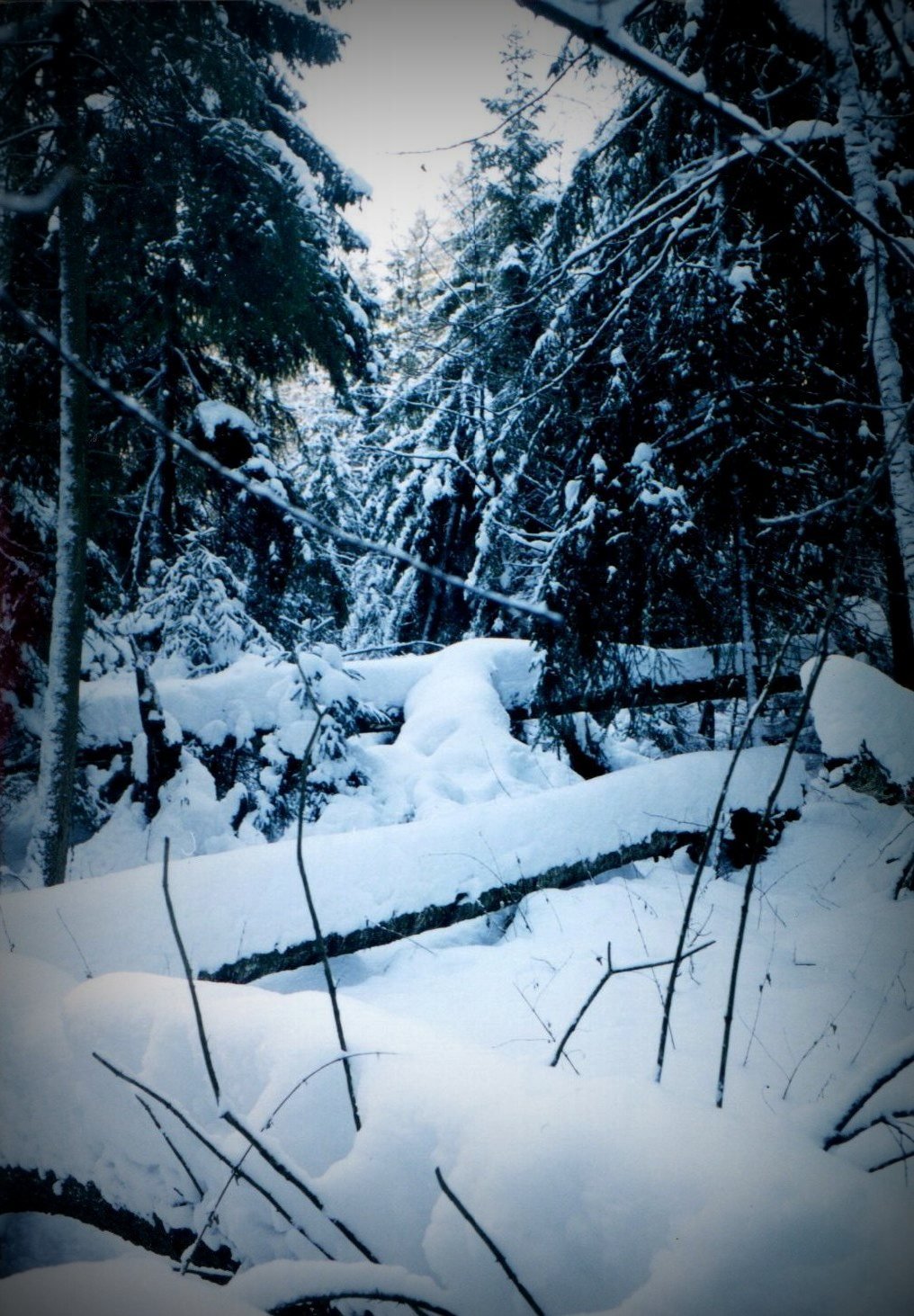
Zima w świerczynie borealnej. Naturalne wykroty

### Udział gatunków drzew w lesie
Według danych z roku 1997 wynika iż dominującymi gatunkami w Lesie Miejskim są świerk i dąb, przy udziale odpowiednio 28,2% i 24,4%. Porównując te dane ze stanem z lat sześćdziesiątych gdzie świerk miał udział w drzewostanie 36,61% w stosunku dębu którego udział sięgał 20,50% można wywnioskować, że nastąpił pozytywny spadek ilości gatunku iglastego na rzecz liściastego który pod względem uwarunkowań siedliskowych opisywanego lasu jest bardziej właściwy. Brzoza i olcha dopełniają grupę najliczniejszych drzew ale ważnymi są również grab, sosna i modrzew.
Z niewielkimi różnicami charakterystyka udziału tych gatunków jest zbliżona do stanu z lat sześćdziesiątych.

### Udział gatunków drzew w typach siedliskowych lasu

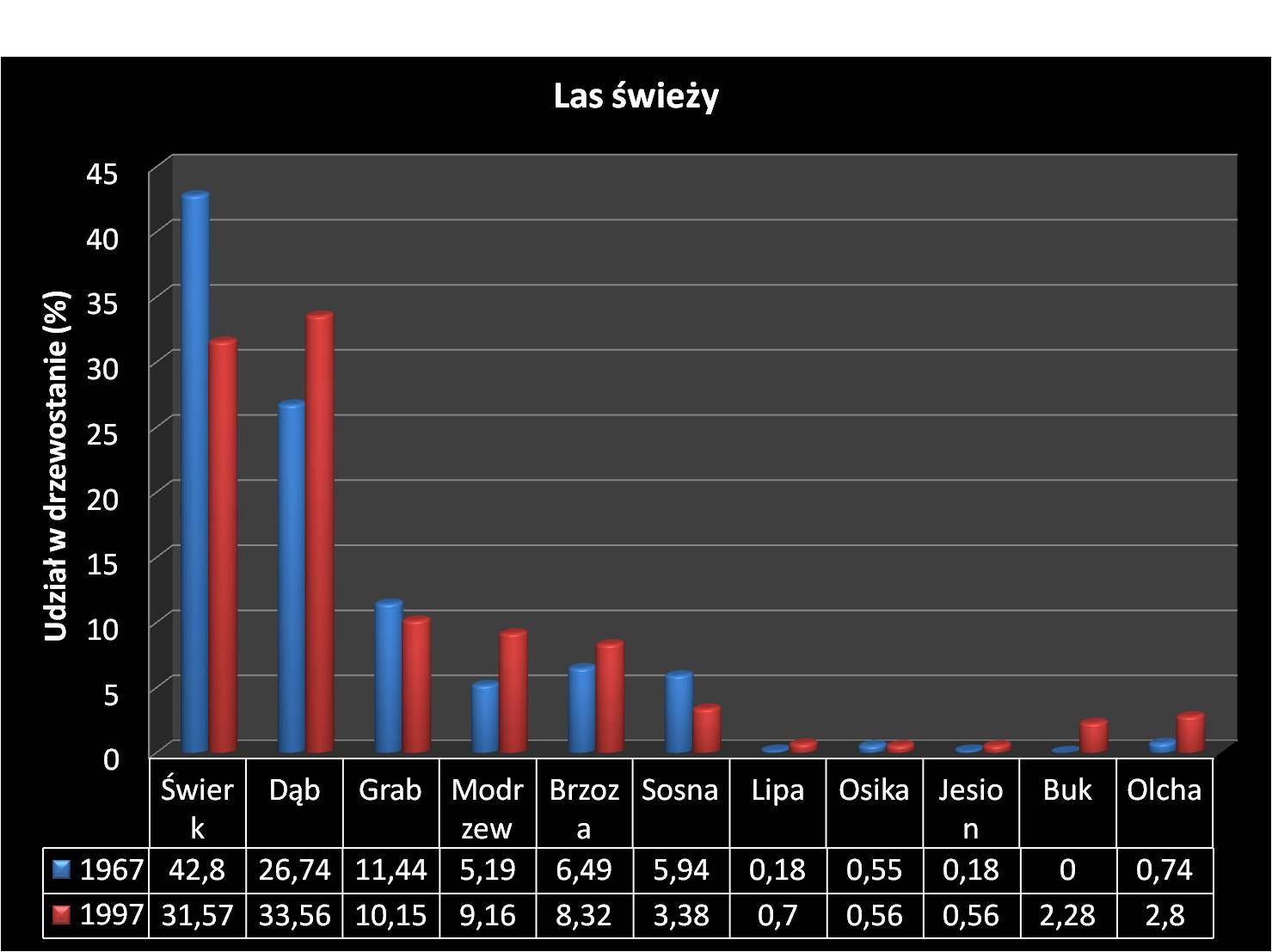
Las świeży- udział gatunków drzew w drzewostanie

#### Las świeży
Podobnie jak w ogólnej charakterystyce udziału drzew w całym Lesie Miejskim jak w typie siedliskowym las świeży dominuje dąb i świerk. Jednak na przestrzeni trzydziestolecia od 1967 do 1997 ten stan ulegał zmianom, gdyż w roku 1967 świerk przeważał ilość dębu niemal dwukrotnie. Pozostałą część drzewostanu zawsze stanowił grab z udziałem 10%, tylko że o ile w 1967 temu dzielił swą rolę z modrzewiem, brzozą i sosną o tyle do roku 1997 na czoło wysunął się pielęgnowany za swą rzadkość występowania na tych terenach – synantropijny modrzew. Sosna natomiast systematycznie wykluczana jako nieodpowiednia dla tych gleb zmniejszyła udział prawie dwukrotnie, spadając do 3,38%.
Z innych drzew należy wymienić buk. Jest obecny w lesie świeżym z nasadzeń jako aleje bukowe oraz jako sztuczne zgrupowania drzew sadzone w latach trzydziestych. Struktura gatunkowa lasów świeżych w Lesie Miejskim zbudowanych z dębu, świerka i grabu nasuwa stwierdzenie iż są to zbiorowiska grądu – charakterystyczne dla starych puszcz europejskich – jednak takie orzeczenie wymaga fachowej ekspertyzy fitosocjologicznej.

#### Las Mieszany świeży
Drzewostan w lesie mieszanym świeżym jest wyraźnie zdominowany przez świerk - 42,72%. Przeciwwagę dla świerka stanowi dąb i brzoza. Las mieszany świeży odróżnia się tutaj od lasu świeżego dużo mniejszym udziałem grabu bo sięgającego granic 1% co w porównaniu z lasem świeżym stanowi dziesięciokrotny spadek. Z kolej charakterystyka udziału sosny rysuje się w odwrotnym kierunku. Wyraźny wzrost jej obecności jest trzykrotnie większy, podobnie sprawa ma się z modrzewiem.

#### Las wilgotny
Olcha z dwukrotnie większym udziałem niż brzoza - to dwa główne gatunki drzew w lesie wilgotnym. Wyraźnych zmian dla tych dwóch drzew nie da się nawet zaobserwować na przestrzeni trzydziestolecia od 1967 do 1997, gdyż są one znikome.
Zmiany nastąpiły natomiast wśród pozostałych gatunków drzewostanu. W latach dziewięćdziesiątych pojawił się dąb z 2% udziałem, zwiększyła się dwukrotnie ilość jesionu – sięgając w 1997 2%; znikła lub została wycięta sosna, która w roku 1967 miała 2,5% udziału, podobnie świerk.

#### Las mieszany wilgotny
Kompleks trzech podzespołów na północnym wschodzie to miejsce obecności lasu mieszanego wilgotnego w Lesie Miejskim.
Świerk i brzoza są tutaj głównymi gatunkami. Największy udział sosny w całym Lesie Miejskim przypada właśnie na ten typ siedliskowy lasu – sięga aż 12%. Jednak w latach sześćdziesiątych wszystko było inaczej. Siedliska te były wówczas borami mieszanymi wilgotnymi a świerk był gatunkiem dominującym z 75% udziałem. Na pozostałe gatunki drzewostanu składały się dąb, sosna i brzoza. W latach sześćdziesiątych w całym Lesie Miejskim występował tylko jeden pododdział lasu mieszanego wilgotnego. Dominował w nim świerk i dąb, domieszkę stanowił grab. Dziś jest tam las świeży.

#### Bór mieszany wilgotny
Drzewem dominującym w borze mieszanym wilgotnym jest brzoza - 70% udziału, świerk i sosna dopełniają drzewostan. Jedyne dwa pododdziały o takim typie siedliskowym znajdują się w północno-wschodniej części Lasu Miejskiego.
Są to płaty dosyć młode, a ich obecny kształt jest wynikiem przemian jakie w nich nastąpiły. Otóż w 1967 świerk miał w nich 70% udziału a brzoza tylko 11,5%. Przekształcenia wynikają zapewne z prowadzonych prac gospodarczych.

#### Bór mieszany bagienny
Jedyne oznaczone siedlisko boru mieszanego bagiennego na północo-zachodzie Lasu Miejskiego składa się prawie wyłącznie z brzozy – 98% udziału. Olcha i świerk są tu tylko symbolicznie. Z opisów z 1967 wynika iż był to bór bagienny, ale drzewostan rysował się podobnie jak dzisiaj. Różnica była tylko w obecności nielicznej sosny.

#### Bór bagienny
Sąsiaduje z borem mieszanym bagiennym. 100% udziału brzozy jest typowe dla tego typu siedliskowego lasu. Prawdopodobnie ze względu na małą powierzchnię 0,42 ha, nie uwzględniono go w 1967. 

#### Las mieszany bagienny
Jest unikalny w Lesie Miejskim. Olcha ma tu 96% udział i stanowi drzewostan. Świerk i brzoza są tylko domieszkami. W opisach z roku 1967 oznaczono to miejsce jako bagno zalane wodą. Rosła tu olcha na 20% powierzchni a na 30% łoza i kruszyna.

#### Ols
Właściwa dla tego typu siedliskowego lasu olcha przeważa w drzewostanie. Brzoza z kolei jest liczną domieszką bo współtworzącą drzewostan w 26%. Świerk jako symboliczny ma 5,61% udziału.

### Podszyt

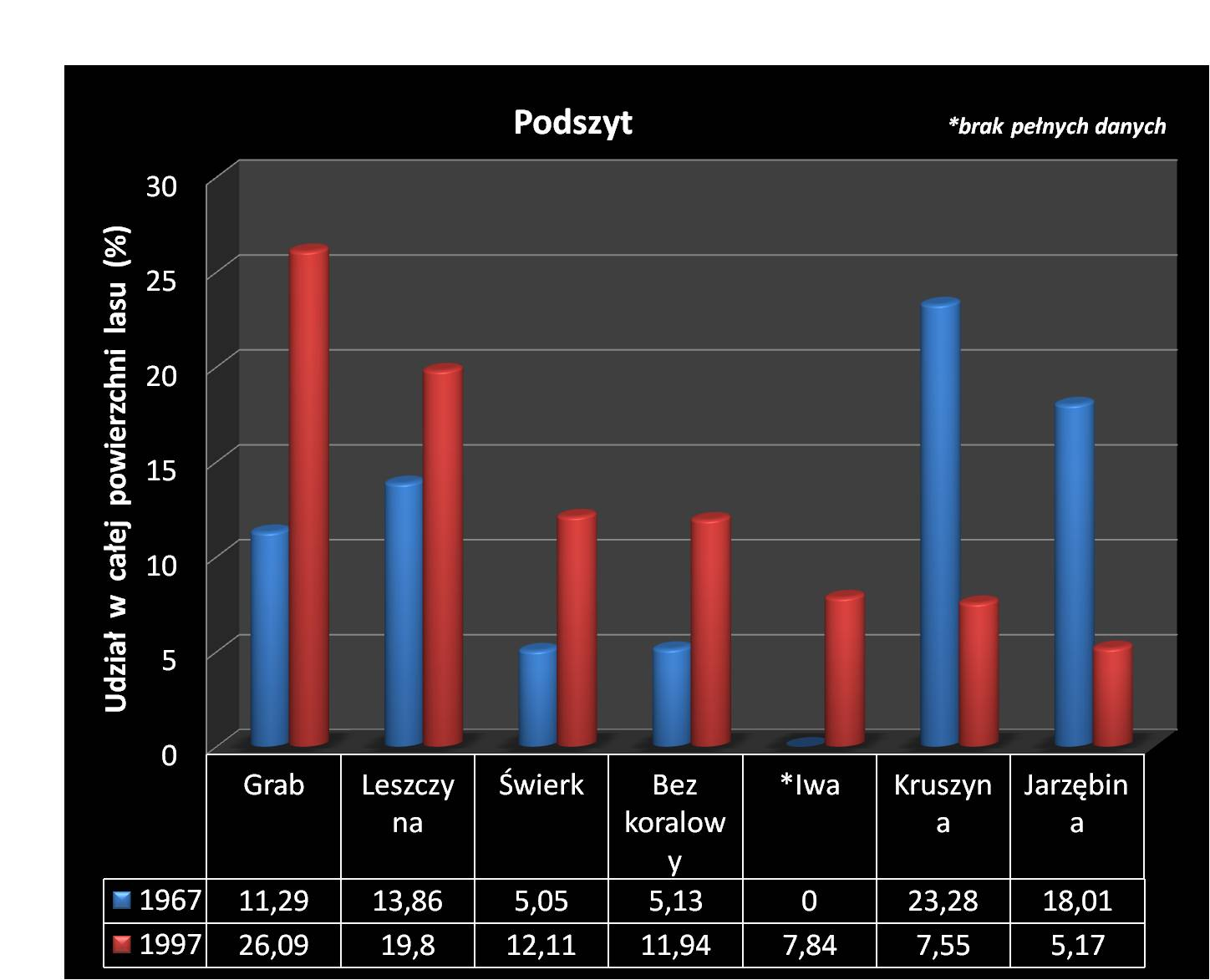
Las Miejski- podszyt

Podszyt w Lesie Miejskim jest dość zróżnicowany pod względem gatunkowym. Składa się na niego 14 gatunków drzew i krzewów.

#### Grab
Grab ma 26,09% udziału w podszycie Lasu Miejskiego. Umieszcza go to na pierwszym miejscu listy gatunków podszytu. Drzewo te, teoretycznie nie podlegające gospodarce leśnej utrzymało swą naturalną populację i dominuje we wszystkich odpowiednich dla niego zbiorowiskach a szczególnie w typie siedliskowym las świeży gdzie ma 35,82% udziału. Również w lesie mieszanym świeżym ma wysoki udział bo sięgający- 21,60%.
Tak rysuje się obecność grabu w podszycie na rok 1997. Natomiast w roku 1967 drzewo to ustępowało leszczynie, łozie, jarzębinie i kruszynie. Jego udział w podszycie Lasu Miejskiego wynosił 11,23%. W lesie świeżym ustępował takim gatunkom jak leszczyna, jarzębina – podobnie zresztą w lesie mieszanym świeżym gdzie przeważały kruszyna i jarzębina. Grab był też symbolicznie spotykany w olsach- 9,31%, olsach jesionowych – 11,40% oraz w lasach wilgotnych –12,60%. W podszycie lasu mieszanego wilgotnego w 1997 go nie było, ale w roku 1967 stanowił 1/3 podszytu.

#### Leszczyna
Leszczyna ma 19,80% udział w podszycie Lasu Miejskiego. Drzewo to jest obecne niemal we wszystkich typach siedliskowych lasu w Lesie Miejskim. 
W lesie świeżym ustępując grabowi ma 23,30% udział, w lesie mieszanym świeżym 17,74% a w Olsach dominuje z 28,38% udziałem w podszycie. W Olsach jesionowych ustępuje tylko kruszynie. W pozostałych siedliskach jej udział jest znaczący.
W 1967 roku leszczyna miała 13,86% udział w podszycie Lasu Miejskiego. Ustępowała łozie, jarzębinie i kruszynie. Podobnie rzecz się miała w typach siedliskowych lasu. Jedynie w lesie świeżym leszczyna niemal na równi z jarzębiną miała największy udział w podszycie.

#### Bez koralowy
Zajmuje czwarte miejsce pod względem udziału w podszycie Lasu Miejskiego. Ma 11,94% udział. Jest spotykany głównie w lesie świeżym gdzie miał 14,43% udział oraz w lesie wilgotnym, gdzie wręcz dominował mając 27,92% udział w powierzchni podszytu. W mniejszych ilościach można go spotkać między innymi w olsie i w lesie mieszanym świeżym.
W 1967 bez koralowy nie był tak liczny w Lesie miejskim. Miał bowiem 5,13% udziału tj. o 6,79% mniej w stosunku do roku 1997. Również w poszczególnych typach lasów nie był tak często spotykany. W Lesie świeżym miał zaledwie 6,39% udział a w lesie mieszanym świeżym czy w olsie około 2,50%. W lesie wilgotnym w ogóle nie występował, jedynie w borze mieszanym wilgotnym dzielił swą populację na równi z jarzębiną, łozą i kruszyną –  po 23,26%. 

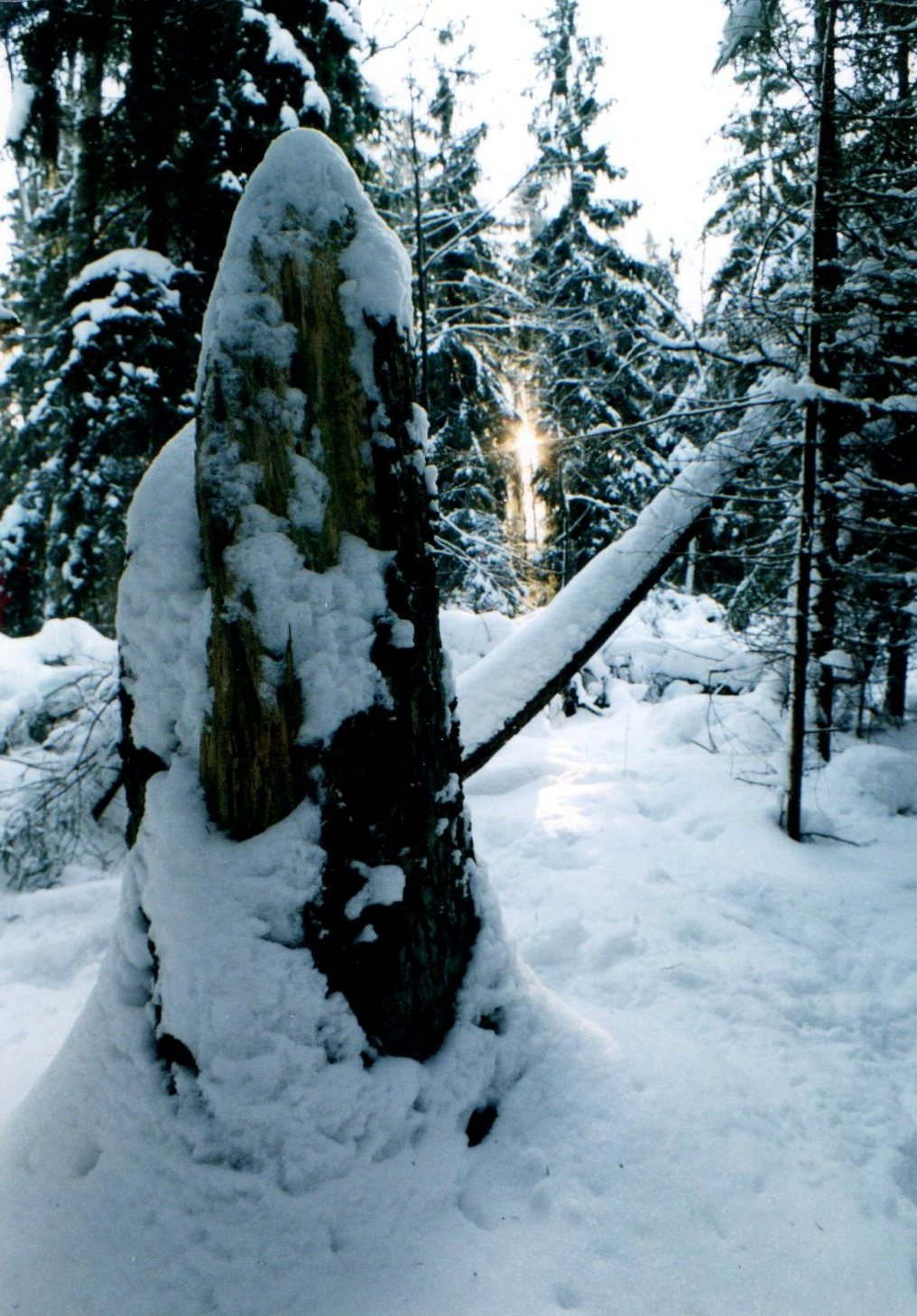
Świerczyna borealna zimą

#### Świerk
Świerk ma 12,11% udział w podszycie Lasu Miejskiego. Największy udział ma w podszycie lasu świeżego gdzie sięga 14,66%. Istotną domieszkę stanowi w olsach, w lasach mieszanych wilgotnych i borach mieszanych wilgotnych.
Najrzadziej spotykany jest w lesie mieszanym świeżym – ma tu zaledwie 3,21% udział w podszycie.
W 1967 świerk nie był tak liczny w podszycie całego Lasu. Miał wówczas 5,05% udziału tj. o 7,06% mniej niż dotychczas. Był obecny w borze wilgotnym mając 12,05% udziału, w olsach - 8,01% a nawet w lesie mieszanym świeżym - 5,22%. W lesie świeżym świerk w podszycie był niemal symboliczny – 5,19% co w porównaniu do stanu z końca lat dziewięćdziesiątych - 14,66% - oznacza 9,47% spadek.

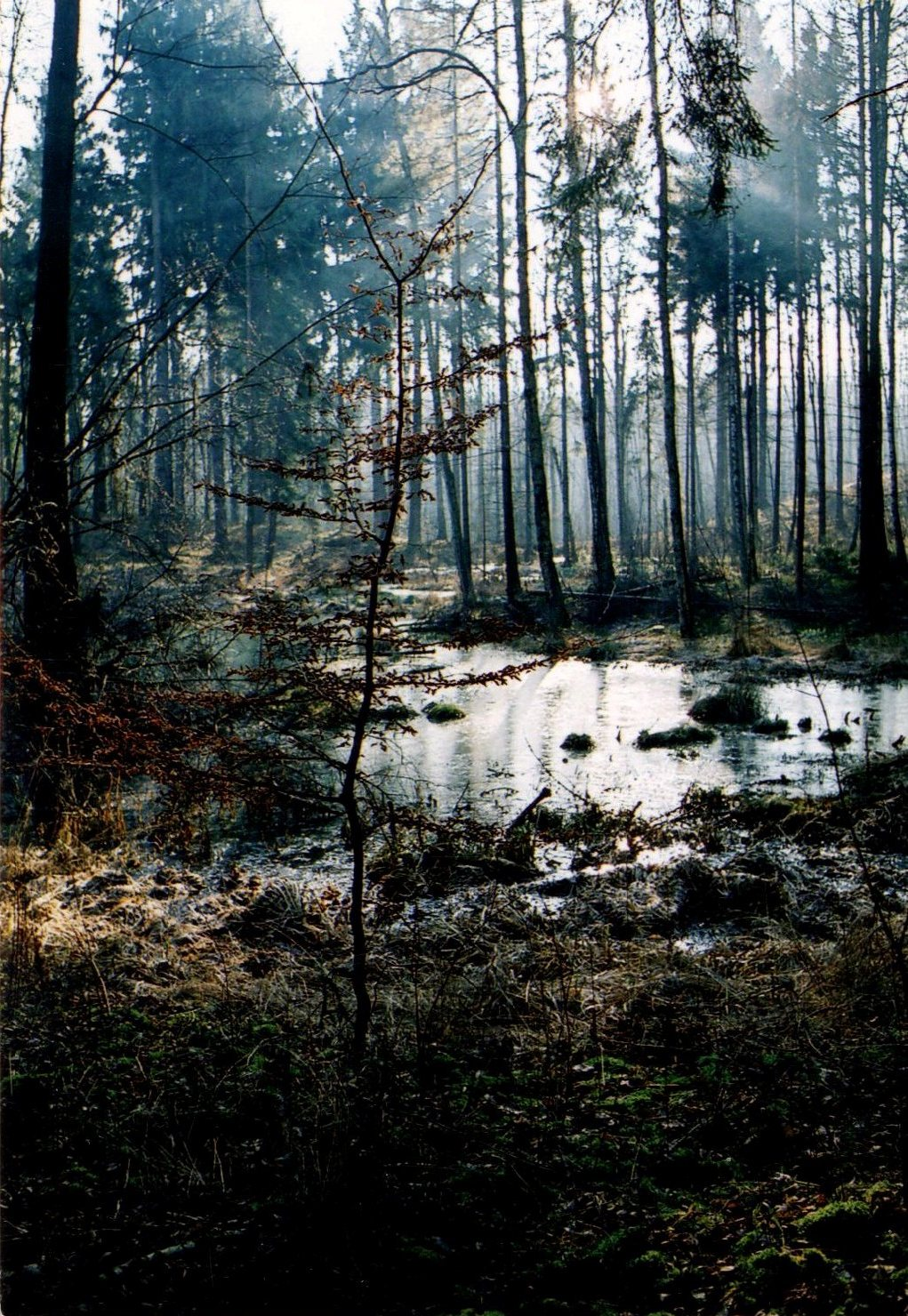
Płat o charakterze północno- borealnym. Zbiorowisko o statucie HCVF3.1- Skrajnie rzadki i ginący oraz HCVF 3.2- Ekosystem rzadki i zagrożony w skali Europy. Został wyłączony z gospodarowania

#### Iwa
Na rok 1997 ma 7,84% udział w podszycie całego Lasu, jednak ten stosunkowo niewielki procent nie odzwierciedla udziału Wierzby Iwy w poszczególnych typach siedliskowych lasu - zwłaszcza niektórych.
W borze mieszanym wilgotnym ma 29,85% udział a w lesie wilgotnym - 20,72%. Również w olsach iwa stanowi liczną populację z 20,35% wkładem w podszyt. W borze bagiennym udział tego drzewa dochodzi do 33,33%. W tym siedlisku dzieli podszyt na równi z kruszyną i brzozą. Na „bagnach” zajmuje 66,66% powierzchni podszytu. Iwa jest niemalże nieobecna w lesie świeżym mając zaledwie 1,22% wkład w powierzchnię podszytu oraz w lesie mieszanym świeżym gdzie ma 4,51% udział.

#### Kruszyna
Kruszyna ze swym 7,55% udziałem w podszycie Lasu Miejskiego stoi tuż za iwą. Podobnie jak iwa jest spotykana częściej w wilgotnych siedliskach. W Borze bagiennym ma 33,33% udziału, w borze mieszanym bagiennym - 28,05%, a w lesie mieszanym wilgotnym 28,75% udziału co stawia ją na czele wśród gatunków podszytu w tym typie siedliskowym. Kruszyna również bardzo duży udział ma u olsach a zwłaszcza jesionowych - 25,72%. W lesie świeżym już tylko 3,89% a w lesie mieszanym świeżym nieco więcej bo 9,68%. 
W roku 1967 kruszyna dominowała w podszycie całego Lasu Miejskiego kształtując podszyt w 23,28%. Dominowała również w poszczególnych typach siedliskowych. W lesie wilgotnym mając udział 42,76% dzieliła podszyt wraz z łozą i jarzębiną. W borze bagiennym miała 50% udział, a w olsach 35,72%. Nawet w lesie mieszanym świeżym stanowiła gatunek bardzo liczny z 23,49% wkładem w powierzchnię podszytu, co w porównaniu do stanu dzisiejszego wskazuje na 13,81% więcej. 
O ile w 1997 roku kruszyna ma w lesie świeżym 3,83% udział, tak w roku 1967 wynosił on 14,96%, tj. o 11,13% więcej.

#### Jarzębina
Jest kolejnym drzewem, które w przeciągu trzydziestu lat od 1967 do 1997 uległo redukcji w Lesie Miejskim. W 1997 ma 5,17% udziału w podszycie Lasu Miejskiego, lecz w 1967 roku było to aż 18,01% i wówczas jarzębina była na drugim miejscu pod względem udziału w podszycie całego lasu. 
Obecnie jarzębina jest najliczniejsza w lesie mieszanym świeżym kształtując podszyt w 11,60% oraz w olsie jesionowym  – 17,15%. Nie można jej spotkać w borach, jest dość rzadka w Lasach wilgotnych, a w lesie świeżym występuje tylko na 5,66% powierzchni podszytu.
W 1967 roku jarzębina spotykana była w borach mieszanych wilgotnych i borach wilgotnych  – jej obecność była w nich na równi z pozostałymi gatunkami podszytu. W lesie mieszanym wilgotnym dzieliła podszyt na równi z leszczyną i grabem – po 33,33%. W lesie mieszanym świeżym udział jarzębiny był niemal dwukrotnie większy i wynosił 19,62% (11,60% w roku 1997). Największa różnica jednak uwidacznia się w lesie świeżym. Na rok 1967 jarzębina zajmuje 20,13% podszytu a w 1997 roku jest to już tylko 5,66%.

#### Łoza
Na rok 1997 Łoza nie występuje.
Jednak w 1967 była obecna w Lesie Miejskim na 17,60% powierzchni podszytu. Również w poszczególnych siedliskach była bardzo liczna. Na „bagnach” miała 44,44% udziału, w borach jej udział zawsze był powyżej 20% a w lesie wilgotnym sięgał nawet 42,76%. Olsy nie były tu wyjątkiem z 33,17% obecnością łozy. Nieco mniej jej było w lesie świeżym – około 11%.

#### Brzoza, olcha, osika i lipa
Są obecne w podszycie w ilościach śladowych. Ich udział waha się od 0,32% do 1,5%. W roku 1967 oznaczono też 0,32% obecność derenia w lesie mieszanym świeżym.

### Struktura wiekowa gatunków drzew

#### Świerk – północny element borealny

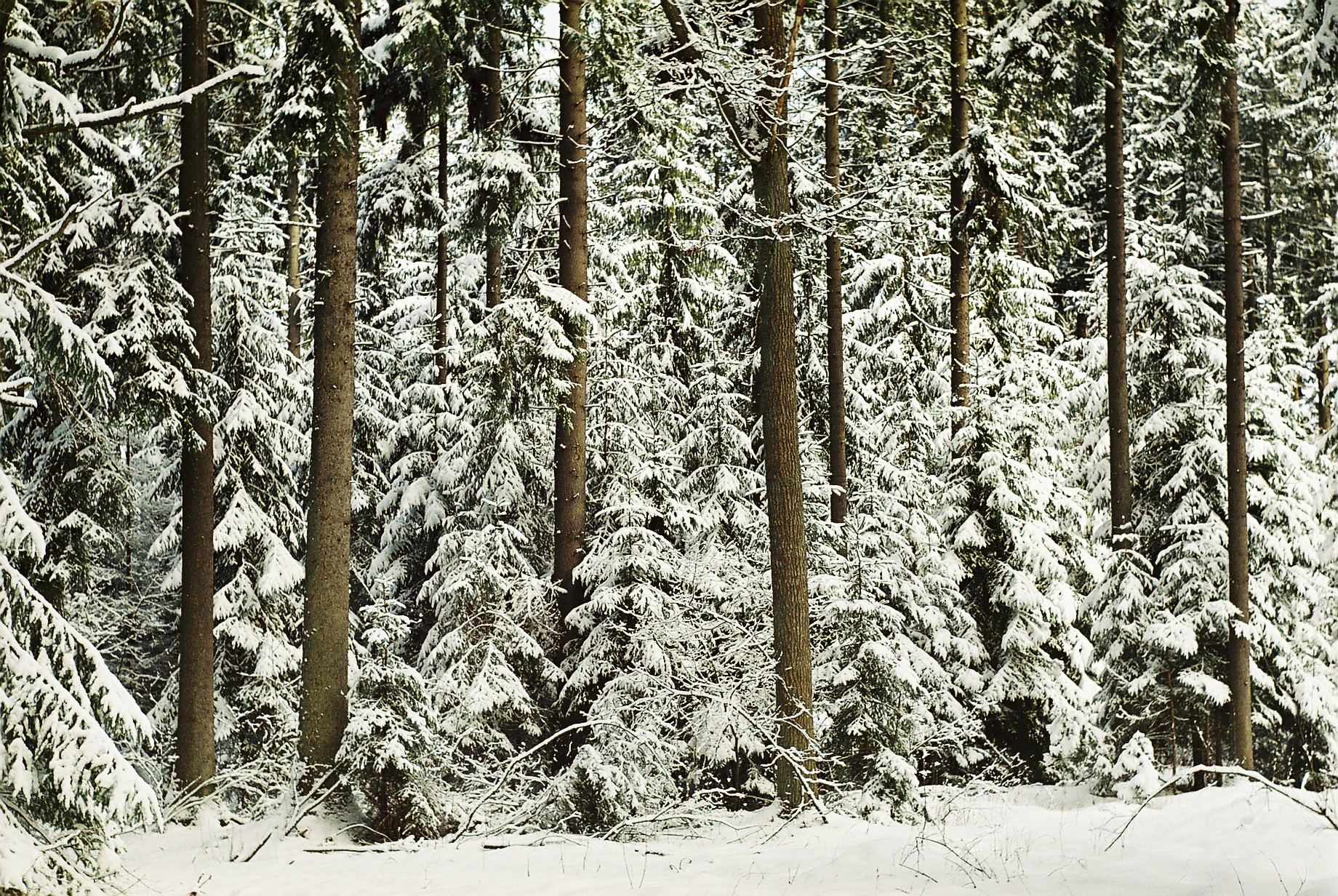
Północo-wschodnie obszary lasu – świerczyna na torfie

Jest gatunkiem o stosunkowo wyrównanej strukturze wiekowej. Co prawda 1/3 populacji świerka w Lesie Miejskim była w roku 1997 w wieku 21–40 lat, to wyższe przedziały wiekowe mają dość wyrównaną charakterystykę. Na uwagę zasługuje fakt iż świerk w wieku 71–130 lat miał w roku 1997 aż 36% udział.

#### Dąb – świadectwo obecności starych puszcz

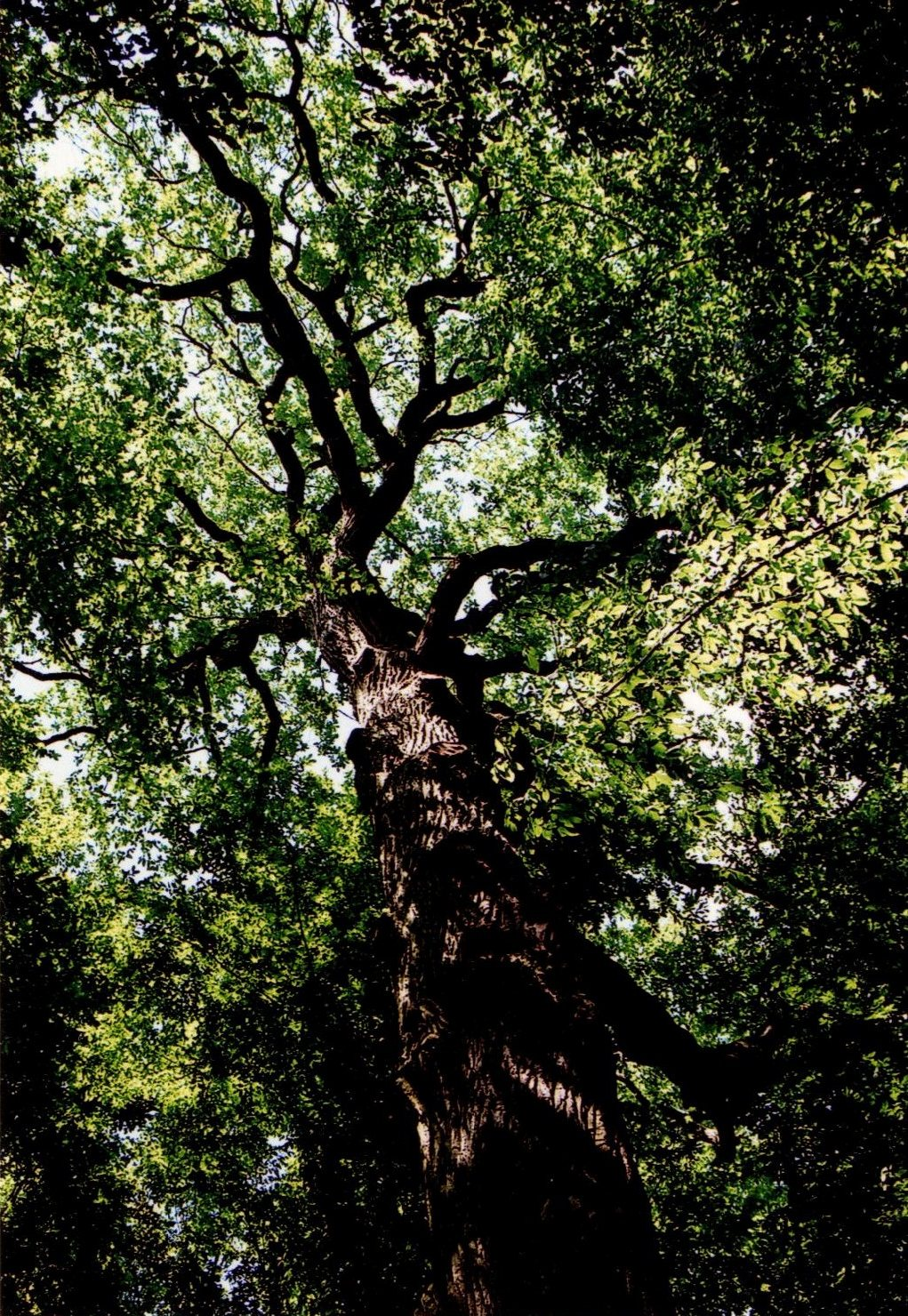
Dąb w Lesie Miejskim

Dąb ma bardziej zróżnicowaną strukturę wiekową. Ponad 37% tego drzewa była w 1997 w wieku 11–36 lat, a 11% w wieku 1–10 lat, lecz dla tych młodych dębów przeciwwagą był górny przedział wiekowy – 23% w wieku 61–100 lat (w 1997) oraz 18% w wieku 101–130 lat (w 1997). W Lesie Miejskim było też kilkadziesiąt drzew mających w 1997 o wiele więcej niż 130 lat, w tym również drzewa pomnikowe.

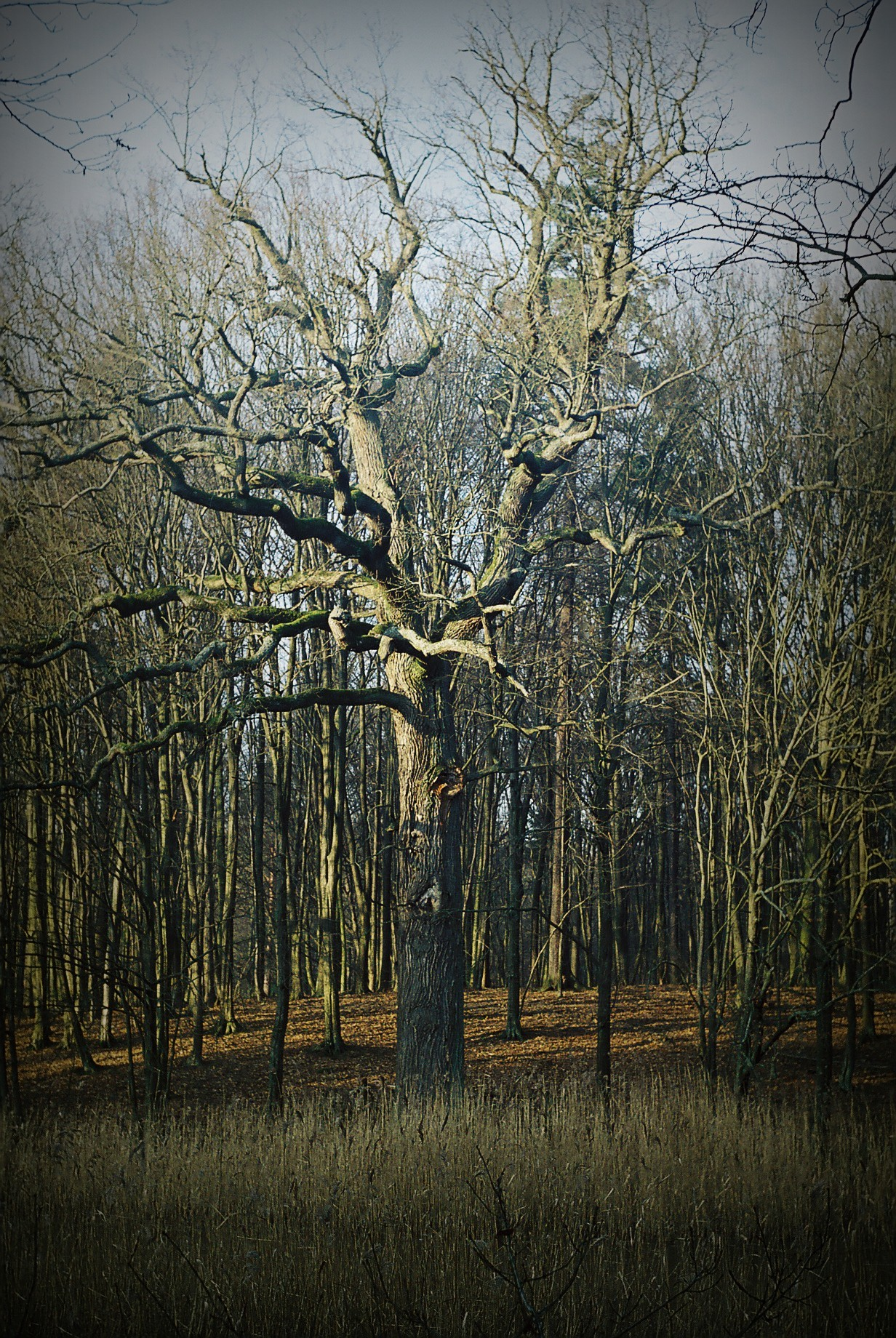
Dąb szypułkowy Wilhelm nad stawem

#### Grab – razem z dębem tworzą grąd
Jest gatunkiem o dość specyficznej strukturze wiekowej. Jako drzewo gospodarcze jest z reguły nie eksploatowane i stąd właśnie takie przedziały wiekowe : 36,6% w wieku 103–128 lat (w 1997) i 30% w wieku 70–90 lat (w 1997). Ponadto pojedyncze okazy sięgały wiekiem 150 lat (w 1997).

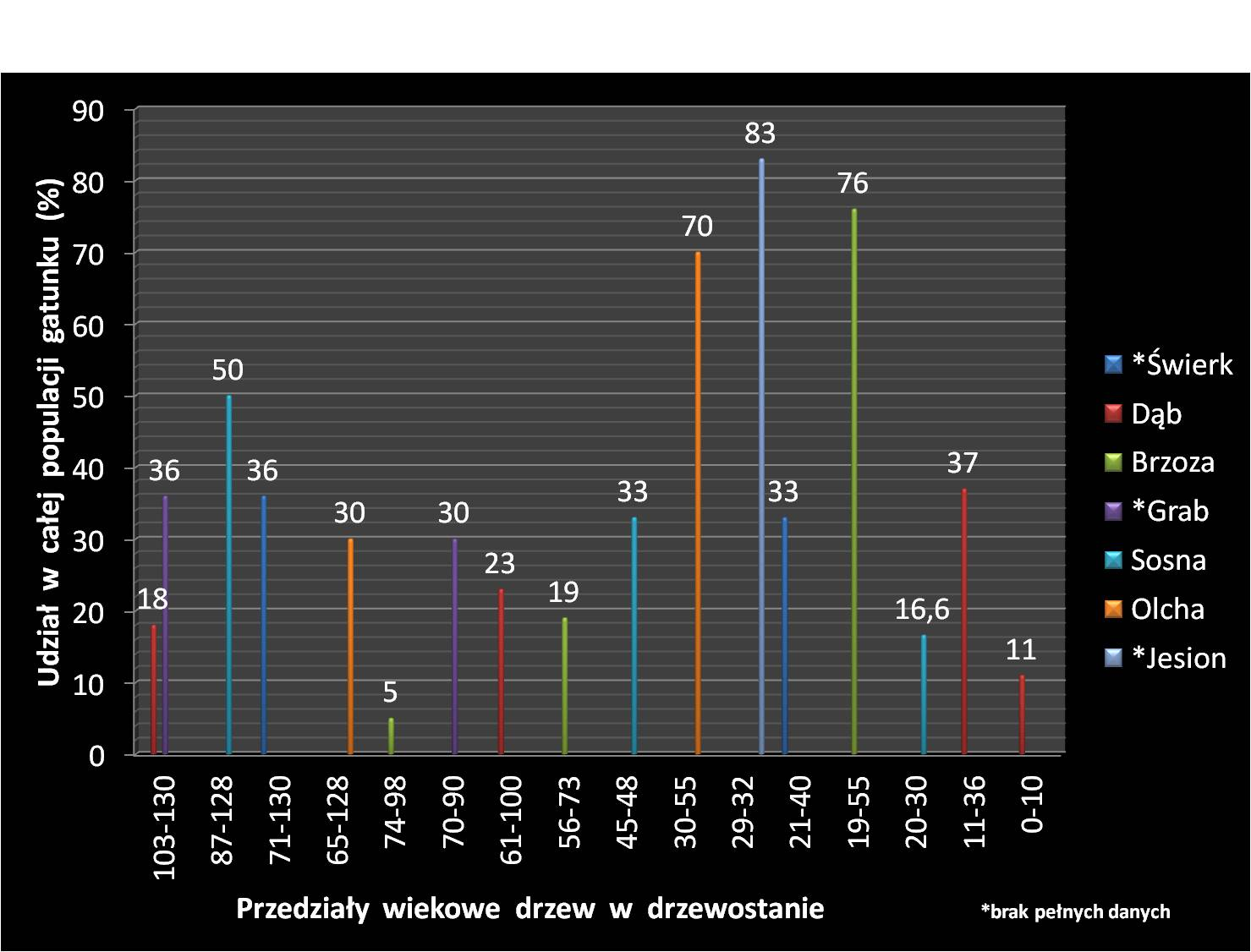
Las Miejski – przedziały wiekowe drzew w drzewostanie właściwym

#### Olcha – nieodzowny składnik olsów i łęgów
Olcha jako drzewo podlega gospodarce leśnej, wszędzie gdzie jest spotykana jest również eksploatowana. Wyjątkiem są tutaj olsy których w Lesie Miejskim nie brakuje. Te najlepiej zachowane porosłe były olchą w wieku nawet 108 lat (w 1997).
33,3% populacji olchy w Lesie Miejskim miała wiek od 65 do 108 lat (w 1997), lecz prawie 70% tego drzewa miała wiek 30–55 lat (w 1997).

#### Brzoza – ważny składnik wielu zbiorowisk
Wiek brzozy jest niemal jednoznaczny. 76% populacji miała (w 1997) od 19 do 55 lat. Co prawda 19% było (w 1997)w wieku 56–73 lata, ale z najwyższego przedziału 74–98 lat (w 1997)  – nie przekraczała 5%.

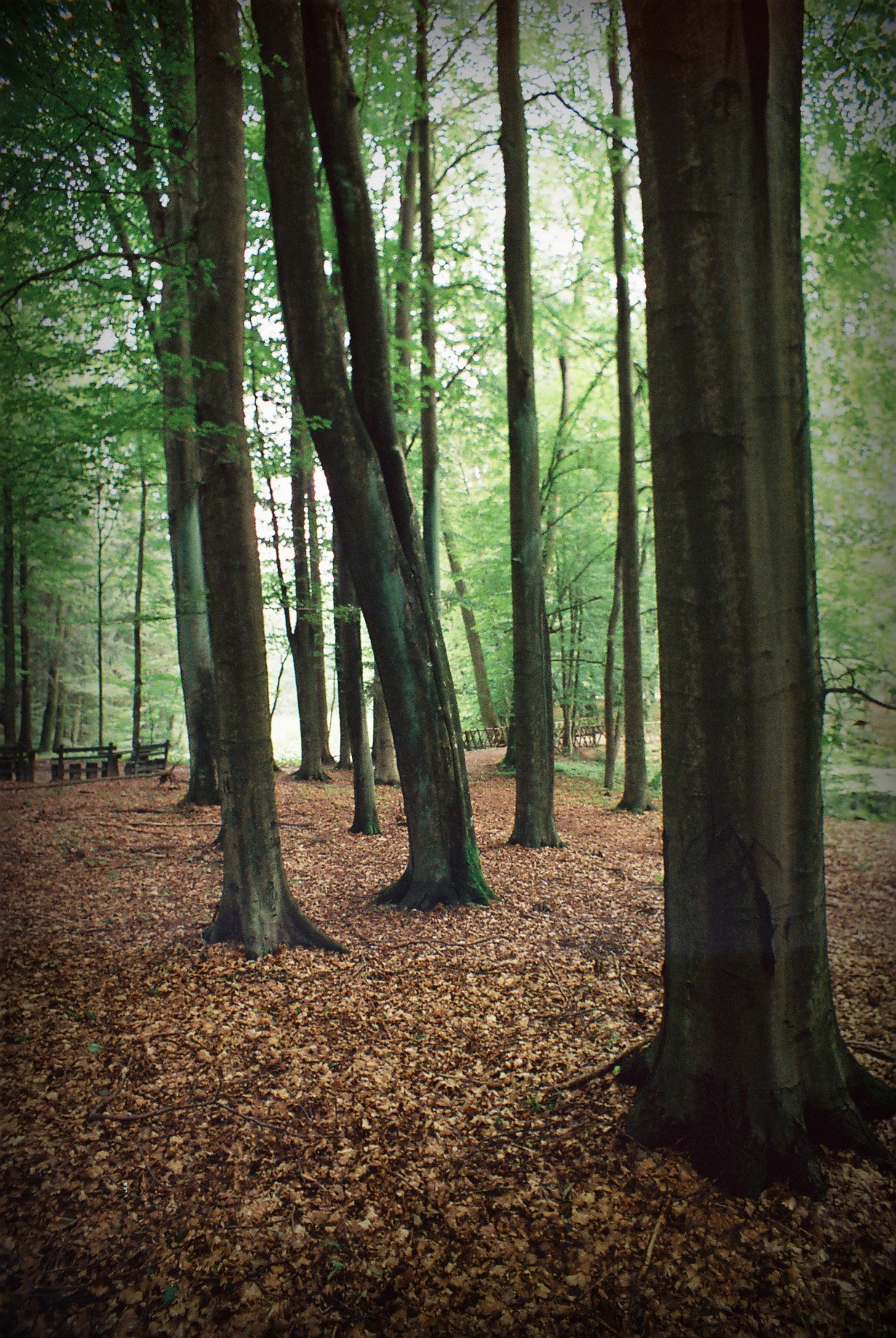
Buki w Lesie Miejskim

#### Modrzew – synantropijny czyli obcy
Modrzew ma populację zrównoważoną dla wszystkich czterech swoich przedziałów wiekowych. Zawsze będzie to około 25%. 

#### Sosna – rzadki widok w Lesie Miejskim
Paradoksalnie sosna jest równie obcym drzewem w Lesie Miejskim co modrzew. Połowa sosny w Lesie Miejskim była (w 1997) w wieku 87–128 lat, 33% w wieku 45–48 lat (w 1997), a 16,6% w wieku 20–30 lat (w 1997). Ten ostatni przedział wskazuje prawdopodobnie na sztuczne odnowienie sosny. Sosna jako gatunek dominujący w lasach polskich tworzy najczęściej monokulturowe bory suche lub świeże. Brak jej obecności w Lesie Miejskim świadczy o zaniechaniu użytkowania rolniczego terenu Lasu Miejskiego we wczesnym średniowieczu ale przede wszystkim jest wskaźnikiem naturalnego pochodzenia całego kompleksu leśnego.

#### Buk – upiększanie natury
Buk w Lesie Miejskim pochodzi z nasadzeń dokonywanych pod koniec lat dwudziestych. Są to liczne aleje bukowe oraz kilka sztucznych płatów, również pochodzących z nasadzeń.
Połowa buku w Lesie Miejskim jest w wieku 68 lat, druga połowa w wieku 3 lat (dane na rok 1997).

#### Pozostałe gatunki
Jesion
Spotkać go można prawie wyłącznie na północnym wschodzie Lasu Miejskiego, na siedlisku olsu jesionowego. Jesion w 1997 był w wieku 29–32 lata – 83%.
Osika
Prawie 67% osiki w 1997 było w wieku 48 lat.
Lipa
Cała populacja lipy  w 1997 osiągała 70 lat.

### Najstarsze drzewostany – pozostałości prastarej puszczy

#### Świerk
Siedliska, w których drzewostan jest zdominowany przez świerk w 50% i więcej, w wieku przekraczającym 73 lata (dane z 1997) są bardzo liczne. Zajmują one 50,09 ha Lasu Miejskiego. Siedliska gdzie świerk miał udział w drzewostanie poniżej 50%, a wiek powyżej 98 lat (dane z 1997) zajmowały 46,85 ha.
Z najciekawszych miejsc należy wymienić duży obszar na północnym wschodzie lasu o powierzchni 7,74 ha. Świerk ma tutaj 70% udział w drzewostanie a jego wiek na rok 1997 to 93 lata.
Bardzo podobnie rysuje się charakterystyka innego płatu leżącego przy wschodniej ścianie lasu. Świerk ma tu również 70% udział, a jego wiek w 1997 sięgał 98 lat. Obszar ten ma powierzchnię 5,84 ha. 
Należy również wspomnieć o jednym z najbardziej okazałych drzewostanów świerkowych w Lesie Miejskim. We wschodniej części lasu, obszar o powierzchni 10,68 ha cechował się obecnością tego drzewa w wieku 88 lat (dane z 1997) i udziale 60%. Są również miejsca, gdzie świerk miał (w 1997) wiek dochodzący do 128 lat. Jednak najczęściej jego udział w drzewostanie nie przekracza 20%.
Takie miejsca to niektóre obszary na zachodzie lasu. Mają one największe powierzchnie dochodzące do 4,71 i 7,07 ha. Jednak te najokazalsze leżą na południu. Cała południowa ściana Lasu Miejskiego o powierzchni 19,28 ha to drzewostan, w którym świerk z udziałem 20% miał (dane z 1997) wiek 128 lat.

#### Dąb

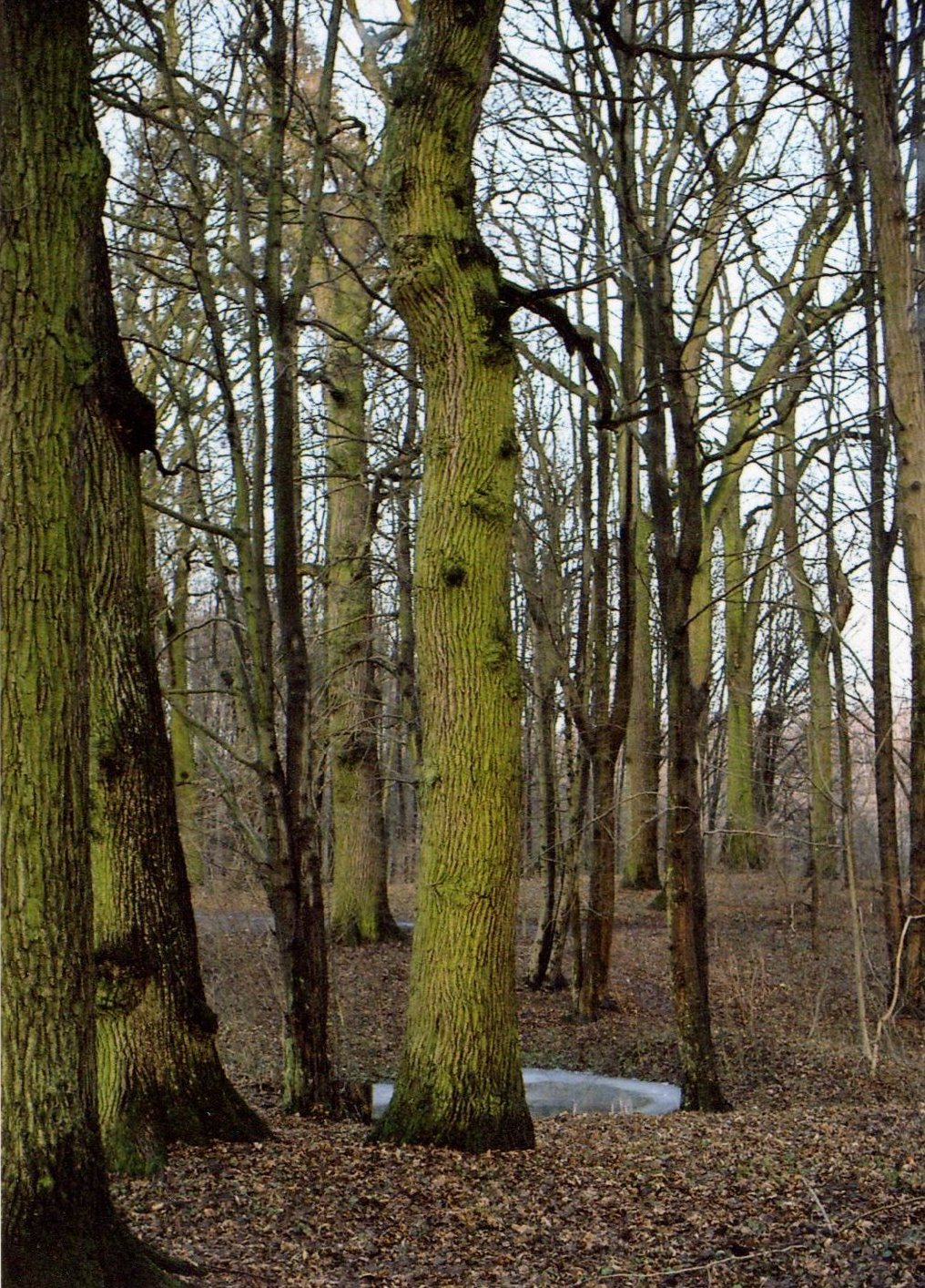
Drzewostan dębowy

Płaty roślinności leśnej w których strukturze drzewostan stanowi dąb w udziale 40% i więcej i wieku powyżej 113 lat (dane z 1997) mają powierzchnię 31,04 ha. Siedliska z udziałem dębu poniżej 40% i w wieku od 103 do 128 lat (dane z 1997) mają powierzchnię 41,02 ha.
Chcąc wymienić najokazalsze drzewostany trzeba zacząć od niewielkiego obszaru na zachodzie lasu. Obszar o powierzchni 3,30 ha miał 30% udział dębu w wieku 165 lat (dane z 1997). Jest to również miejsce obfitujące w pojedyncze okazy sięgające wiekiem 500 lat, a nawet więcej. Wśród nich właśnie te najstarsze zostały objęte ochroną w formie pomników przyrody.
Trudno by wymieniać wszystkie pododdziały leśne, w których drzewostan obok innych drzew stanowi dąb w wieku powyżej 128 lat (dane z 1997), gdyż jest ich 13. 
Południowa ściana lasu nie jest zdominowana jedynie przez świerka. Dąb ma tutaj wiek od 113 do 128 lat (dane z 1997), a udział 30–50%. Jak już wspomniano, jest to teren o powierzchni 19,28 ha.
Na północno-zachodnich granicachlLasu, teren o powierzchni 3,72 ha ma 50% udział 128 letniego dębu (dane z 1997). Z kolei w samym środku lasu obszar o powierzchni 8,93 ha obfituje w 98-letni dąb (dane z 1997) z 50% udziałem w drzewostanie. 
Nieco powyżej południowej ściany lasu jest teren o powierzchni 4,06 ha. Dęby w wieku 103 lat (dane z 1997) mają tu 60% udział.

#### Grab

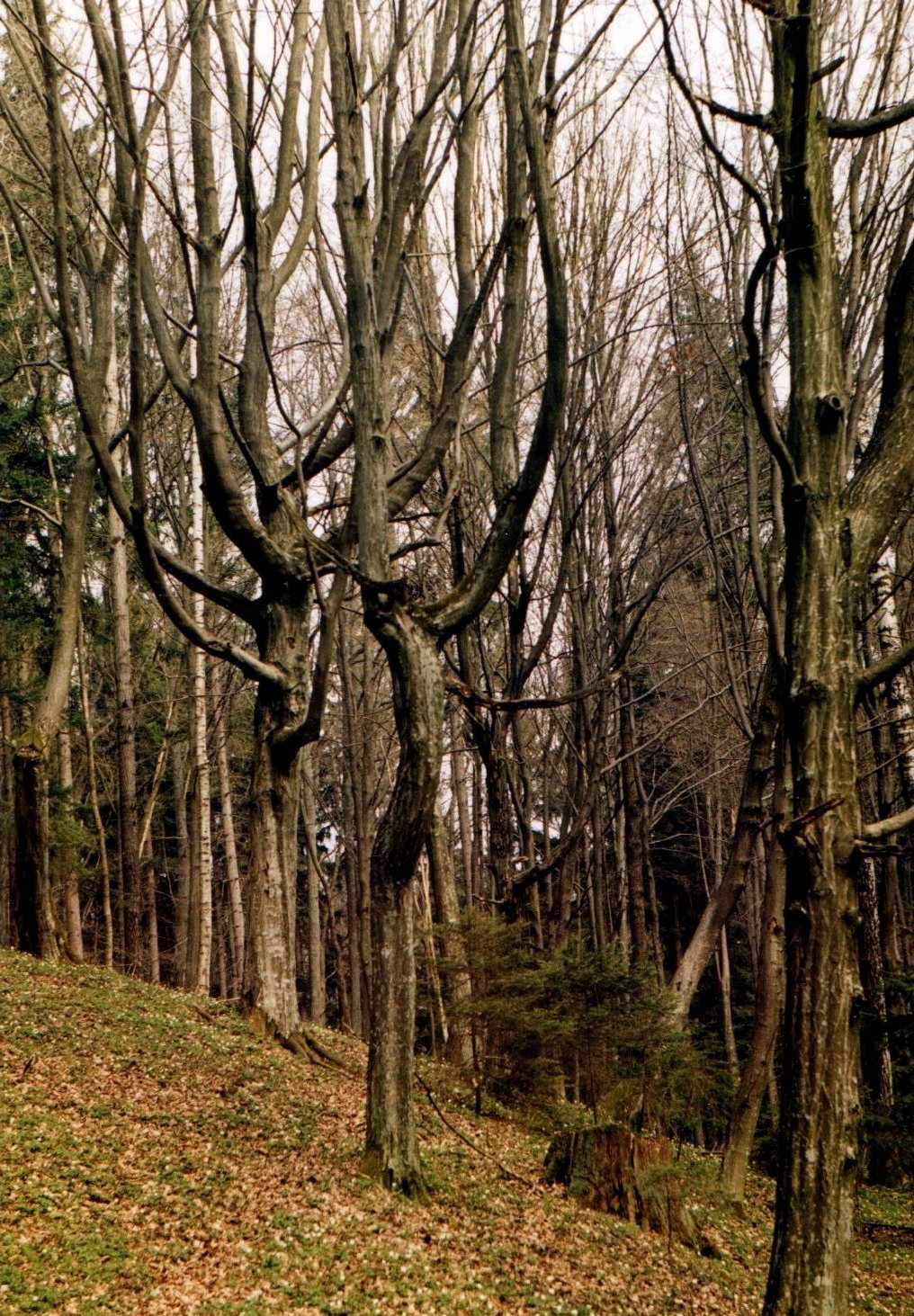
Graby

Dąb i grab są gatunkami tworzącymi zbiorowisko leśne zwane grądem – charakterystyczne dla dawnych puszcz niżu europejskiego. Podobnie jak łęgi, zostały doszczętnie wykarczowane ze względu na żyzne gleby, na których rosną bardzo pożądane w rolnictwie.
Siedliska, w których grab ma 10–30% udziału w drzewostanie i wiek 103–128 lat (dane z 1997) miały powierzchnię 44,28 ha. Płatów z grabem w drzewostanie o udziale powyżej 30% i wieku powyżej 103 lat (dane z 1997) było niewiele gdyż tylko jeden.
Miejsce takie leży w południowej części lasu. Ma powierzchnię 2,22 ha, a grab jest tu w udziale 70% i w wieku 103 lat (dane z 1997) z okazami powyżej 103 lat (dane z 1997).
Z innych ciekawych miejsc należy wymienić południową ścianę lasu. Tu na powierzchni 19,28 ha grab miał udział 10–30% a wiek wahał się od 113 do 128 lat (dane z 1997).
Wspominany przy opisie dębów teren na zachodzie lasu jest również miejscem obecności grabów. Miały tu 133 lata (w 1997) – 10% udziału, 70 lat (w 1997)– 30% udziału oraz 50 lat (w1997) – 10% udziału.

#### Brzoza
Nie osiąga tak wysokich przedziałów wiekowych jak dąb czy świerk. Najstarsze drzewostany miały od 72 do 87 lat (dane z 1997), a udział w drzewostanie nie przekracza 30%.
Najciekawszym siedliskiem z obecnością brzozy jest niewielki ols w środkowej części lasu. Obszar ten o powierzchni 2,18 ha ma aż 60% udział 87-letniej brzozy (dane z 1997). Nieco na zachód od niego leży inny ols o powierzchni 1,15 ha. Tu brzoza ma 102 lata (dane z 1997), ale tylko 10% udziału. Podobne siedlisko leży na zachodzie lasu. Tutaj brzoza również ma 102 lata (dane z 1997), ale udział już 30%. Powierzchnia tego olsu to 1,00 ha.
Tereny, na których brzoza dzieli drzewostan z innymi gatunkami i ma wiek powyżej 72 lat (dane z 1997) miały powierzchnię 18,14 ha.

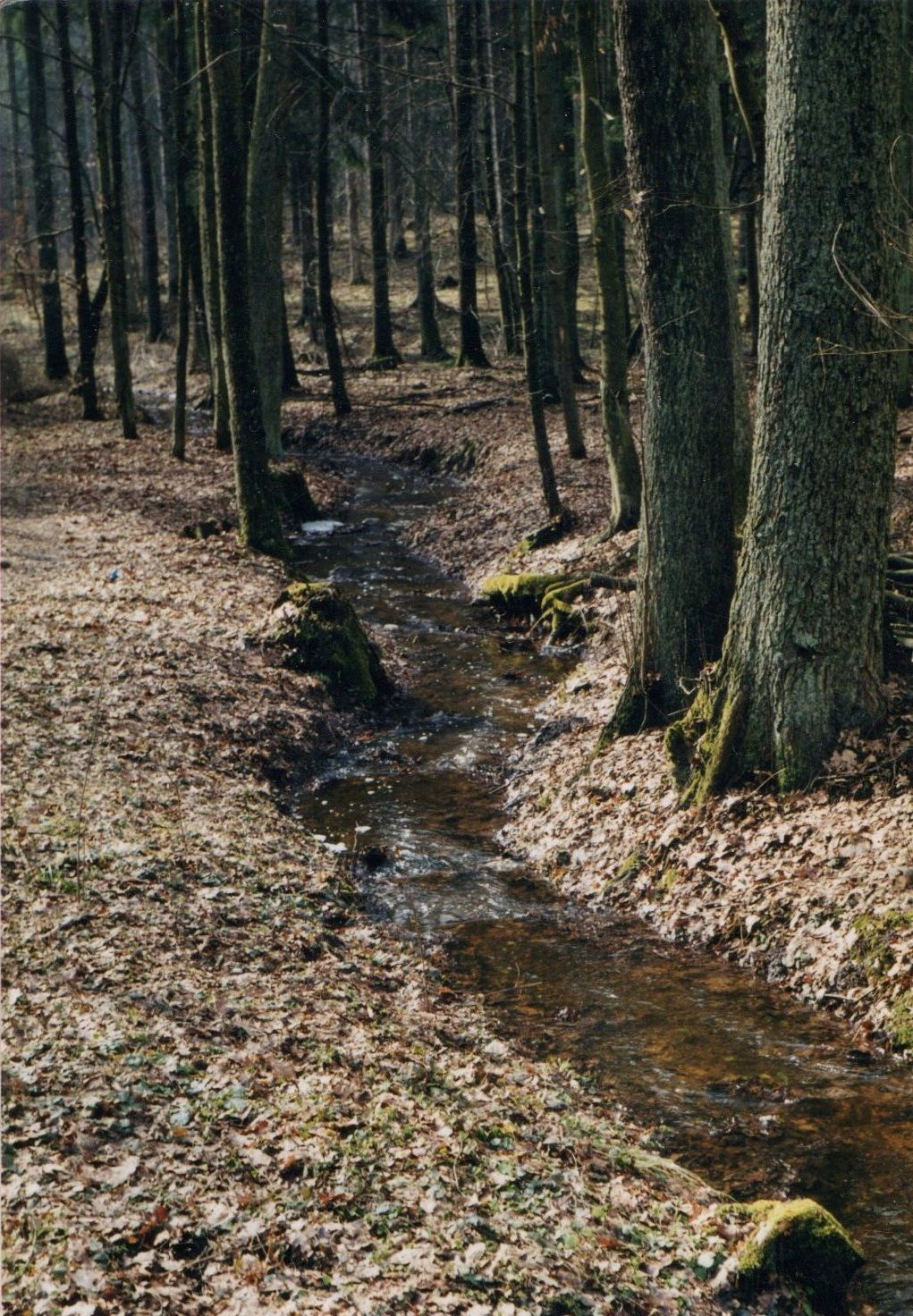
Las Miejski koło Giżycka – struga wodna

#### Olcha
Siedliska, w których olcha ma od 10 do 30% udziału i wiek od 78 do 98 lat (dane z 1997) miały łączną powierzchnię 23,93 ha. Siedliska, w których olcha ma udział od 60 do 100% i wiek od 72 do 108 lat (dane z 1997) miały powierzchnię 4,04 ha. I właśnie wśród nich są dwa zasługujące na nieco głębszą analizę.
Na północy Lasu Miejskiego znajduje się niewielki płat olsu. Miał powierzchnię 2,11 ha i 100% udział olchy w wieku 108 lat (dane z 1997).
W środkowej części Lasu są również dwa olsy. Ich łączna powierzchnia to 3,33 ha. W jednym z nich olcha z udziałem 80% miała 98 lat (dane z 1997) a w drugim 30% udziału i 83 lata (dane z 1997).

#### Modrzew
W Lesie Miejskim występuje 7 pododdziałów, w których modrzew występuje w udziale 30–50% i w wieku 123–128 lat (dane z 1997). Ich łączna powierzchnia to 29,67 ha.
Z terenów z obecnością modrzewia należy wymienić obszar na północnym zachodzie lasu o powierzchni 7,07 ha. Modrzew osiąga tu 123 lata (dane z 1997) w udziale 50%.
Na części południowej ściany lasu o powierzchni 8,70 ha modrzew miał 30% udział i wiek 128 lat (dane z 1997). Jest to teren znany również pod względem obecności okazałych świerków i dębów.

#### Sosna
Siedliska, gdzie sosna ma 10–20% udziału w drzewostanie a wiek 123–128 lat (dane z 1997) nie były zbyt liczne w Lesie Miejskim. Ich łączna powierzchnia to 12,20 ha.

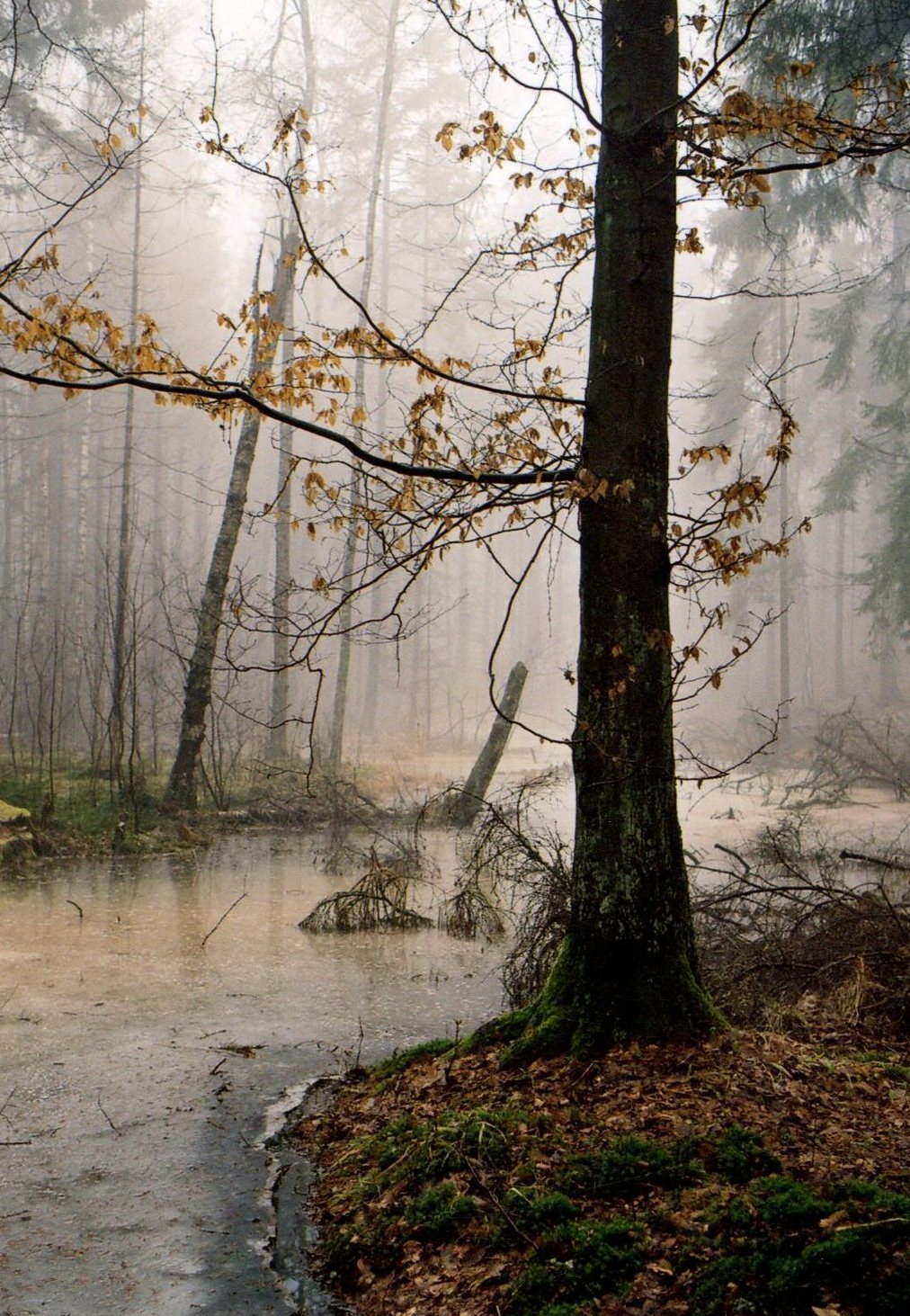
Zagłębienie bezodpływowe ze stagnującą wodą. Zbiorowisko o charakterze borealnym

### Pomniki Przyrody

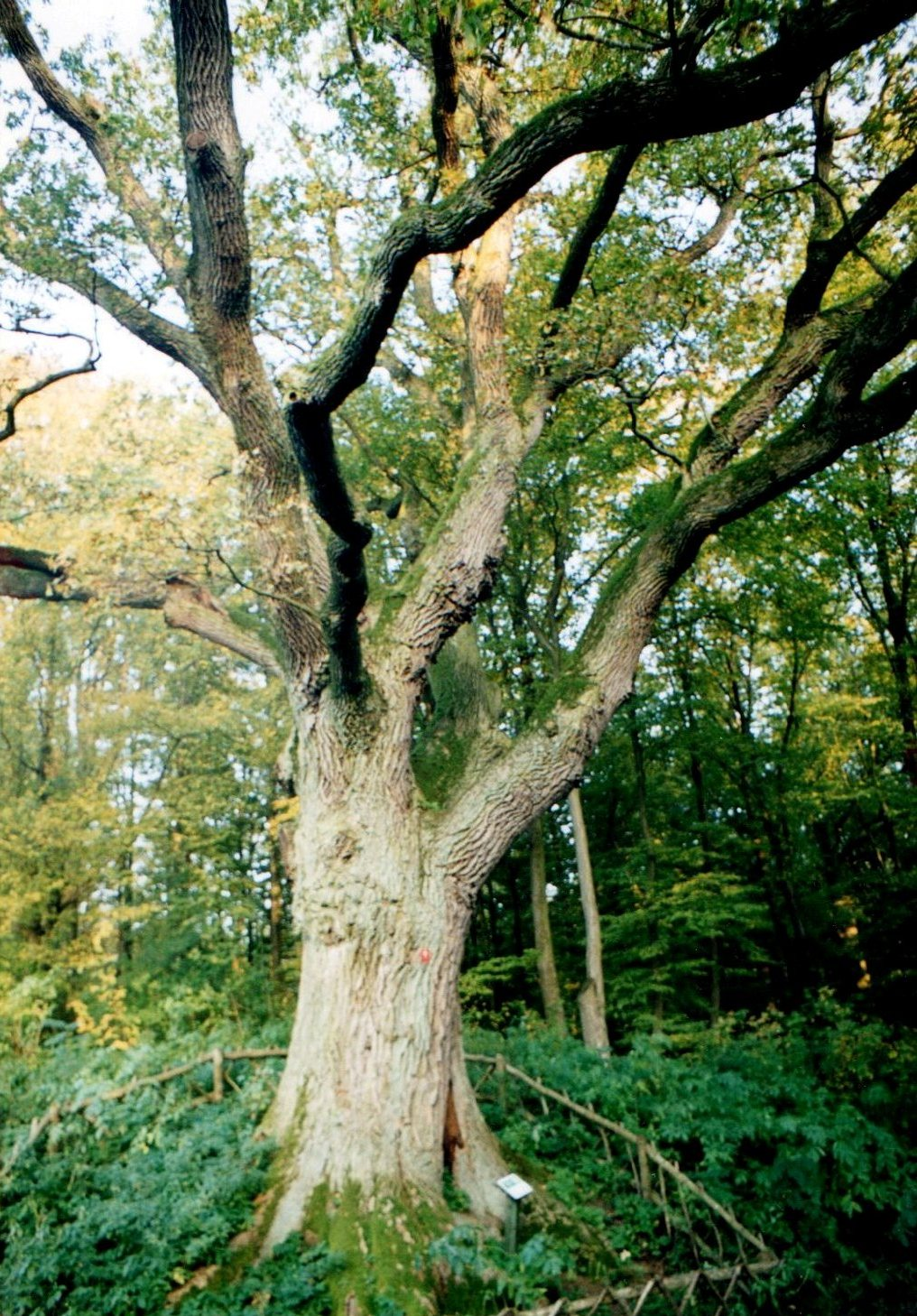
Dąb pomnikowy "Wojciech" w wieku ponad 640 lat

Las Miejski jest miejscem występowania kilkunastu pomników przyrody. Są to głównie dęby szypułkowe ale też modrzewie.
- Dąb szypułkowy „Wojciech”, wiek 640 lat(dane z 1997), obwód 616 cm, wysokość 20 m,
- Dąb szypułkowy „Wyniosły”, wiek 440 lat (dane z 1997), obwód 445 cm, wysokość 22 m,
- Dąb szypułkowy „Dowejko”, wiek 480 lat (dane z 1997), obwód 445 cm, wysokość 30 m,
- Dąb szypułkowy „Domejko”, wiek 480 lat (dane z 1997), obwód 440 cm, wysokość 30 m,
- Dąb szypułkowy „Wilhelm”, wiek 470 lat (dane z 1997), obwód 420 cm, wysokość 25 m,
- Modrzew europejski „Bolesław”, wiek 135 lat (dane z 1997), obwód 305 cm, wysokość 35 m,
- Modrzew europejski „Franciszek”, wiek 135 lat (dane z 1997), obwód 313 cm, wysokość 38 m

## Ochrona Lasu Miejskiego

### Lasy Ochronne w Prawie Polskim do roku 1994
W myśl Rozporządzenia Ministra Ochrony Środowiska, Zasobów naturalnych i Leśnictwa z dnia 25 sierpnia 1992 r. w sprawie szczegółowych zasad i trybu uznawania lasów za ochronne oraz szczegółowych zasad prowadzenia w nich gospodarki leśnej za lasy ochronne uznaje się lasy które 
1. Chronią glebę (lasy glebochronne),
2. Chronią zasoby wód (lasy wodochronne),
3. Wykazują uszkodzenie drzewostanów na skutek emisji pyłów i gazów,
4. Stanowią cenne fragmenty rodzimej przyrody,
5. Znajdują się na stałych powierzchniach badawczych i doświadczalnych,
6. Chronią środowisko przyrodnicze w tym lasy

- stanowiące ostoje zwierząt podlegających ochronie gatunkowej
- położone w granicach administracyjnych miast,
- uzdrowiskowe,
- mające szczególne znaczenie dla obronności kraju

W lasach ochronnych prowadzi się gospodarkę leśną w sposób zapewniający ciągłe spełnianie przez nie celów, dla których zostały wydzielone, w szczególności poprzez:
1. Zachowanie trwałości lasów na drodze:

- dbałości o stan zdrowotny i sanitarny lasów,
- preferowania naturalnego odnowienia drzewostanu,
- ograniczenia regulacji stosunków wodnych do prac uzasadnionych potrzebami odnowienia lasu oraz użytkowania sąsiadujących z lasami ochronnymi gruntów rolnych
- ograniczenia trwałego odwadniania bagien śródleśnych do przypadków w których wyniki przeprowadzonych badań i ekspertyz wykluczają niekorzystny wpływ tego zabiegu na stosunki wodne w lasach ochronnych

1. 2. Zagospodarowanie i ochronę lasów w drodze:

- kształtowania struktury gatunkowej i przestrzennej lasu zgodnie z warunkami siedliskowymi, w kierunku powiększenia różnorodności biologicznej i zwiększenia odporności lasu na czynniki destrukcyjne
- stosowanie indywidualnych sposobów zagospodarowania i ochrony poszczególnych drzewostanów,
- ustalania etatu cięć według potrzeb hodowlanych lasu,
- ograniczenia stosowania zrębów zupełnych do najsłabszych siedlisk leśnych oraz prowadzenia ścinki drzew, zrywki i wywozu drewna w sposób zapewniający w maksymalnym stopniu ochronę gleby i roślinności leśnej

Dla określonych powierzchni lasu uznanego za ochronny mogą być ustalone szczególne sposoby prowadzenia gospodarki leśnej, polegające na:
- ograniczeniu pozyskania drewna, choinek, kory, igliwia, zwierzyny lub płodów runa leśnego,
- konieczności wykonania określonych zabiegów w zakresie zagospodarowania i ochrony lasów,
- zakładaniu i utrzymaniu urządzeń ochronnych
- ograniczeniu udostępniania lasu dla ludności

### Lasy Ochronne w Lesie Miejskim koło Giżycka do roku 2009
Tereny uroczyska Las Miejski, decyzją Ministra Ochrony Środowiska, Zasobów Naturalnych i Leśnictwa z dn.4 stycznia 1999 roku zostały uznane za lasy ochronne w następujących formach ochrony:
Jako lasy stanowiące cenne fragmenty rodzimej przyrody o powierzchni łącznej 208 ha (niemal cały Las Miejski z wyjątkiem jego wschodnich terenów o powierzchni 32,38 ha i niektórych podzespołów nie będących terenami leśnymi
Jako lasy stanowiące cenne fragmenty rodzimej przyrody, wodochronne o powierzchni łącznej około 21 ha (wybrane pododdziały północnej części lasu, północno-wschodnie i północno-zachodnie)
Jako lasy stanowiące cenne fragmenty rodzimej przyrody, stanowiące ostoje zwierząt podlegających ochronie gatunkowej o powierzchni łącznej około 35 ha
Jako lasy stanowiące cenne fragmenty rodzimej przyrody, stanowiące ostoje zwierząt podlegających ochronie gatunkowej, wodochronne o powierzchni około 15 ha

### Lasy o szczególnych walorach przyrodniczych HCVF – High Conservation Value Forests
Od 2009 roku w Nadleśnictwie Giżycko przy wyznaczaniu obszarów cennych przyrodniczo obowiązują standardy międzynarodowej organizacji FSC – Forest Stewardship Council. Nadleśnictwo Giżycko ubiegając się o certyfikat FSC wyznaczyło zgodnie z „Kryteriami wyznaczania Lasów o szczególnych walorach przyrodniczych (High Conservation Value Forests) w Polsce”, obszary o szczególnych walorach przyrodniczych zgodnie z instrukcją zawartą w powyższym dokumencie.
Dotychczasowe zasady zawarte w „Rozporządzeniu Ministra Ochrony Środowiska, Zasobów naturalnych i Leśnictwa z dnia 25 sierpnia 1992  w sprawie szczegółowych zasad i trybu uznawania lasów za ochronne oraz szczegółowych zasad prowadzenia w nich gospodarki leśnej” zostały częściowo zaadaptowane i wykorzystane przy budowie nowego systemu HCVF.
Las Miejski koło Giżycka został zakwalifikowany do następujących kategorii:

#### HCVF 3– Obszary obejmujące rzadkie, ginące lub zagrożone ekosystemy
Podkategoria: HCVF 3.1.
Ekosystemy skrajnie rzadkie i ginące, marginalne z punktu widzenia gospodarki leśnej – buczyny storczykowe, świetliste dąbrowy, lasy zboczowe, bory, brzeziny i świerczyny bagienne
Podkategoria: HCVF 3.2.
Ekosystemy rzadkie i zagrożone w skali Europy, ujęte w załączniku I dyrektywy siedliskowej, lecz w Polsce pospolitsze i występujące wielkoobszarowo, stanowiące ważne obszary gospodarki leśnej – grądy, buczyny, jedliny, łęgi, świerkowe bory górnoreglowe, dolnoreglowe bory jodłowo-świerkowe;

##### Reprezentatywność siedlisk Lasu Miejskiego koło Giżycka a Natura 2000

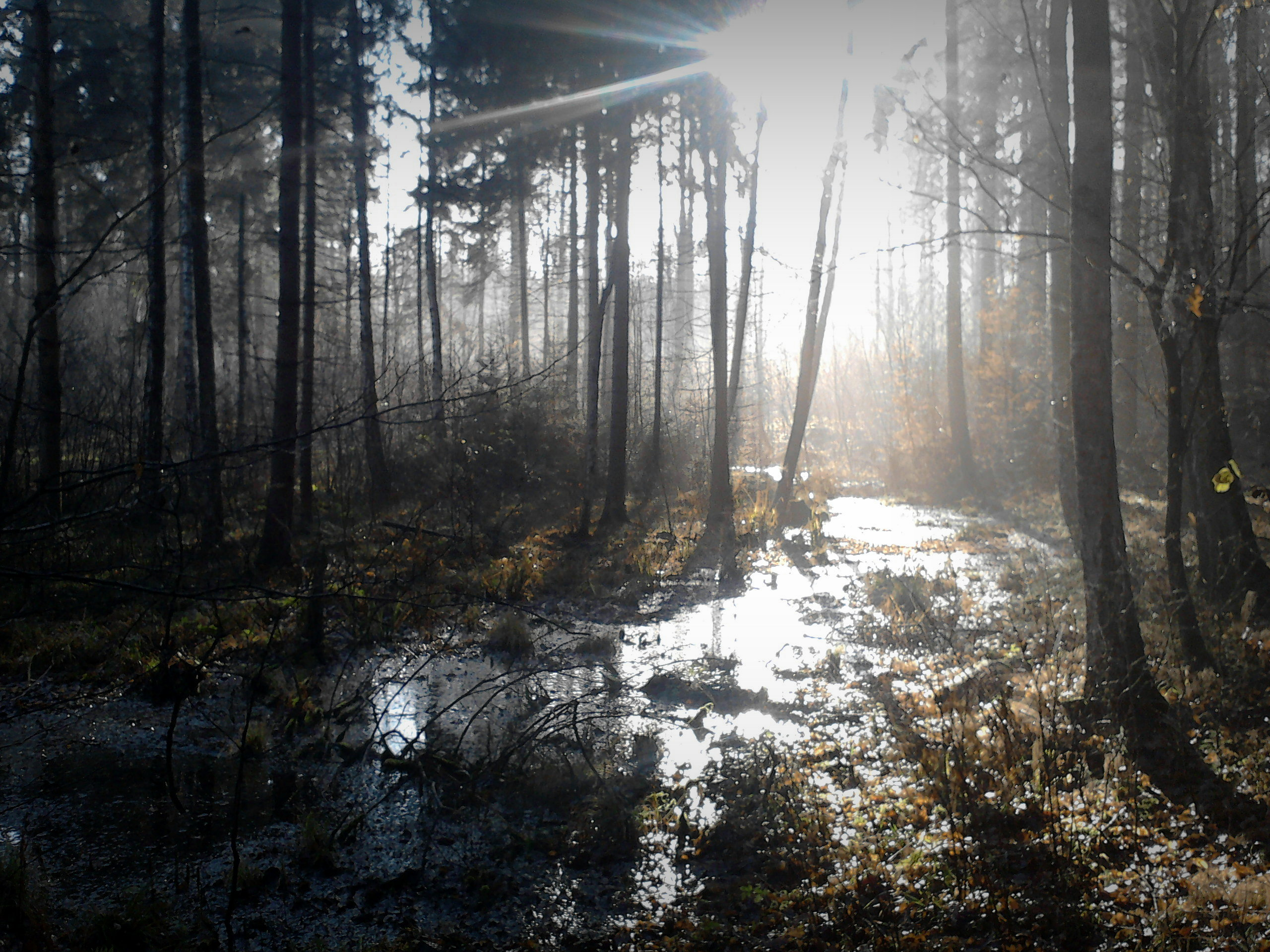
Świerczyna borealna na torfie. Siedlisko skrajnie rzadkie i ginące HCVF 3.1

Siedliska Lasu Miejskiego objęte podkategorią HCVF 3.1 oraz HCVF 3.2 spełniają wymogi reprezentatywności według kryteriów przyjętych dla sieci Natura 2000; dla leśnych siedlisk
przyrodniczych:
- A. Doskonała

Ekosystemy z typową (zob. niżej) fitocenozą i charakteryzujące się strukturą zbliżoną do naturalnej, długą historią bez ingerencji człowieka, występowaniem gatunków – indykatorów naturalności, np. antropofobnych gatunków owadów.
- B. Dobra

Ekosystemy wyróżniane przez typowe fitocenozy, w których trudno znaleźć wyraźne przejawy degeneracji. „Typowość” powinna uwzględniać bardzo dużą naturalną zmienność; w tym także zmienność o charakterze dynamicznym.

#### HCVF 4– Lasy pełniące funkcje w sytuacjach krytycznych
Podkategotia: HCVF 4.1.
Lasy wodochronne. Są to lasy chroniące zasoby wód powierzchniowych i podziemnych na siedliskach wilgotnych i bagiennych, oraz lasy położone na terenach okresowo zalewanych wzdłuż rzek, potoków i zbiorników wodnych. Należy tu zwłaszcza uwzględnić lasy tworzące wyraźne ciągi i pełniące przez to funkcję potencjalnych korytarzy ekologicznych (jakiekolwiek działania mogące zagrozić ciągłości takich korytarzy powinny zawczasu podlegać ocenie) oraz lasy, których obecność jest kluczowa dla przetrwania pewnych gatunków (np. gatunków ryb, które wymagają ocienionych koryt rzek ze względu na temperaturę).

### Obszary Nieobjęte Gospodarowaniem
Część ekosystemów Lasu Miejskiego została wyłączona z gospodarowania. Są to obszary przyrodniczo cenne w stopniu zasługującym na zaniechanie prowadzenia na nich prac gospodarczych. Ich wartości zostały zauważone i objęte ochroną.

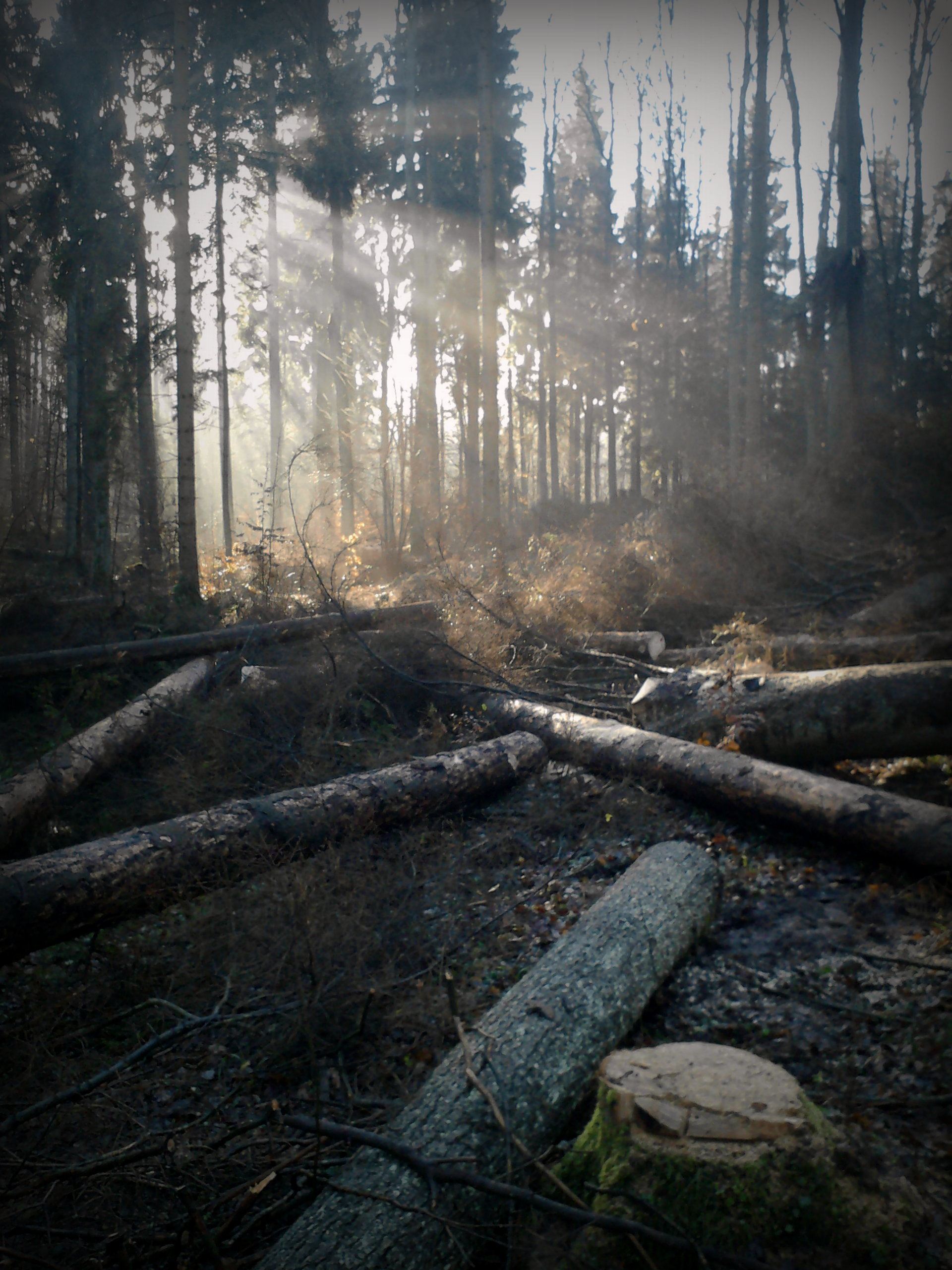
Rębnia gniazdowa świerka zasiedlonego przez kornika obszarze ochronnym w HCVF 3.1

### Gospodarowanie w HCVF a Las Miejski
Zasady nałożone przez obowiązujący dokument „Kryteria wyznaczania Lasów o szczególnych walorach przyrodniczych (High Conservation Value Forests) w Polsce”
HCVF 3.1
Wyznaczone obszary powinny być wyłączane z użytkowania – należy oczekiwać ich „przeznaczenia do ochrony przyrody”, nawet jeżeli nie będą objęte ustawowymi formami ochrony przyrody (w praktyce zwykle nie należy w nie ingerować, chyba że występują szczególne potrzeby przyrodnicze). Wymaga to desygnacji jako ochronne – cenne fragmenty rodzimej przyrody i równoczesnego zaliczenia do gospodarstwa specjalnego.
HCVF 3.2

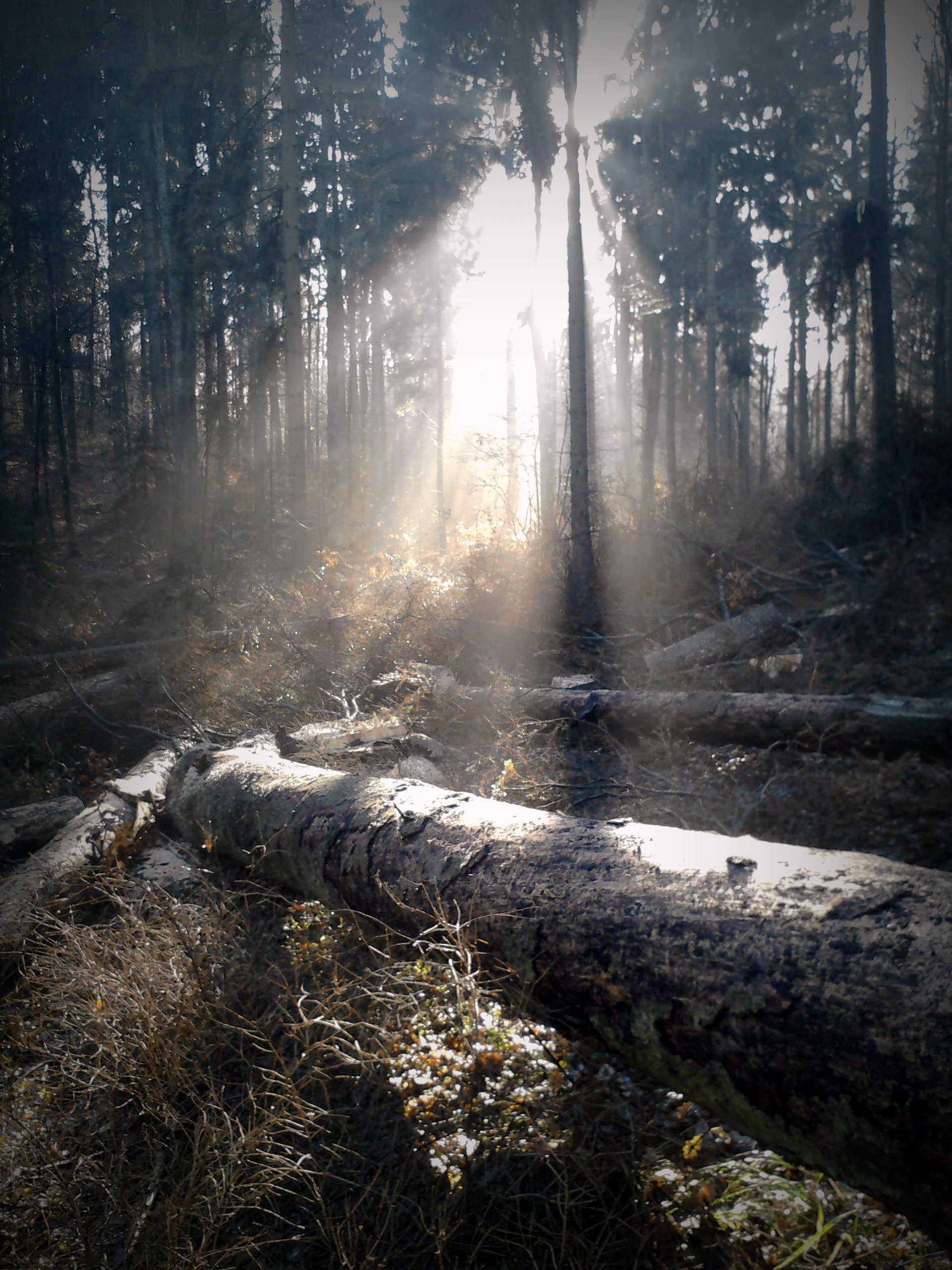
Cięcia sanitarne świerka w HCVF 3.1, HCVF 3.2 – listopad 2012. Obszar nie będący ONG od 2011

Generalnym kryterium jest zachowanie siedliska przyrodniczego (ekosystemu) we „właściwym stanie ochrony"(Patrz definicja poniżej). Precyzyjne kryteria takiego stanu obecnie 
w Polsce nie istnieją, jednak wkrótce prawdopodobnie zostaną wypracowane. Wskazania i wytyczne można znaleźć w „Podręcznikach ochrony siedlisk i gatunków Natura 2000”. 
W praktyce gospodarka leśna powinna być prowadzona w sposób zapewniający:
- a) zgodność docelowego typu drzewostanu ze składem odpowiedniego naturalnego zbiorowiska leśnego;
- b) niepomniejszenie udziału % starodrzewi i zachowanie ich ciągłości przestrzennej;
- c) niepomniejszanie średniego wieku i zasobności;
- d) zachowanie lub pilne i intensywne odtwarzanie elementów ważnych dla różnorodności biologicznej ekosystemu (grube drzewa, martwe drzewa, wykroty)

Właściwy stan ochrony

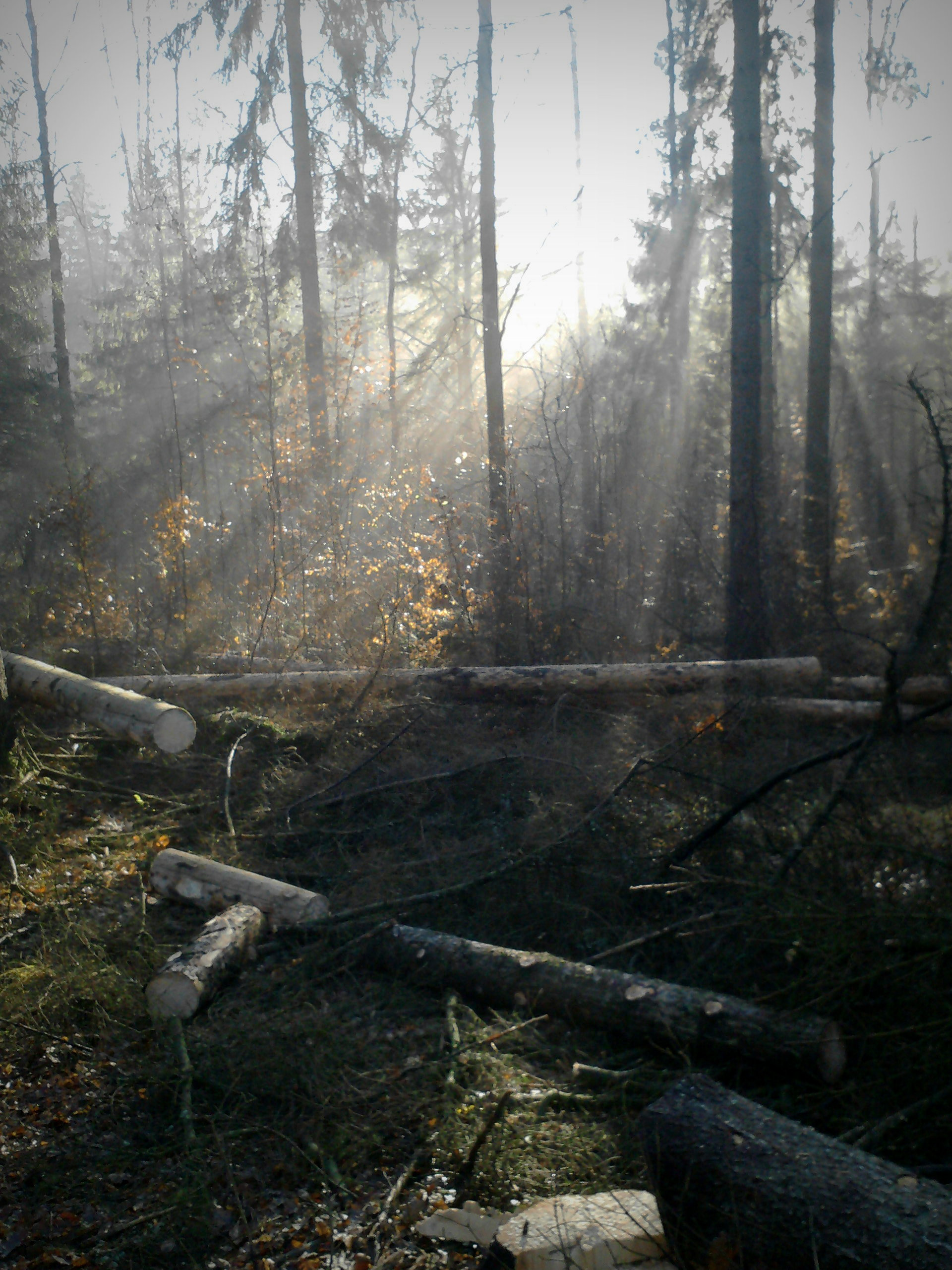
Las Miejski koło Giżycka – cięcia sanitarne zasiedlonego przez kornika drukarza świerka w obszarze ochronnym HCVF 3.2. Listopad 2012

Właściwy stan ochrony siedliska przyrodniczego – stan, w którym naturalny zasięg siedliska przyrodniczego i obszary zajęte przez to siedlisko w obrębie jego zasięgu nie zmieniają się lub zwiększają się, struktura i funkcje, które są konieczne do długotrwałego utrzymania się siedliska, istnieją i prawdopodobnie nadal będą istniały oraz typowe dla tego siedliska gatunki znajdują się we właściwym stanie ochrony.
HCVF 4.1

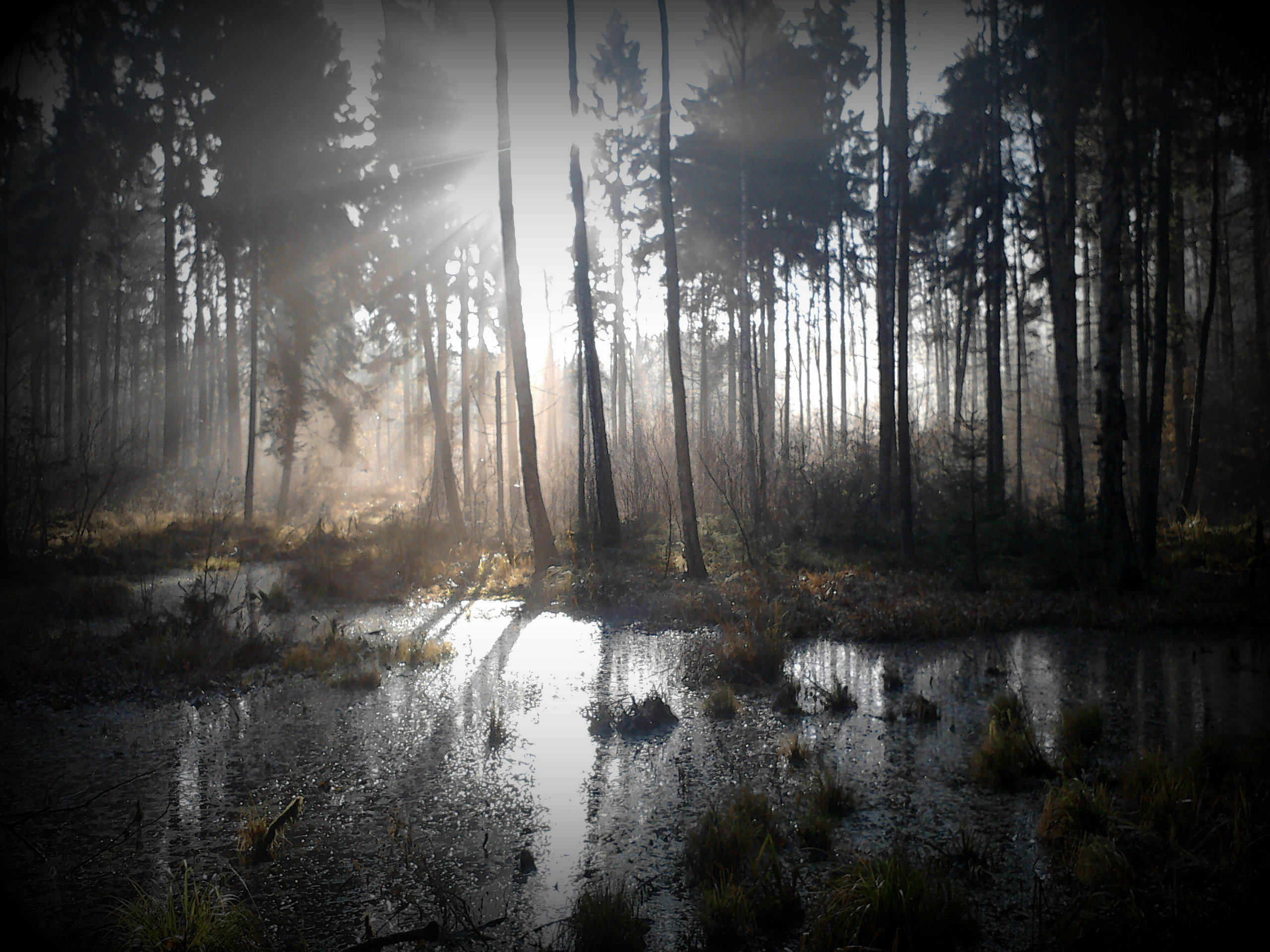
ONG – obszar niegospodarowany

Lasy tej kategorii powinny być desygnowane jako wodochronne. Zgodnie z Zasadami Hodowli Lasu, „stosuje się zasady zagospodarowania zapewniające stałą obecność szaty leśnej, a więc rębnie częściowe, gniazdowe, stopniowe lub przerębową. Rębnia zupełna może być stosowana tylko w sytuacjach klęskowych”. „W strefie bezpośrednio przyległej do źródeł i ujęć wody, w lasach łęgowych, na torfach i na siedliskach bagiennych, wzdłuż linii brzegowej cieków i zbiorników wodnych oraz w strefach wododziałowych obowiązuje zakaz stosowania środków chemicznych – z wyjątkiem przypadków gdy zagrożone jest istnienie lasu”.
Należy oczekiwać również innych „modyfikacji zasad przyjętych dla lasów gospodarczych np. (...) wydłużenia okresu odnowienia i okresu uprzątnięcia w rębniach częściowych, pozostawiania kęp drzew po cięciu uprzątającym, przebudowy składu gatunkowego i budowy drzewostanu, stosowania selekcji o kierunku protegującym żywotność i zdolności adaptacyjne drzew oraz walory estetyczno-krajobrazowe”.

### Mapy i wykresy

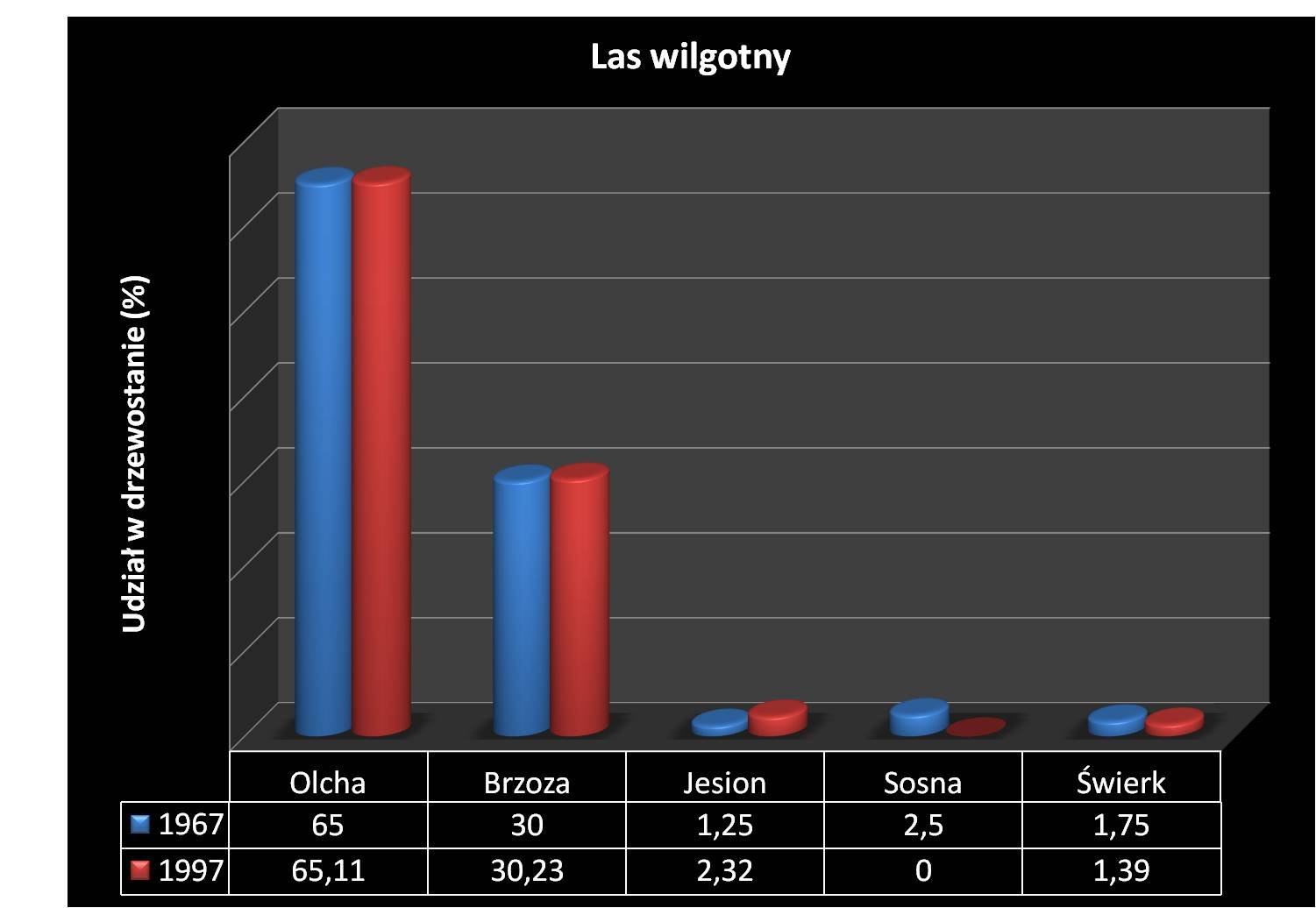
Las wilgotny – udział gatunków drzew w drzewostanie
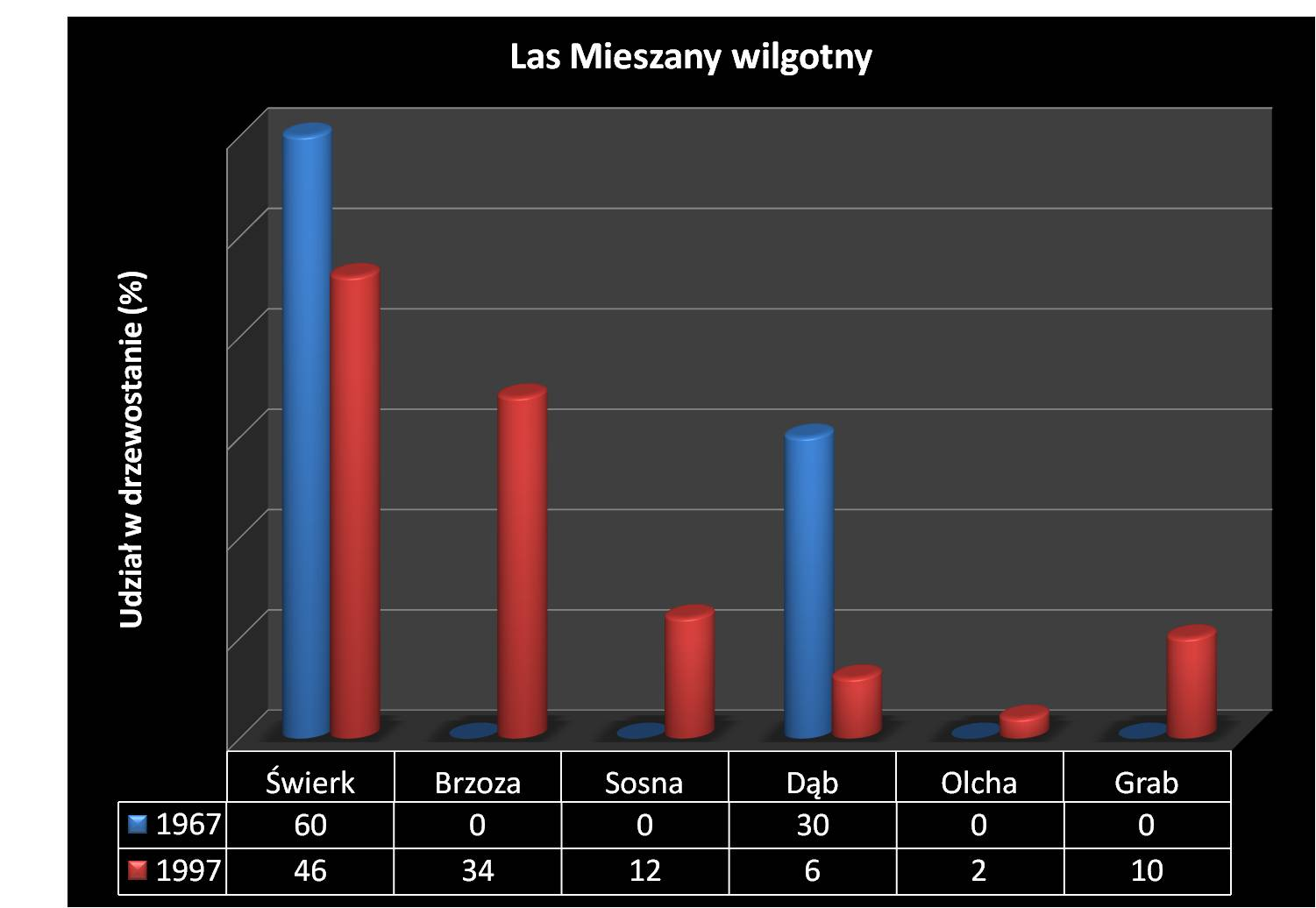
Las mieszany wilgotny – udział gatunków drzew w drzewostanie
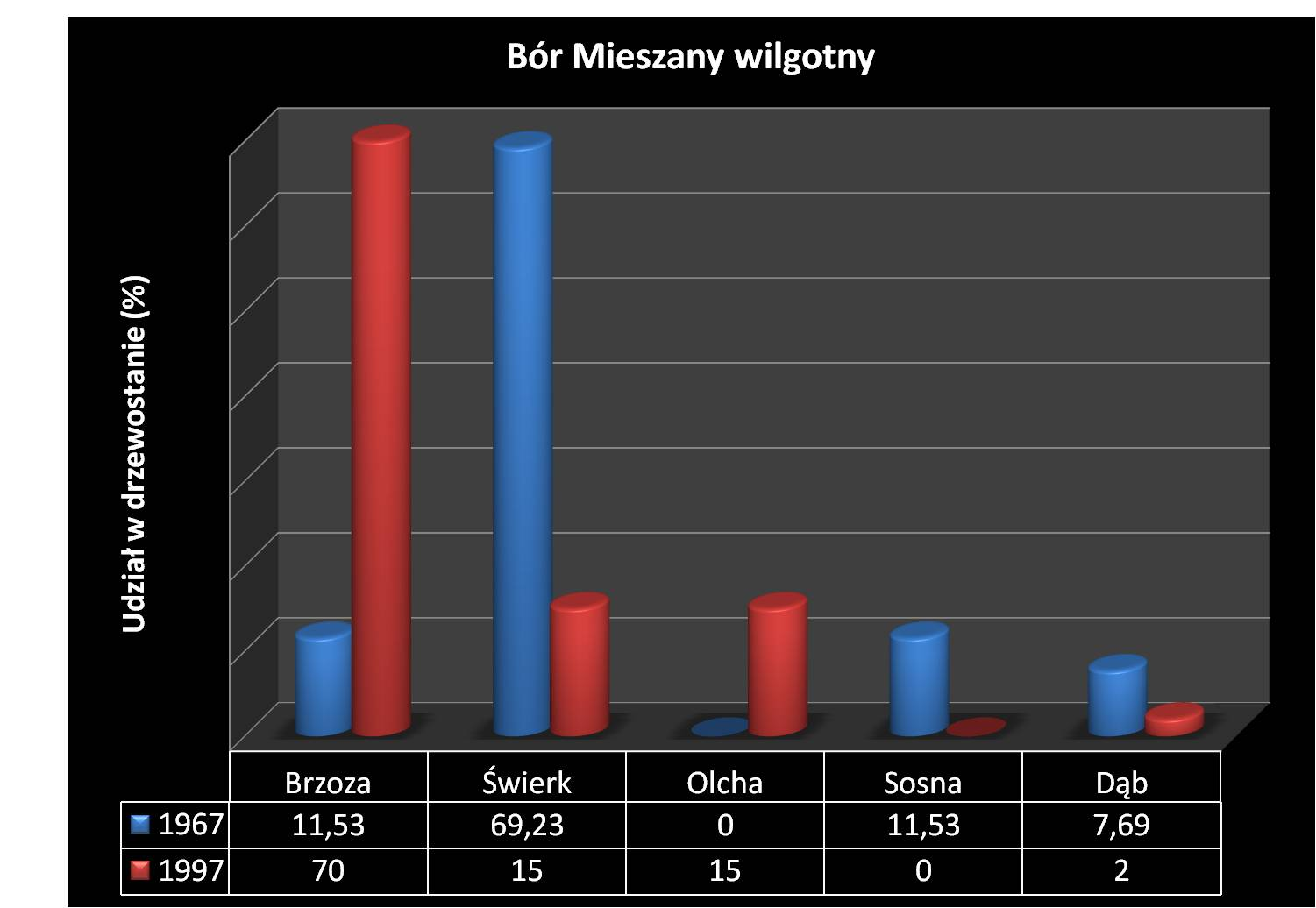
Bór mieszany wilgotny – udział gatunków drzew w drzewostanie
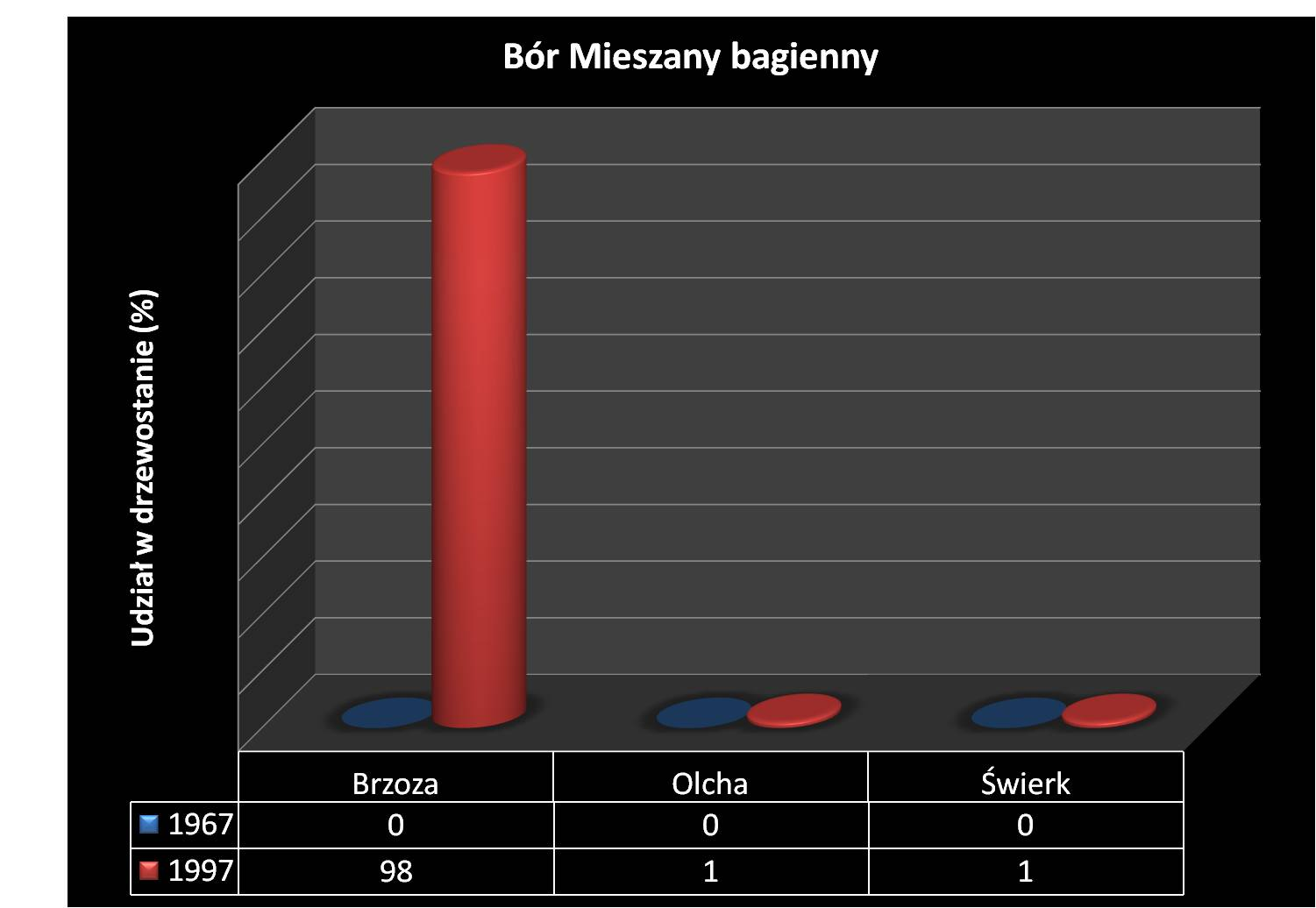
Bór mieszany bagienny – udział gatunków drzew w drzewostanie
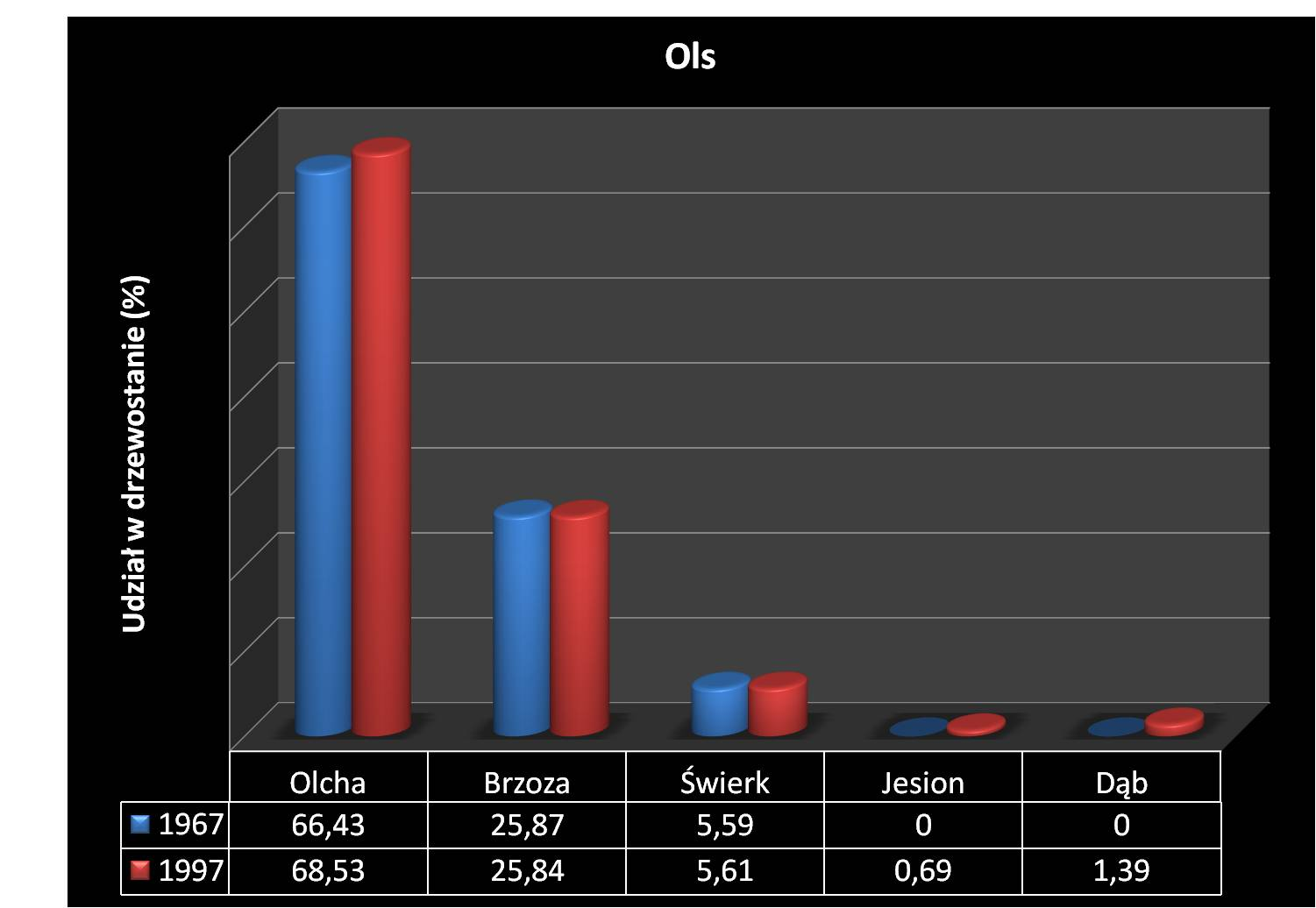
Ols – udział gatunków drzew w drzewostanie